# Biserica de lemn din Valea Mare, Arad

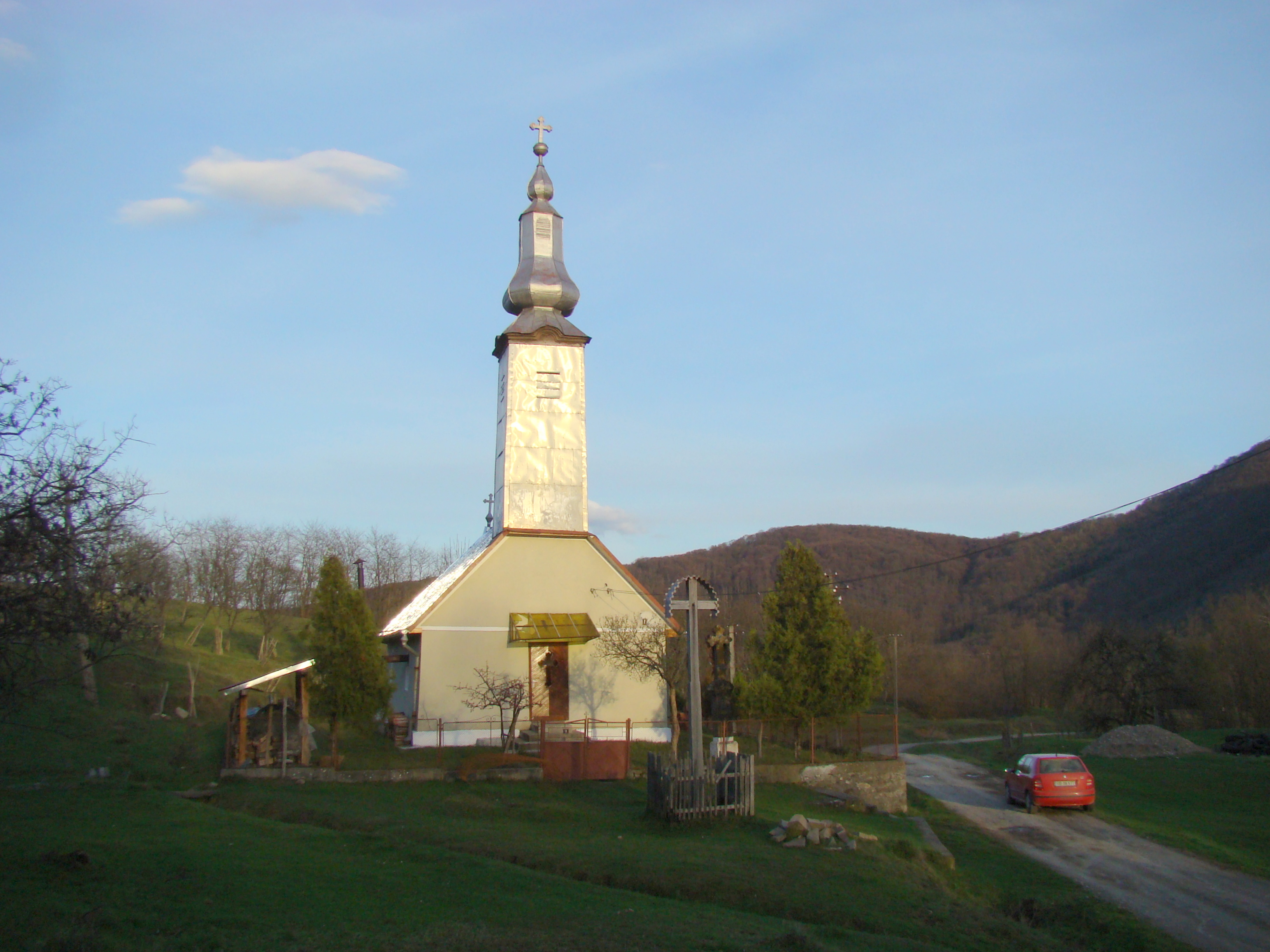
Biserica de lemn „Sfinții Împărați Constantin și Elena” din Valea Mare, comuna Gurahonț, județul Arad, foto: aprilie 2013.

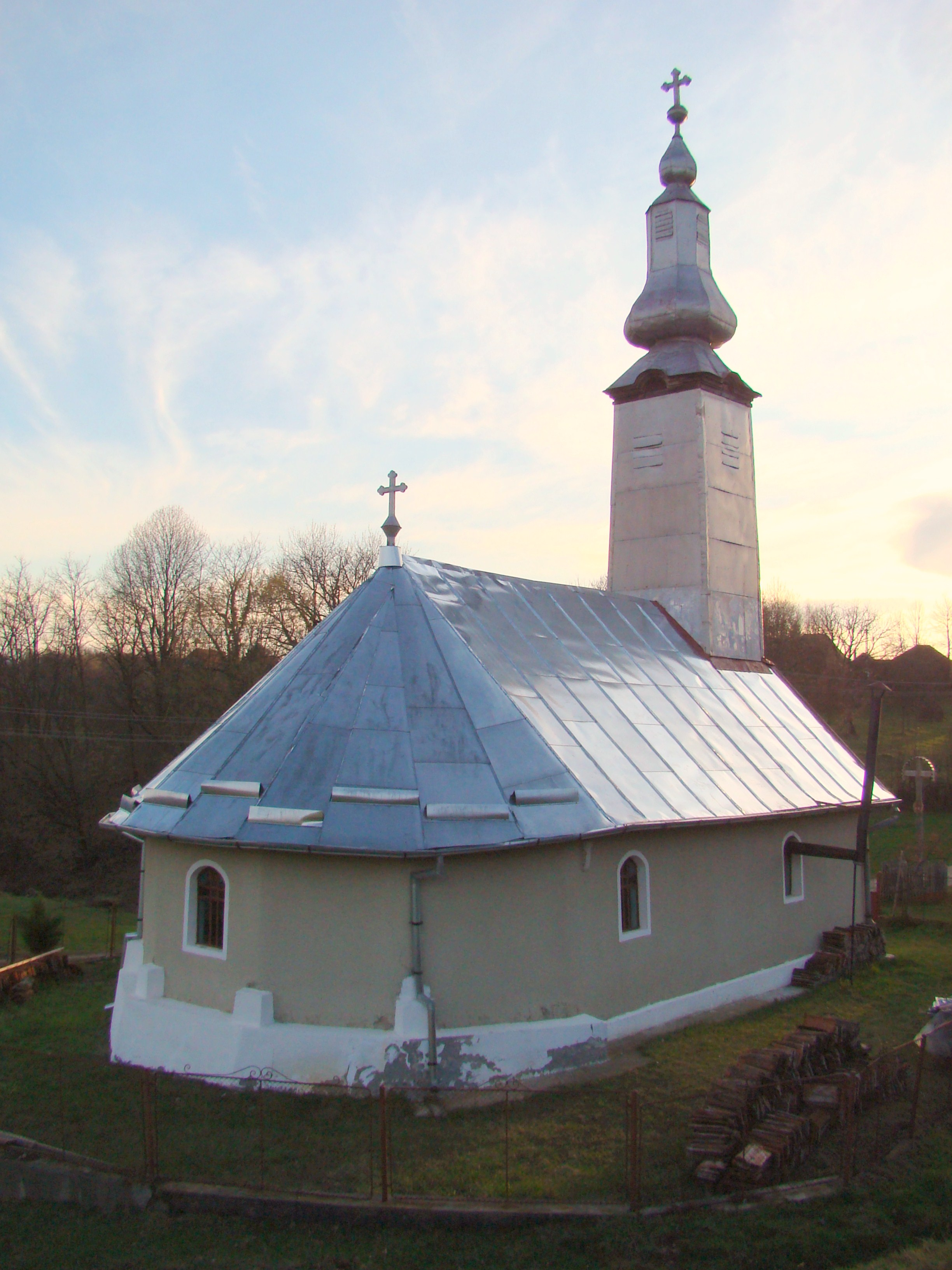
Biserica de lemn „Sfinții Împărați Constantin și Elena” din Valea Mare, comuna Gurahonț, județul Arad, foto: aprilie 2013.

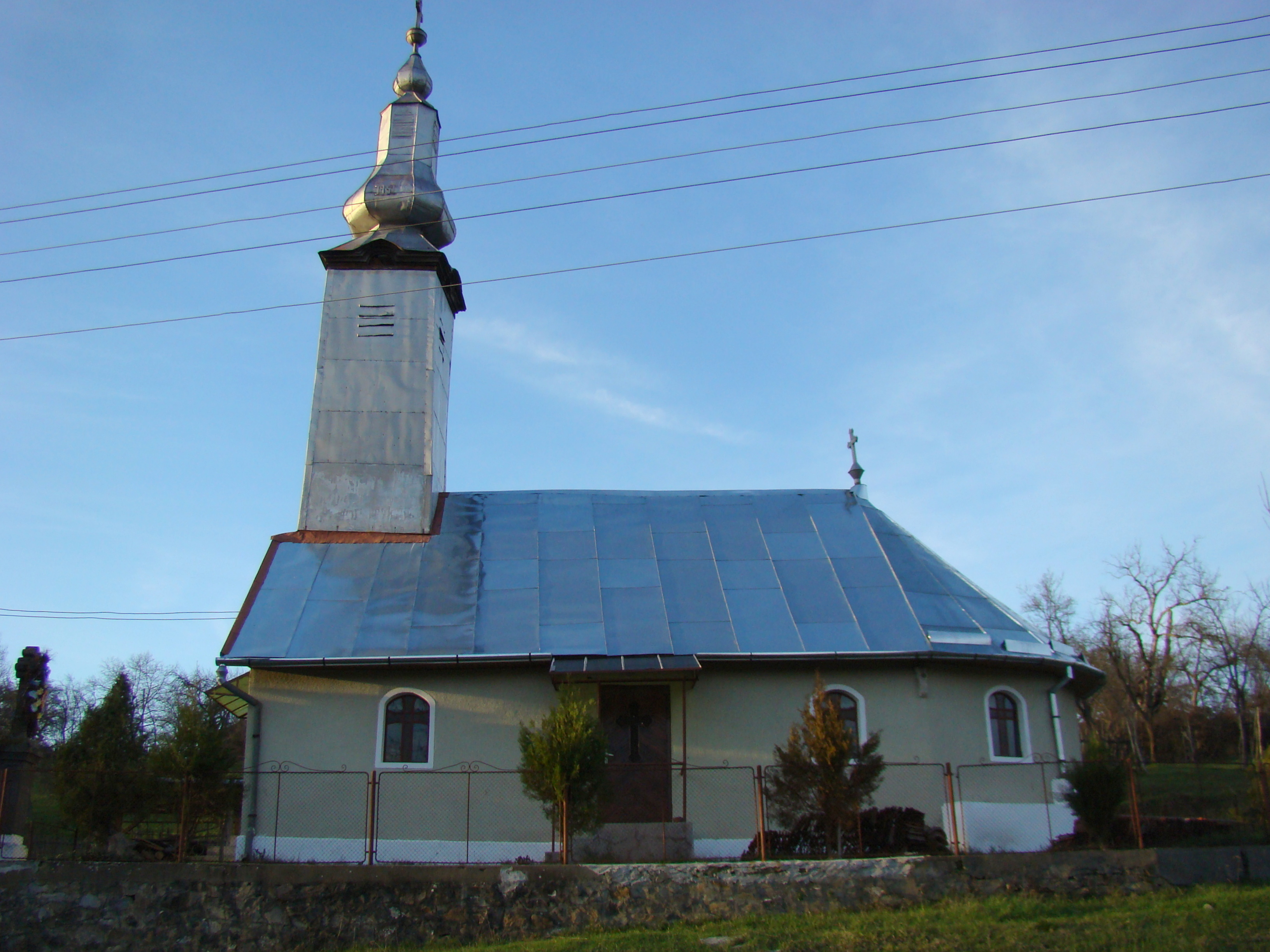
Biserica (sud)

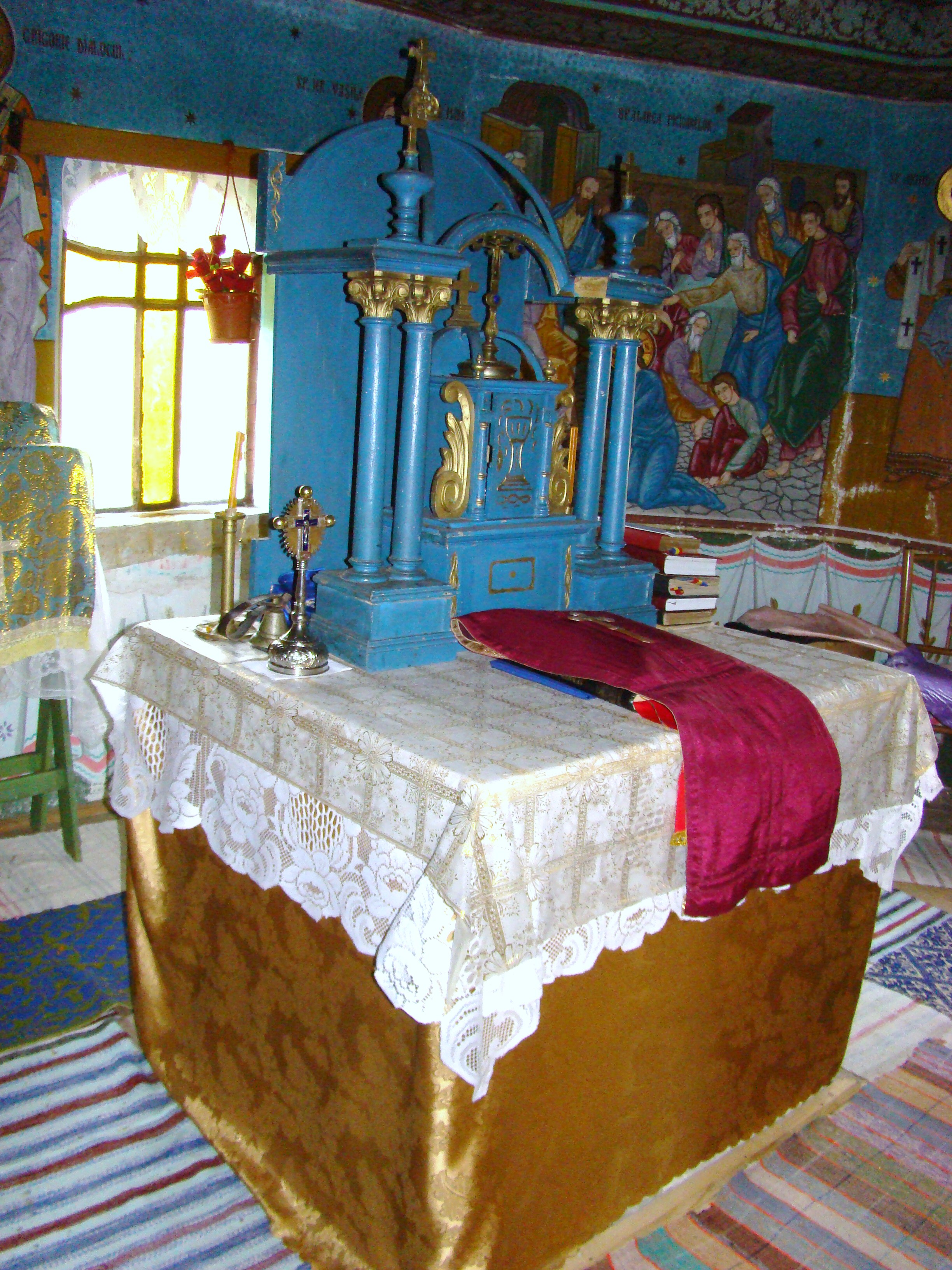
Masa altarului

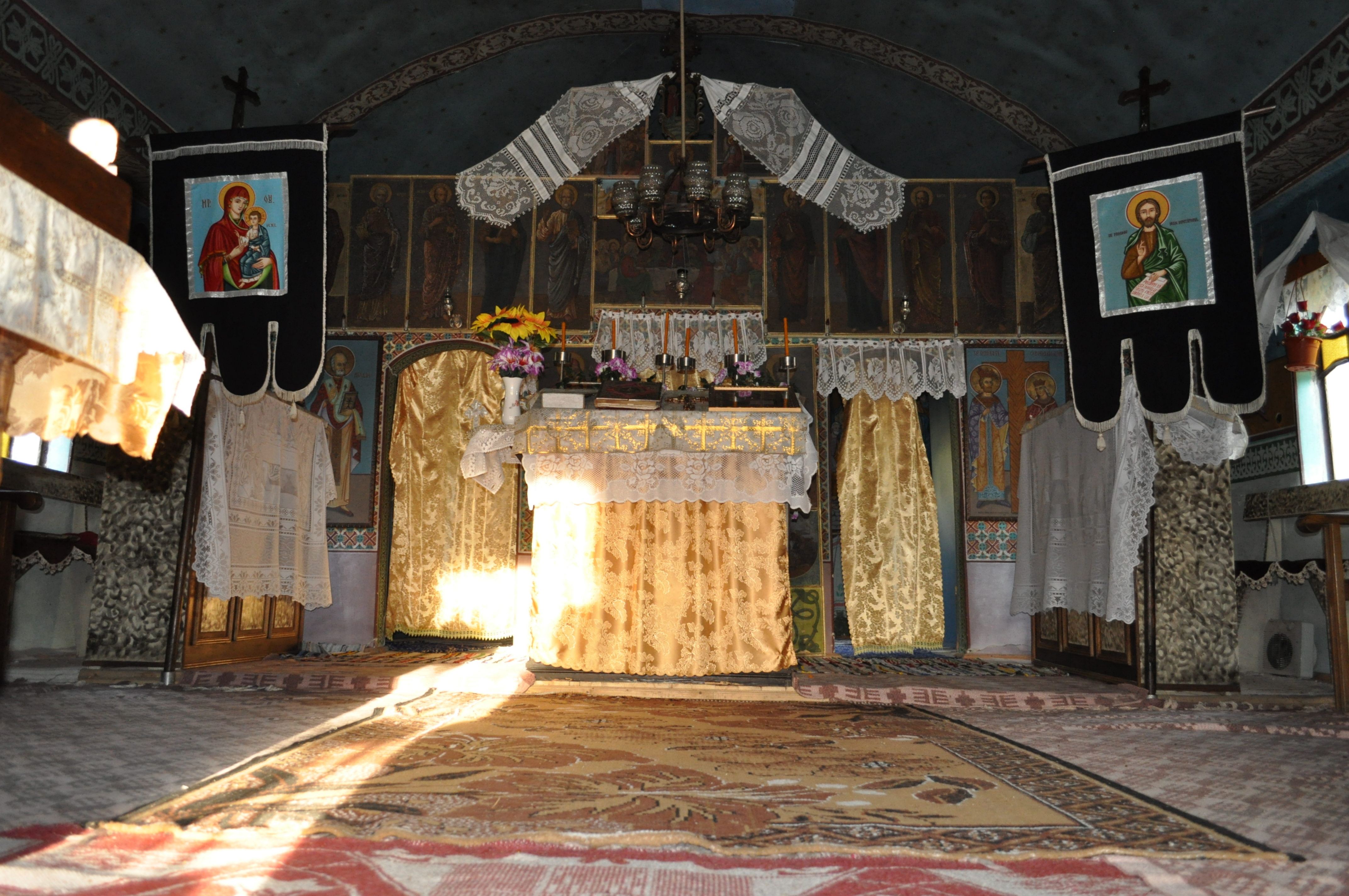
Nava spre iconostas

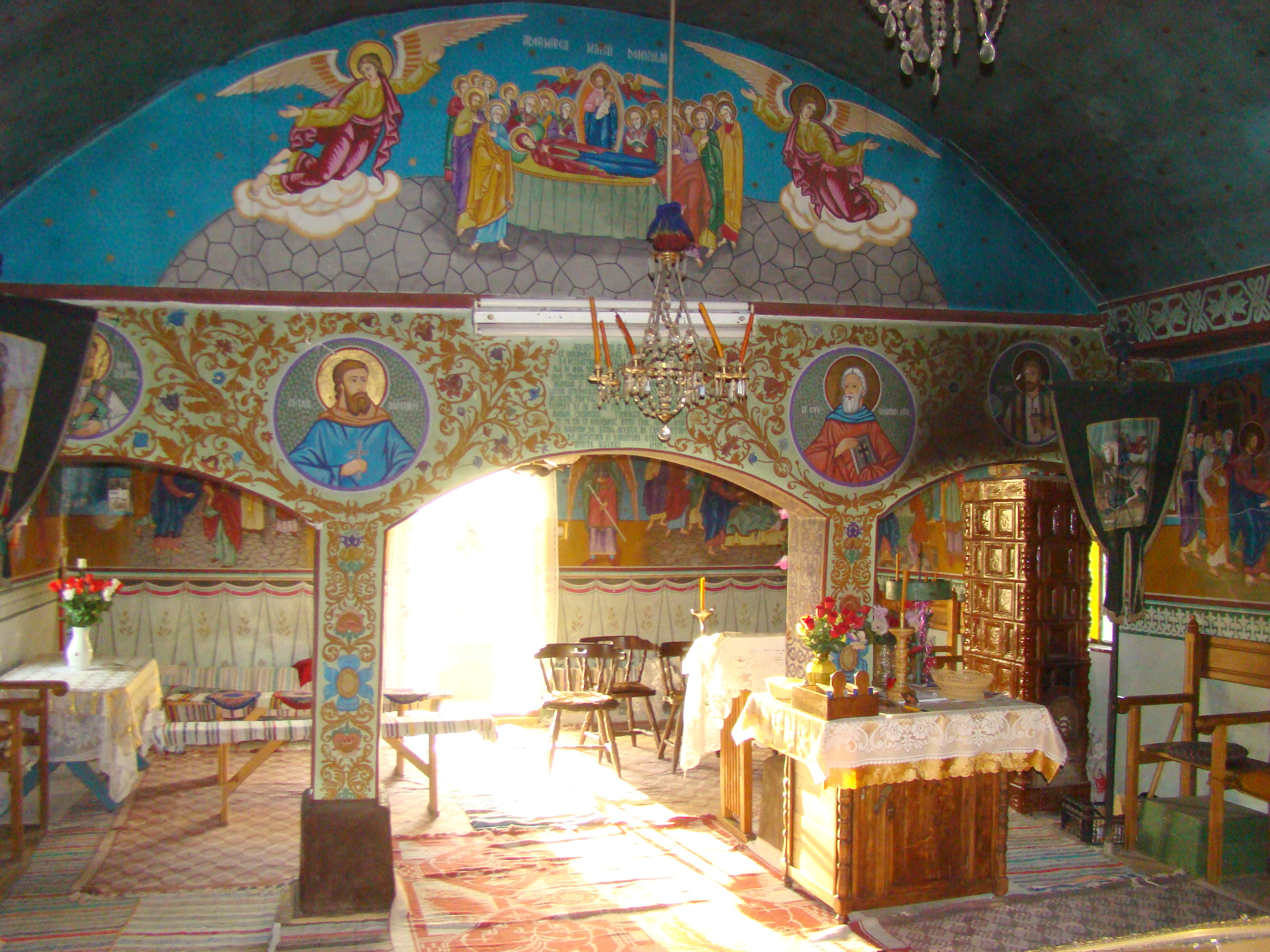
Nava spre ieșire

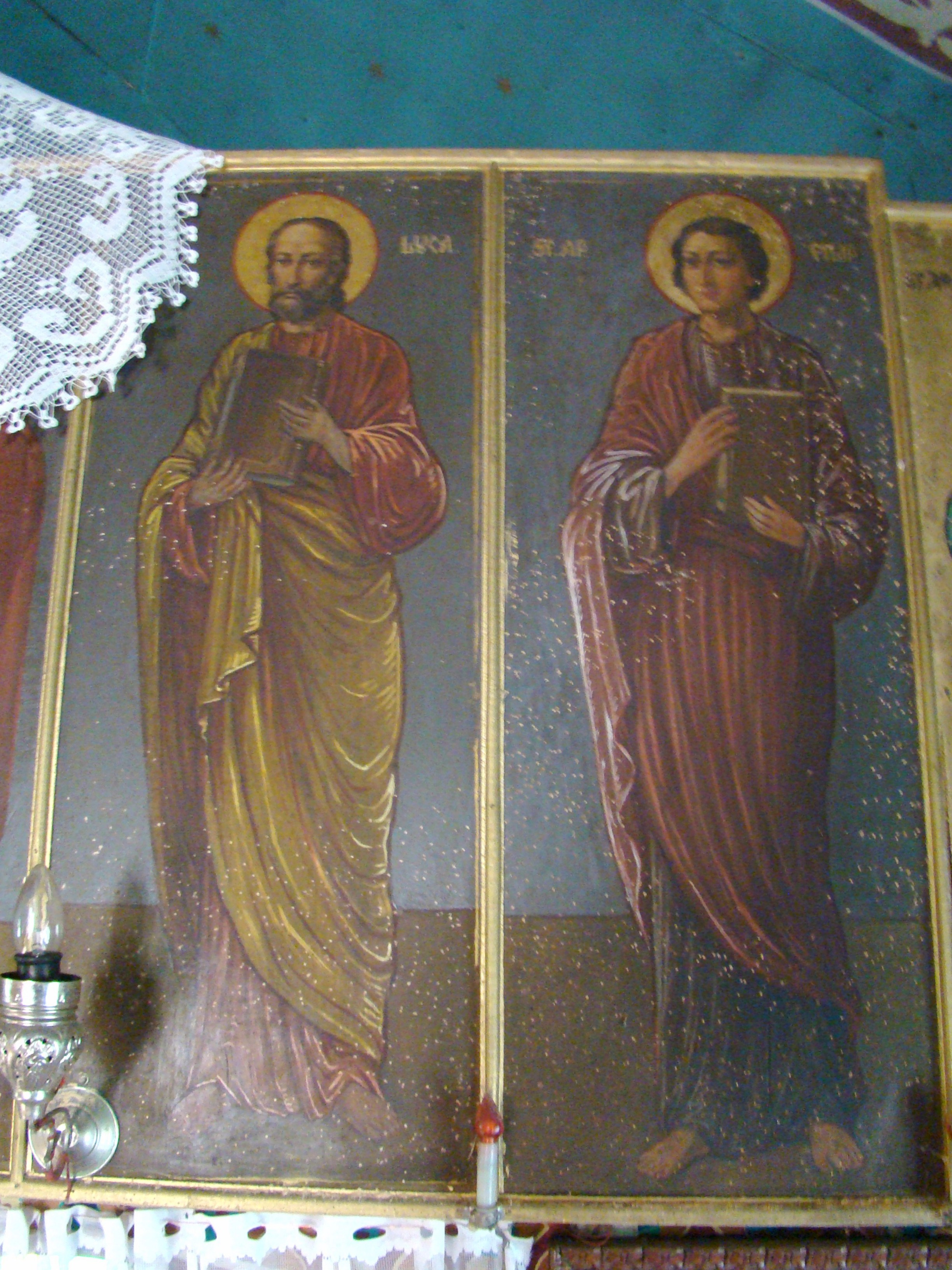
Detaliu din friza Apostolilor

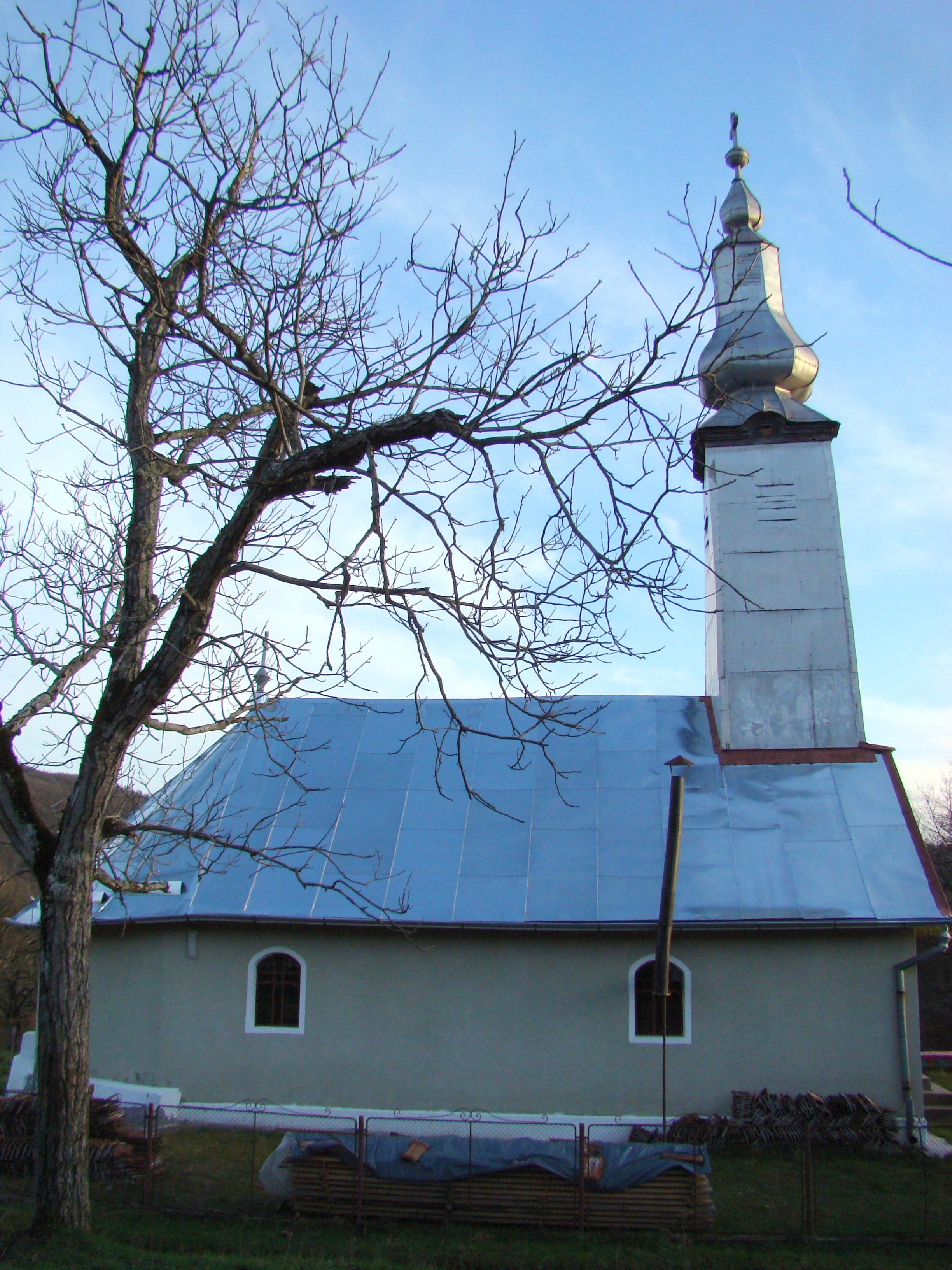
Biserica (nord)

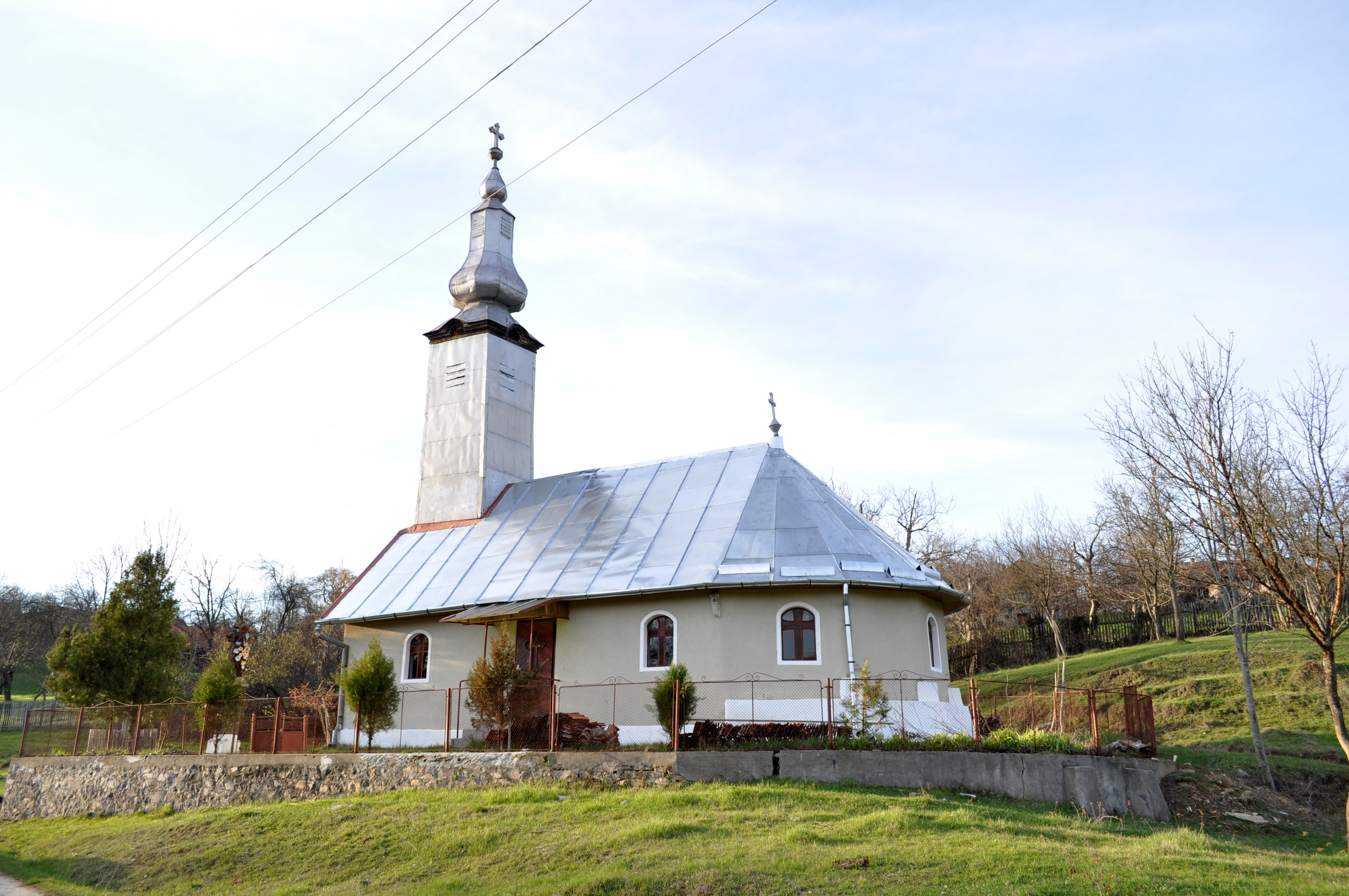
Biserica (sud-est)

Biserica de lemn din Valea Mare, comuna Gurahonț, județul Arad a fost construită în secolul XVIII. Are hramul „Sfinții Împărați Constantin și Elena”.

## Istoric și trăsături
Satul Valea Mare este situat la 5 km de Gurahonț; pare mult mai izolat, datorită drumului aproape impracticabil. Satul este situat pe culmea unui deal, cât și la poala acestuia, care coboară lin la confluența Văii Raiului cu Valea Zimbrului, unde se află două mori de apă. 
„ În anul 1792 a fost construită o primă biserică de lemn, cu hramul „Duminica Tuturor Sfinților”. În anul 1892, biserica veche nu mai exista, enoriașii cumpărând biserica de lemn din Bonțești, care după reparații este închinată „Sfintilor Împărați Constantin și Elena"; biserica dăinuie și astăzi. ”— www.virtualarad.net 
Conform pisaniei de la intrarea în naos, este o biserică călătoare, construită în satul Almaș. În conscriptia lui Sinesie Jivanovici, în Almaș este semnalată o veche biserică de lemn cu hramul „Sfinții Arhangheli", iar in anul 1794 credincioșii înaintau actele necesare pentru a primi autorizația de a construi o biserica nouă. Din biserica veche în cea nouă a fost mutat iconostasul, ce avea menționat pe ușile împărătești anul 1798. În colecția de la Mănăstirea Arad-Gai se păstrează două icoane datorate zugravului Constantin, ce provin de la biserica veche din Almaș.
Nu se știe dacă și în ce condiții acea biserică de lemn a ajuns în satul Bonțești. În Bonțești o biserică de lemn a fost sfințită în anul 1820; era așezată în apropierea cimitirului, la locul numit „Sub biserică". În anul 1890 a fost înlocuită cu alta tot de lemn, cea veche, în 1893, fiind vândută satului Valea Mare. Între anii 1982-1983 au avut loc lucrări majore de reparații, biserica fiind tencuită și repictată în tehnica tempera de ou grasă.

## Imagini din exterior

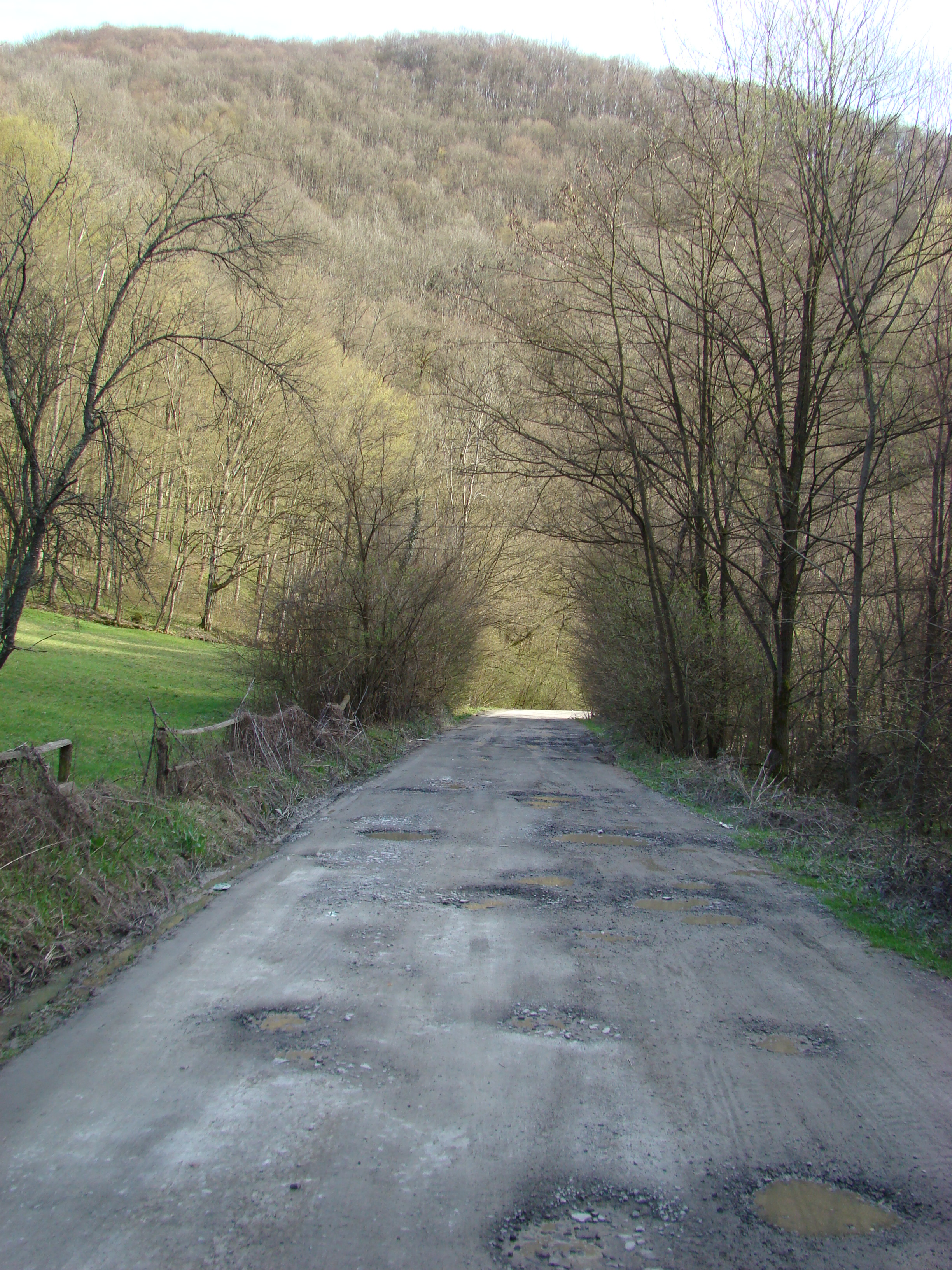
Drumul Gurahonț-Valea Mare
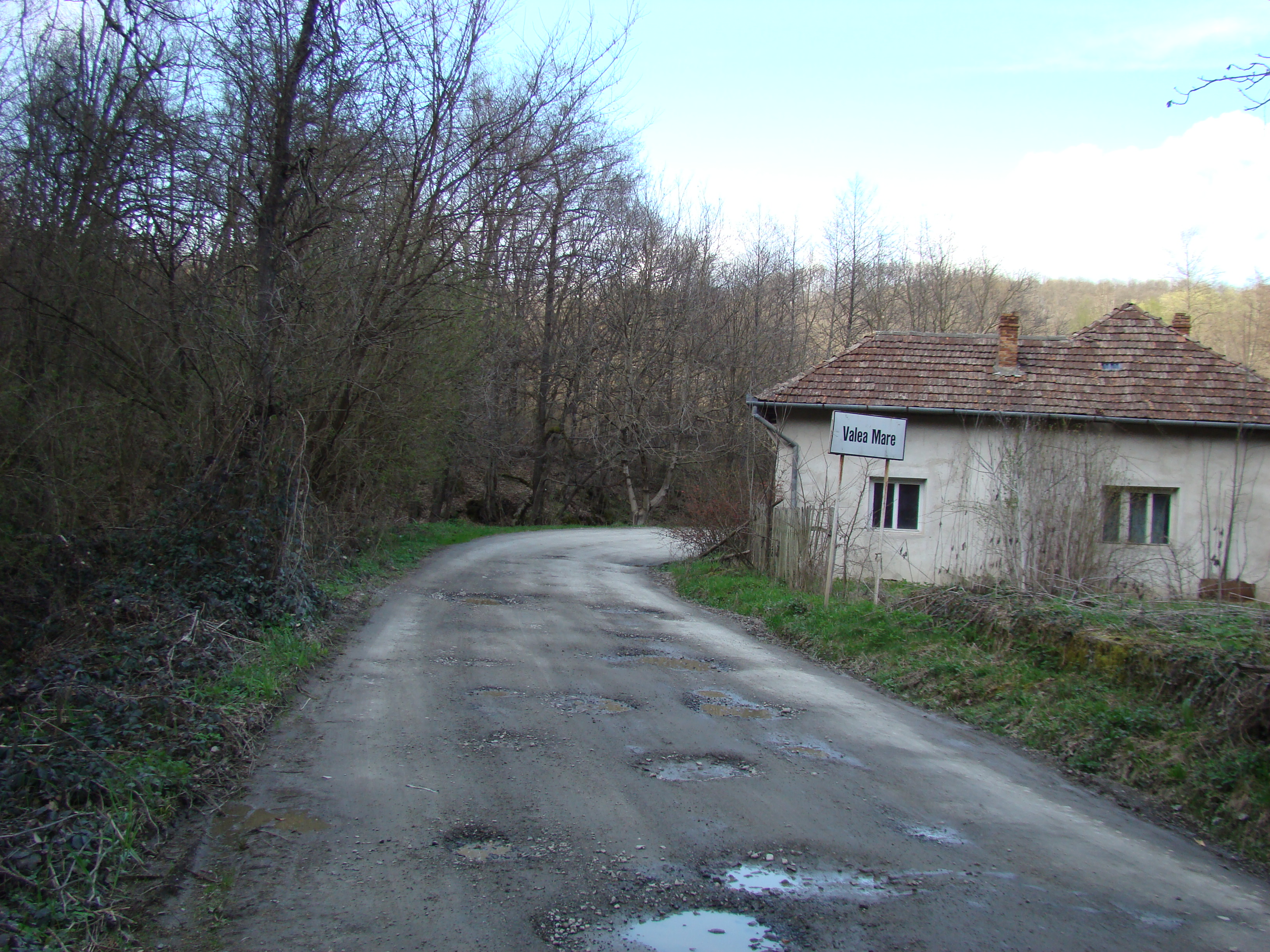
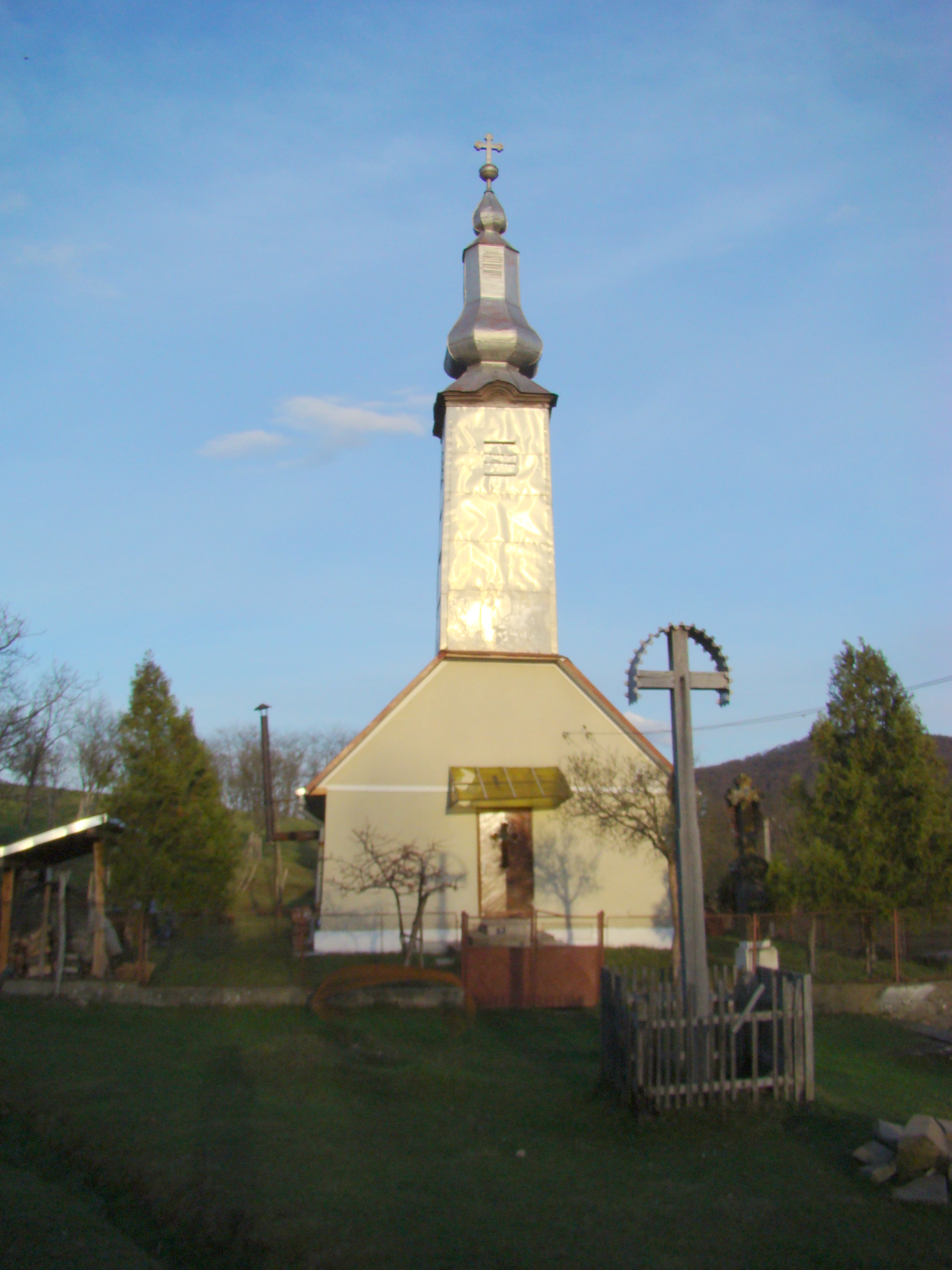
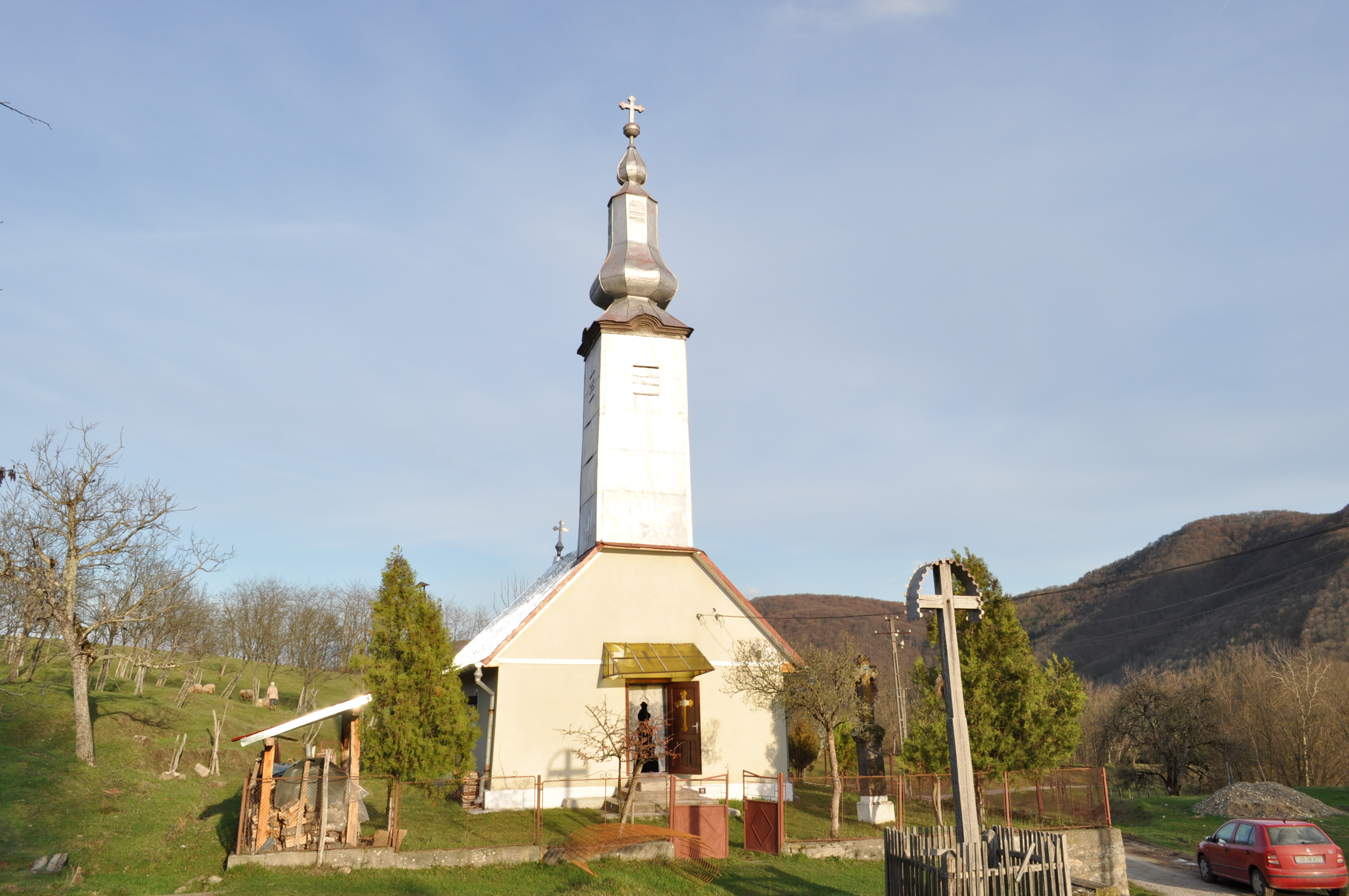
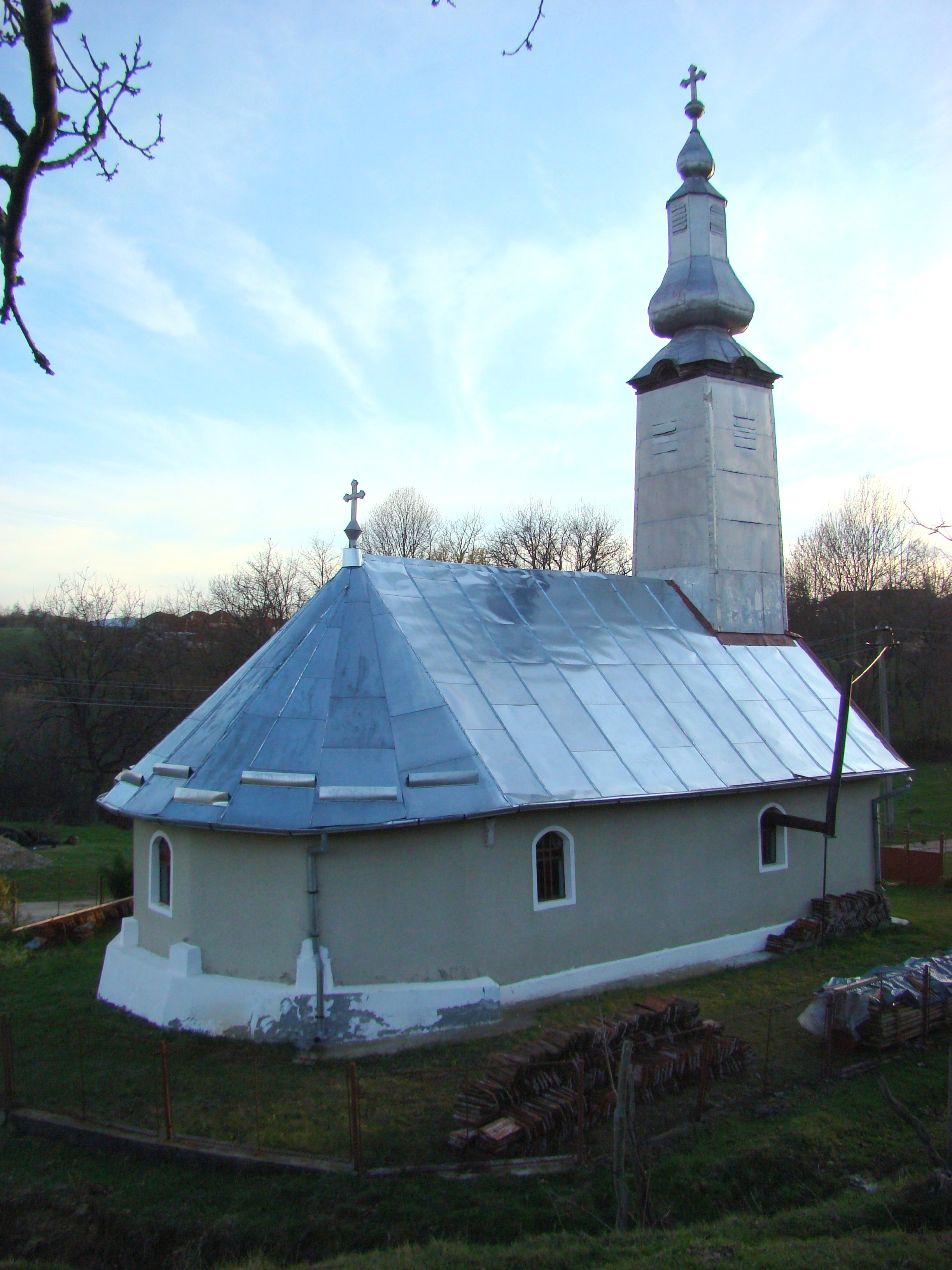
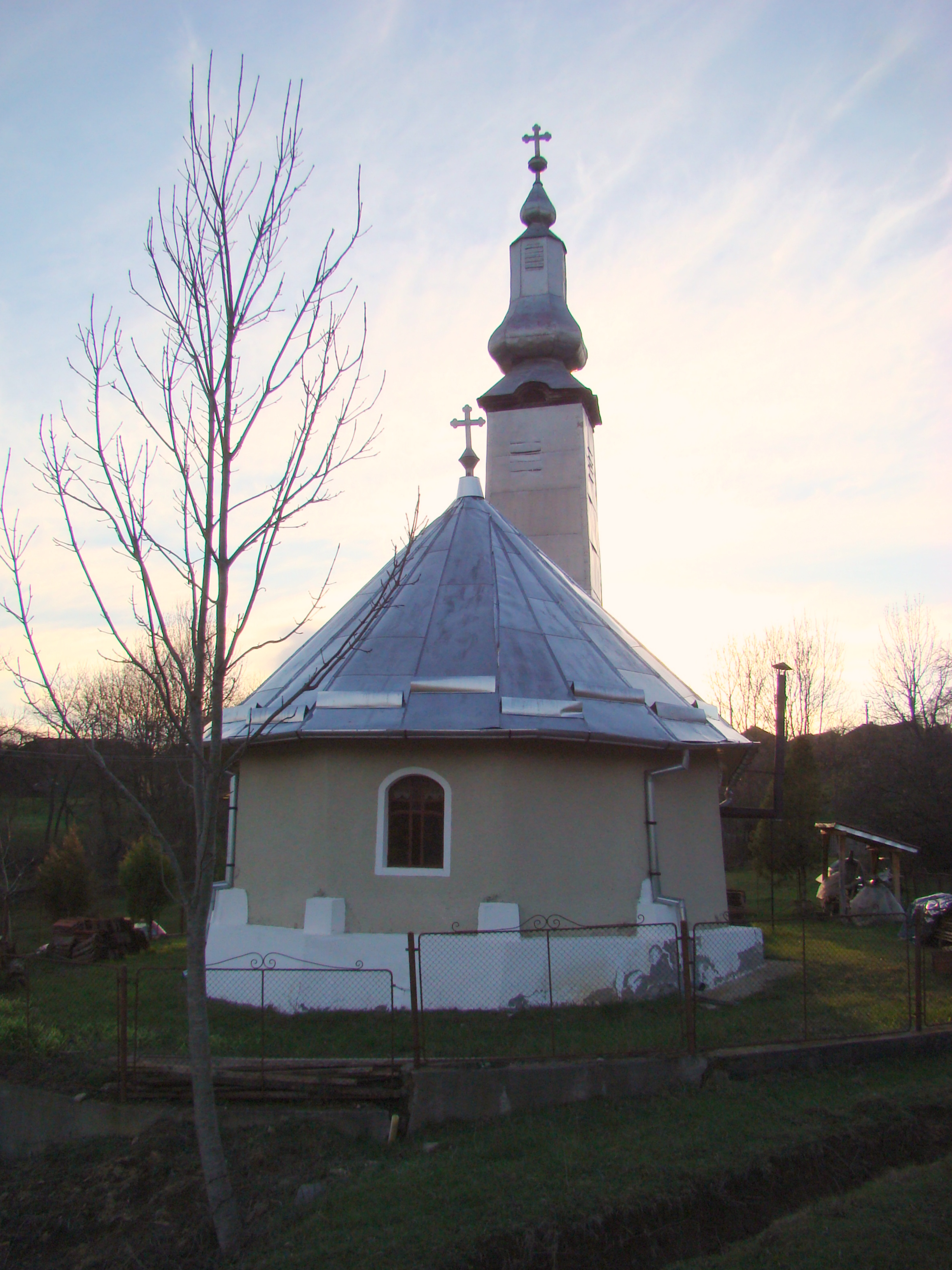
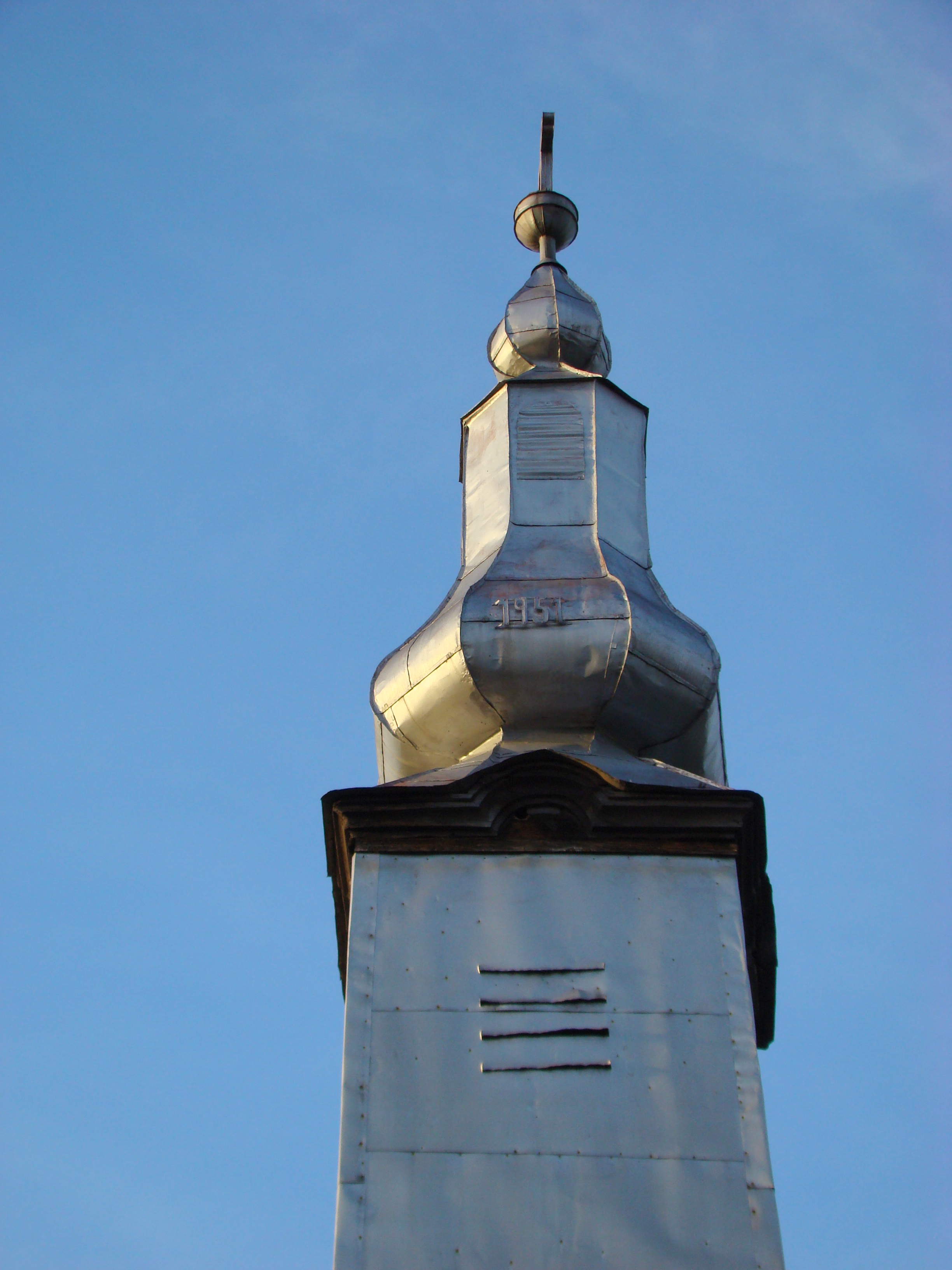
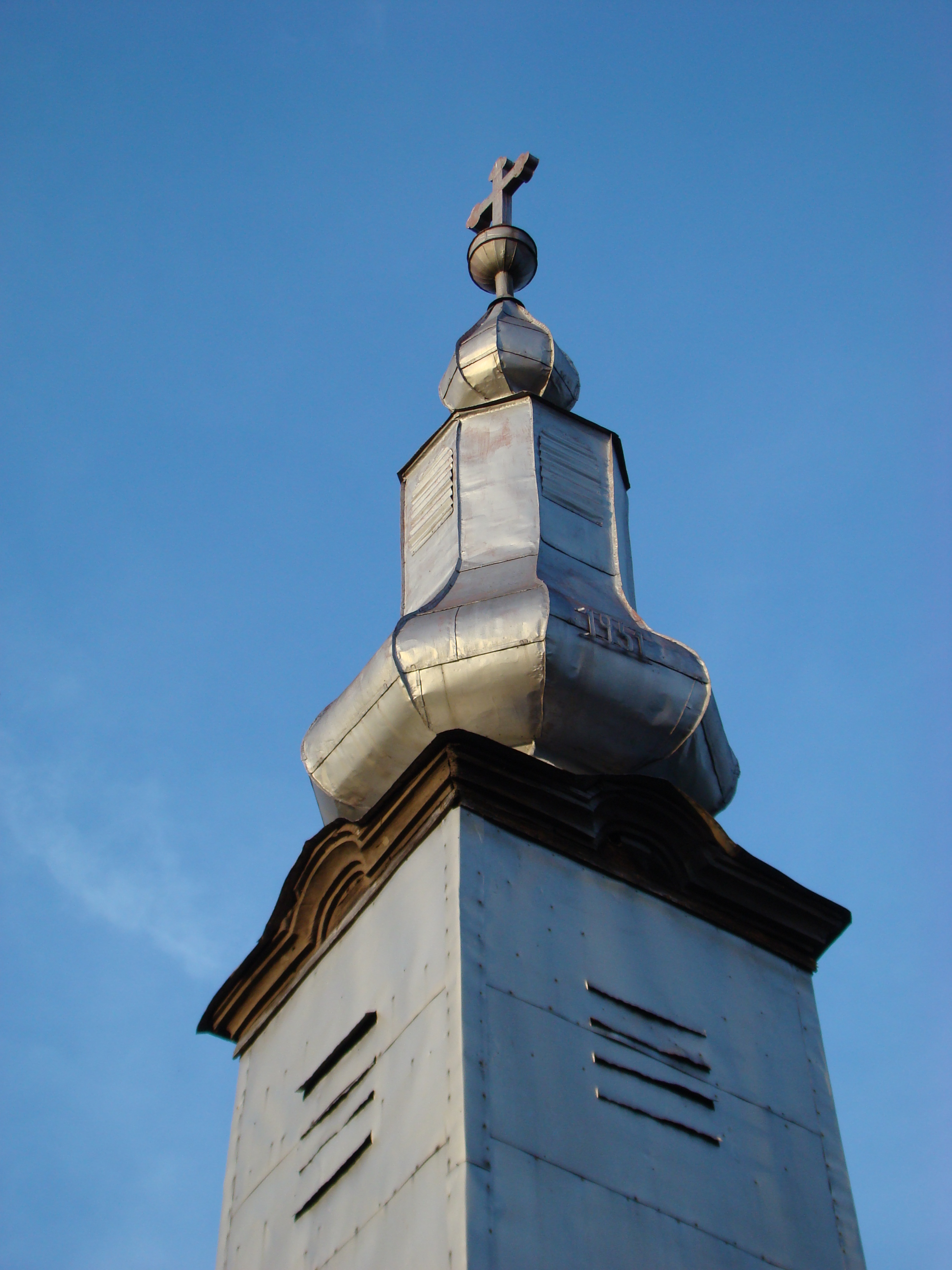
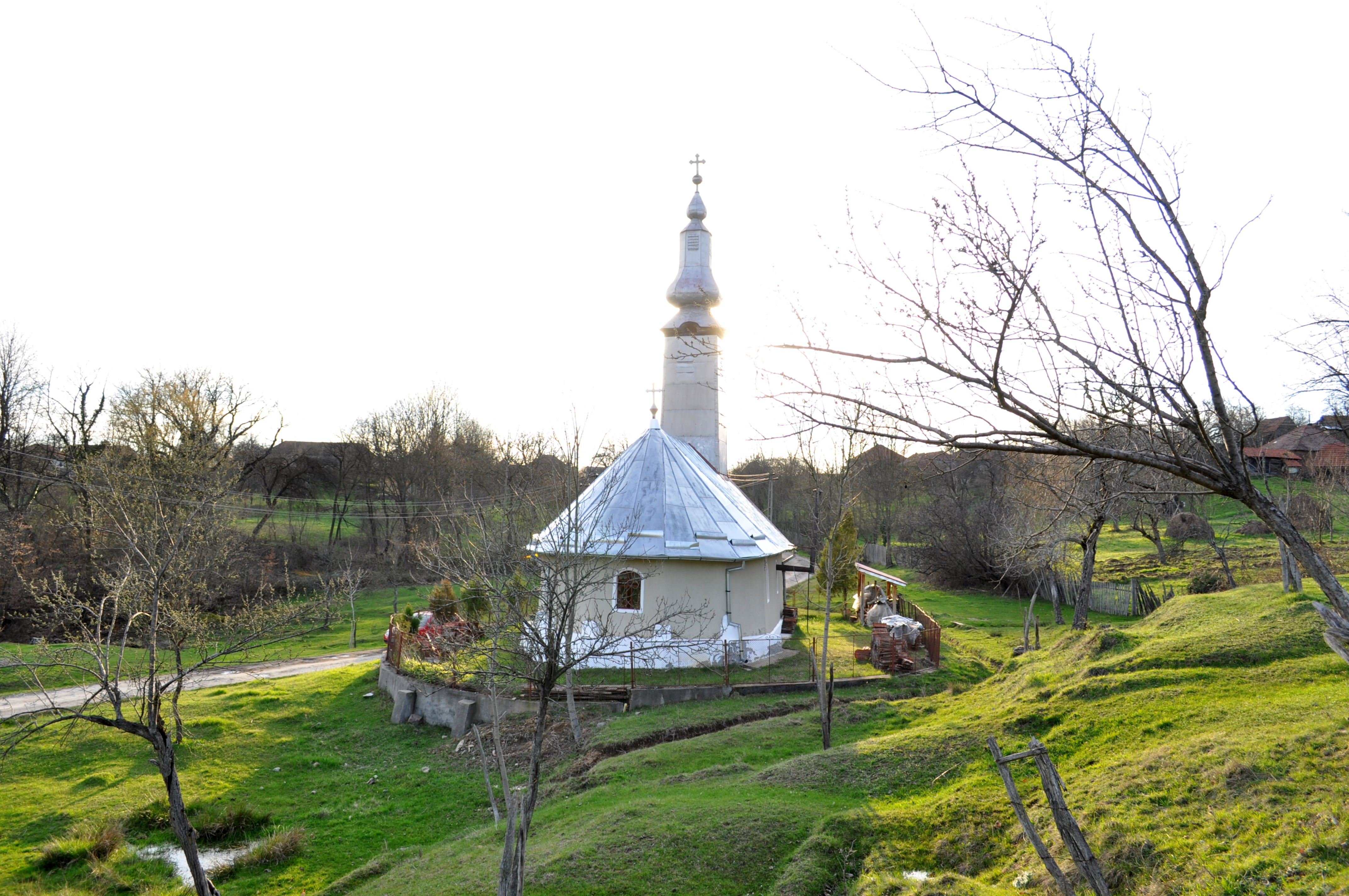
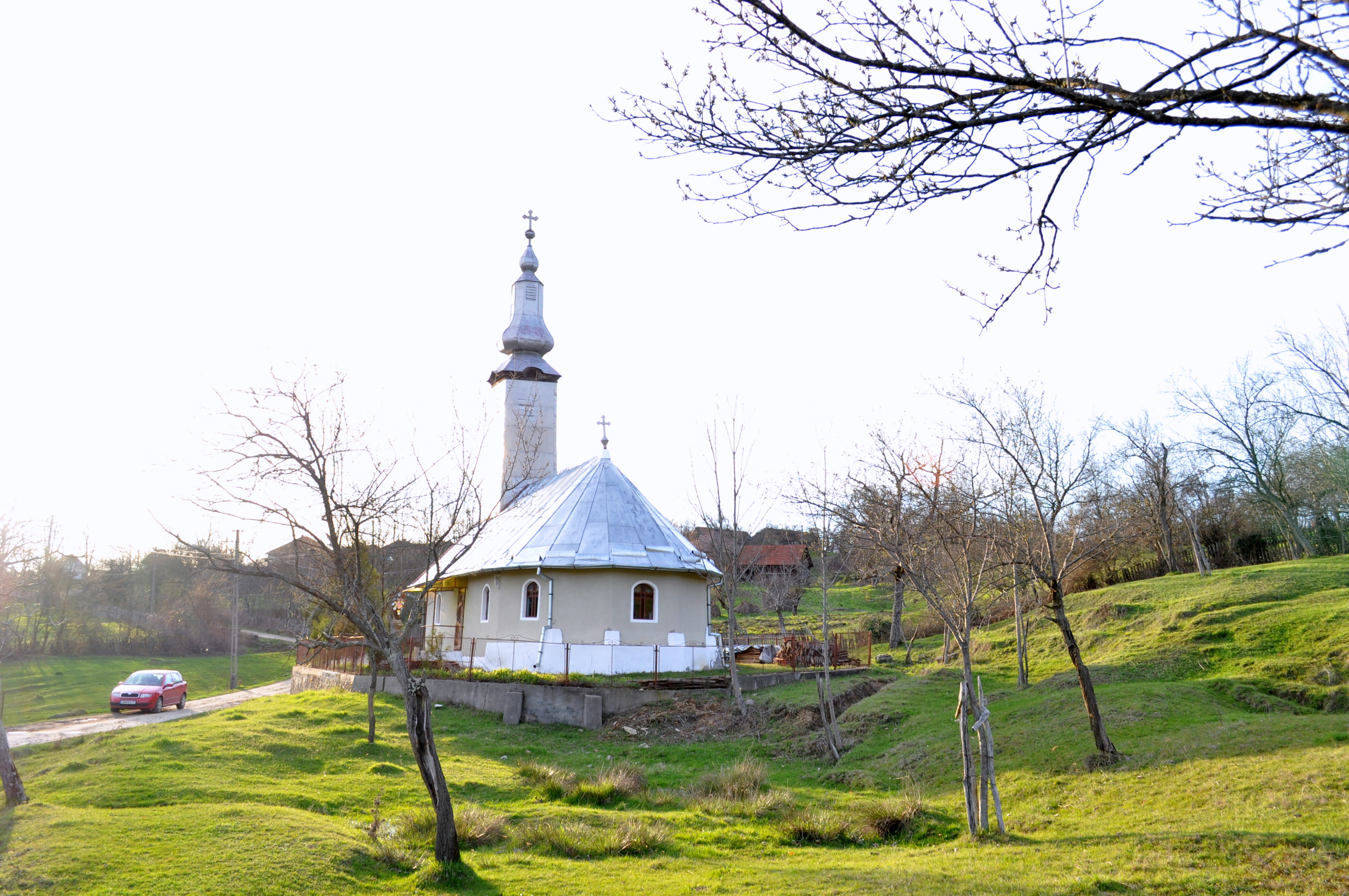
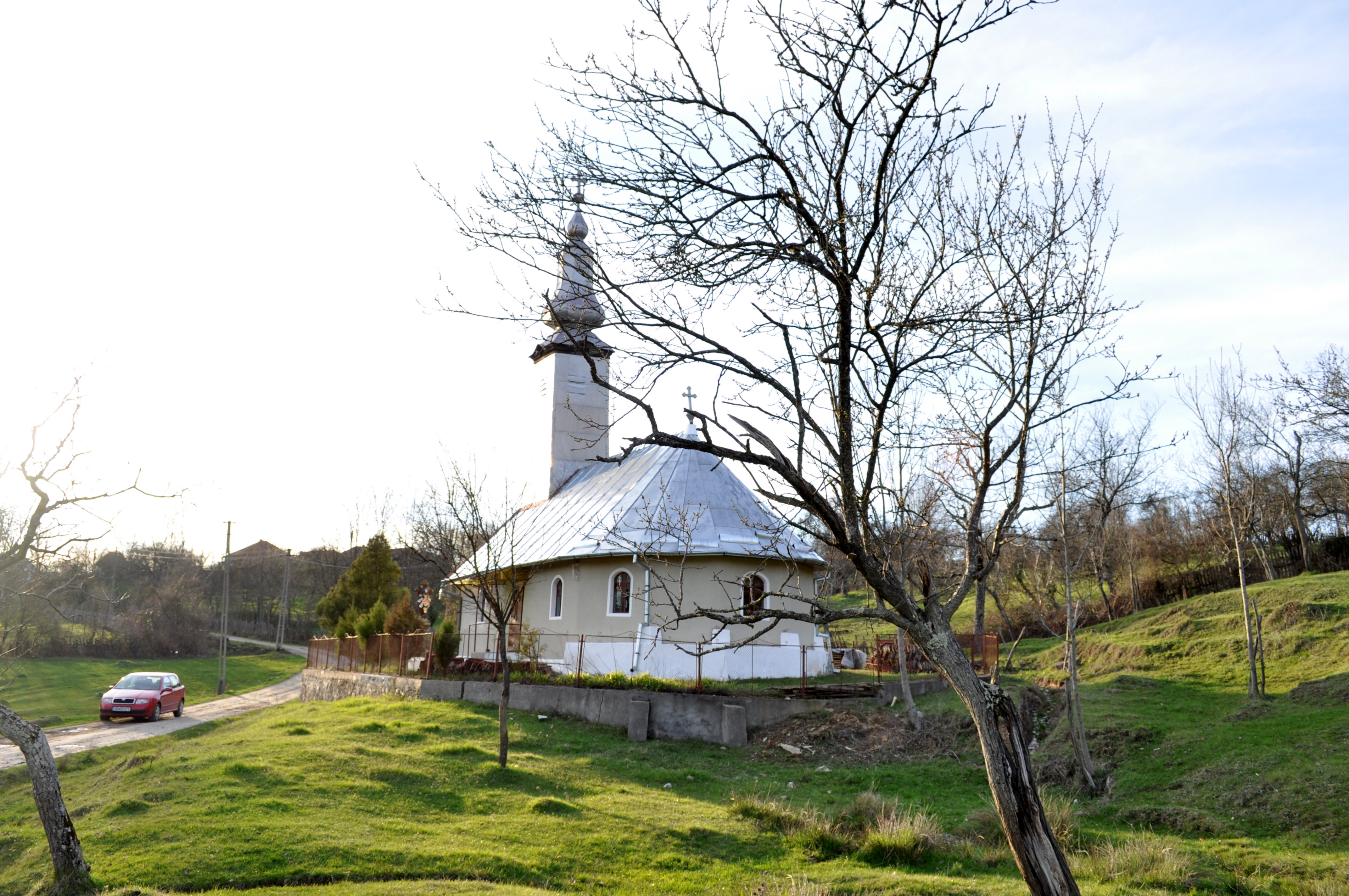
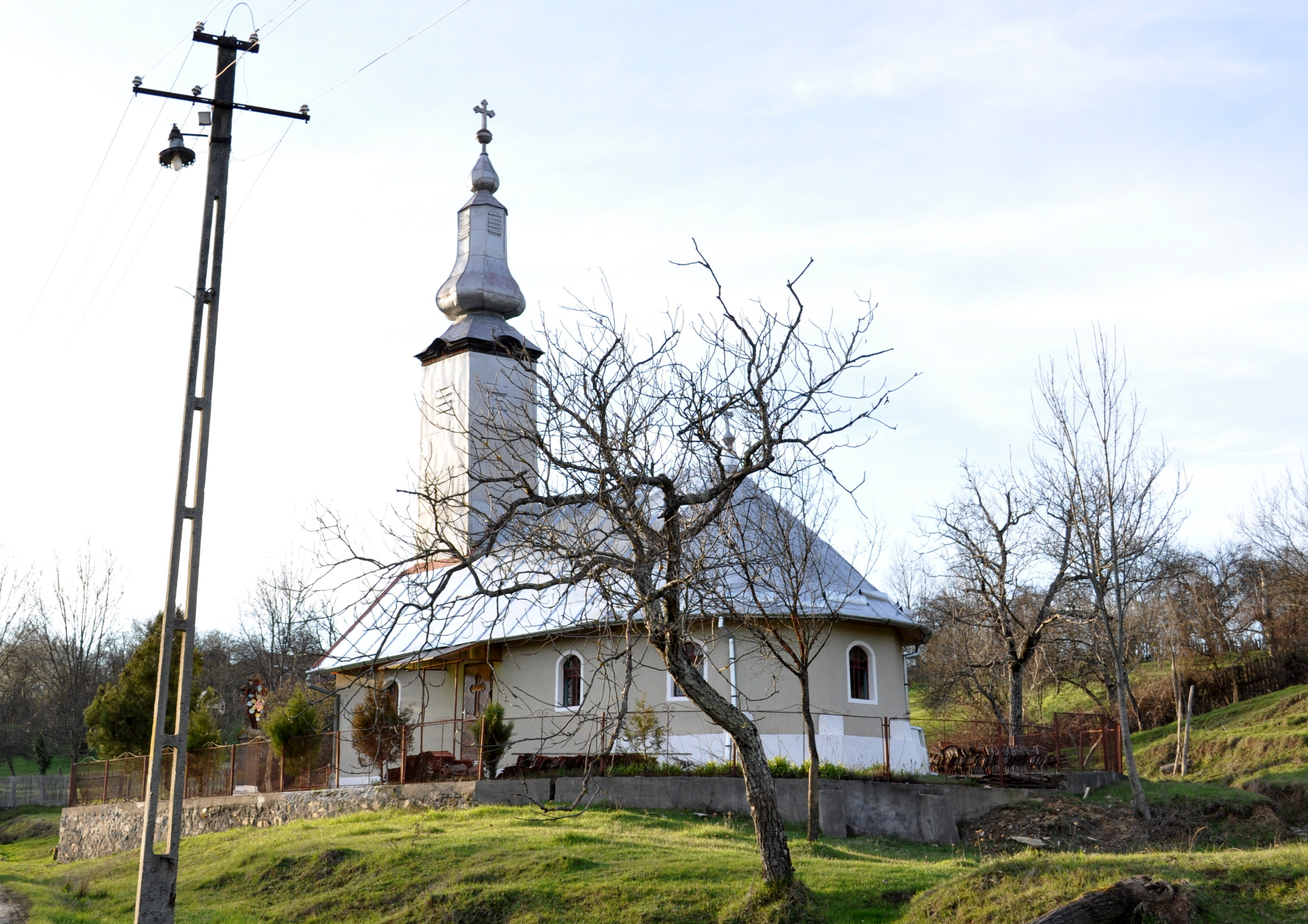
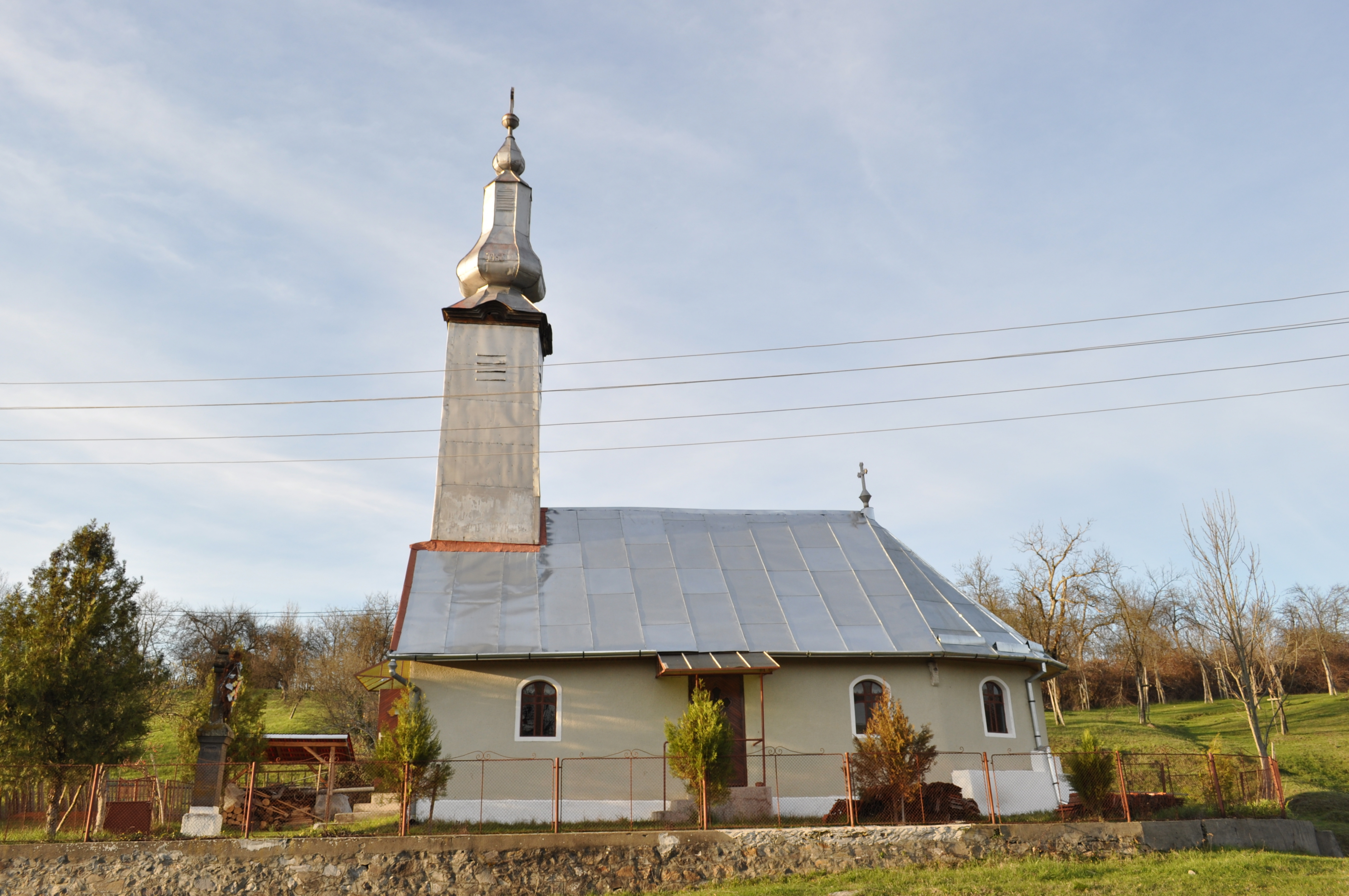
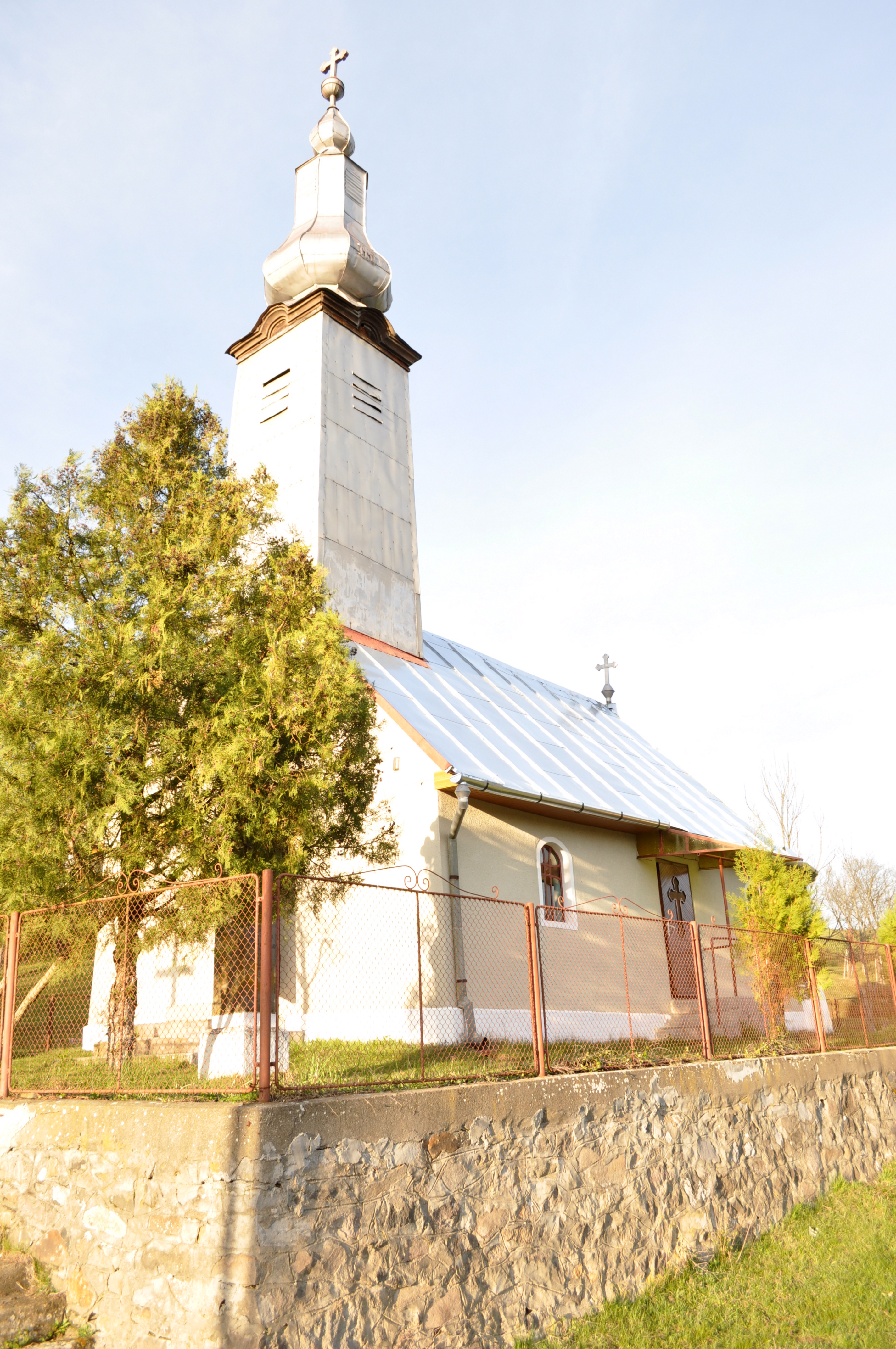
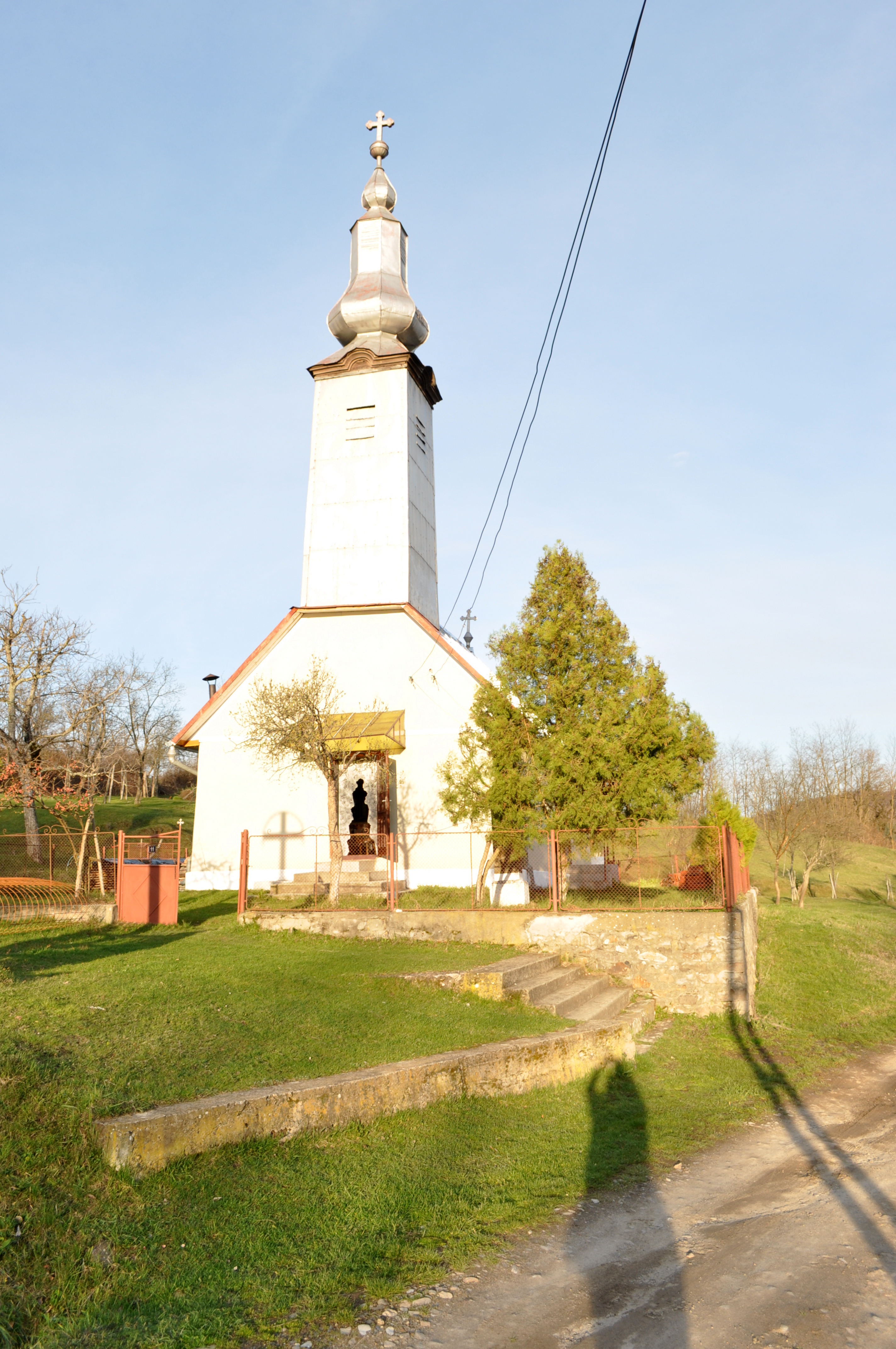
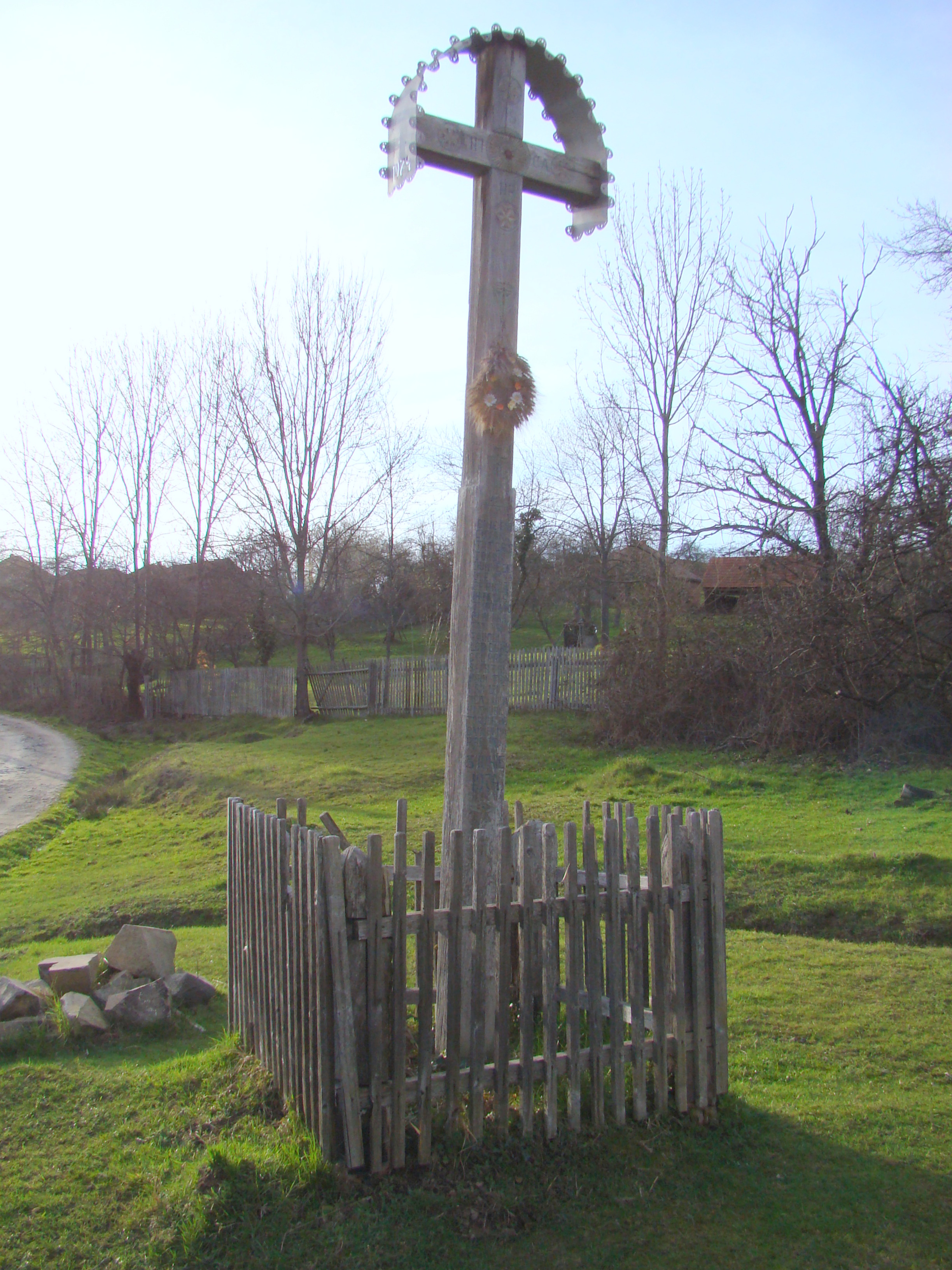
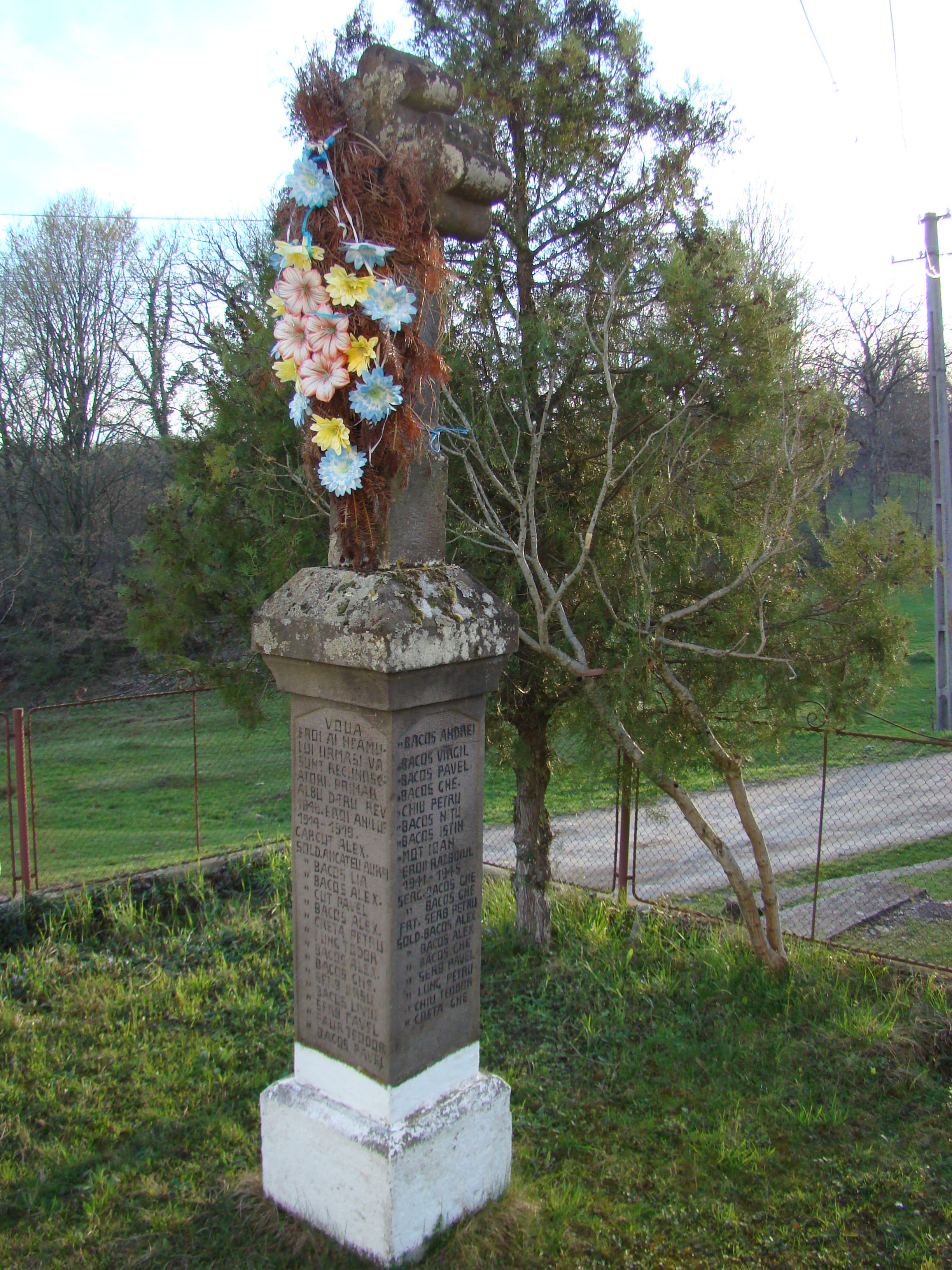
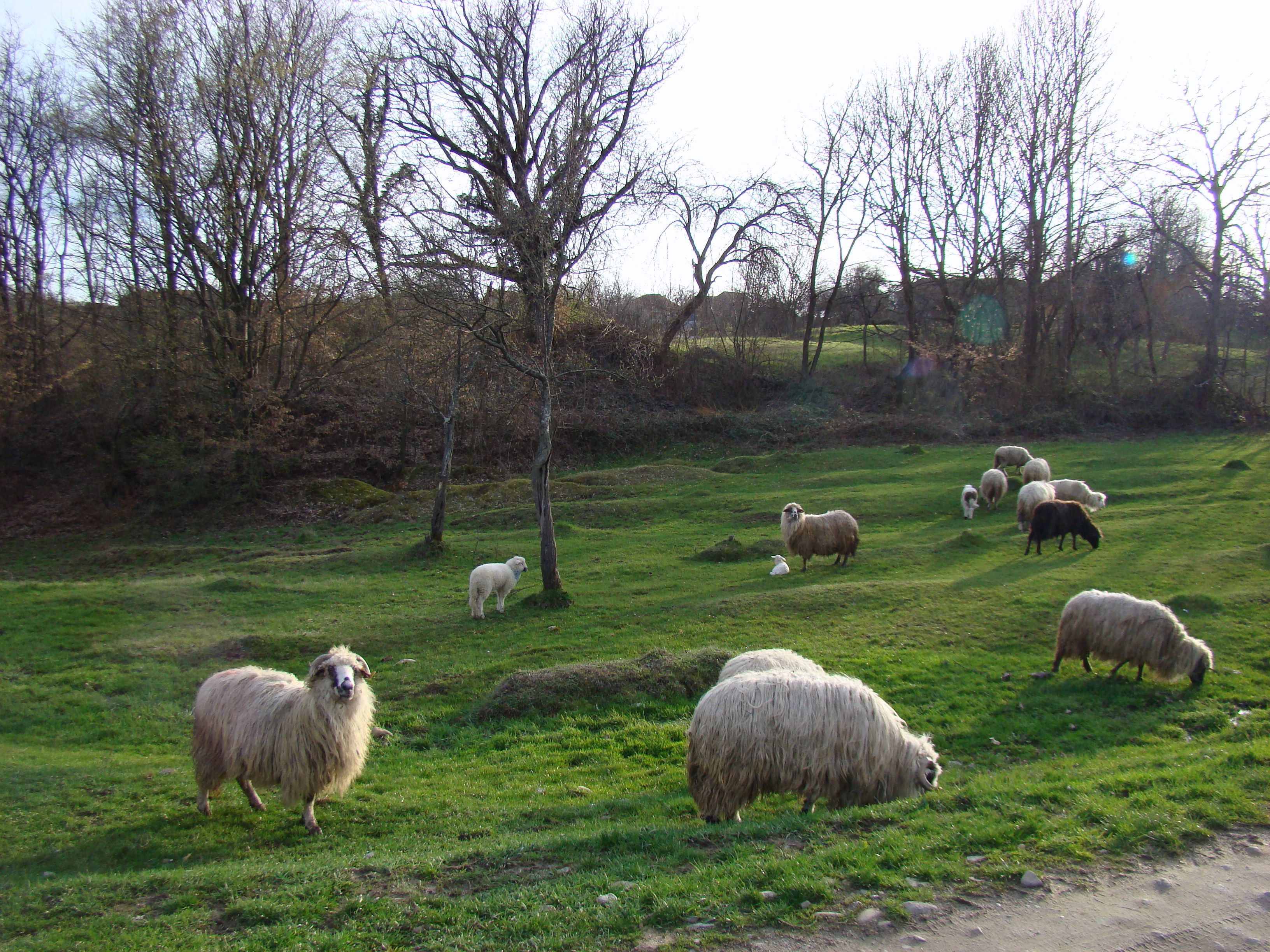
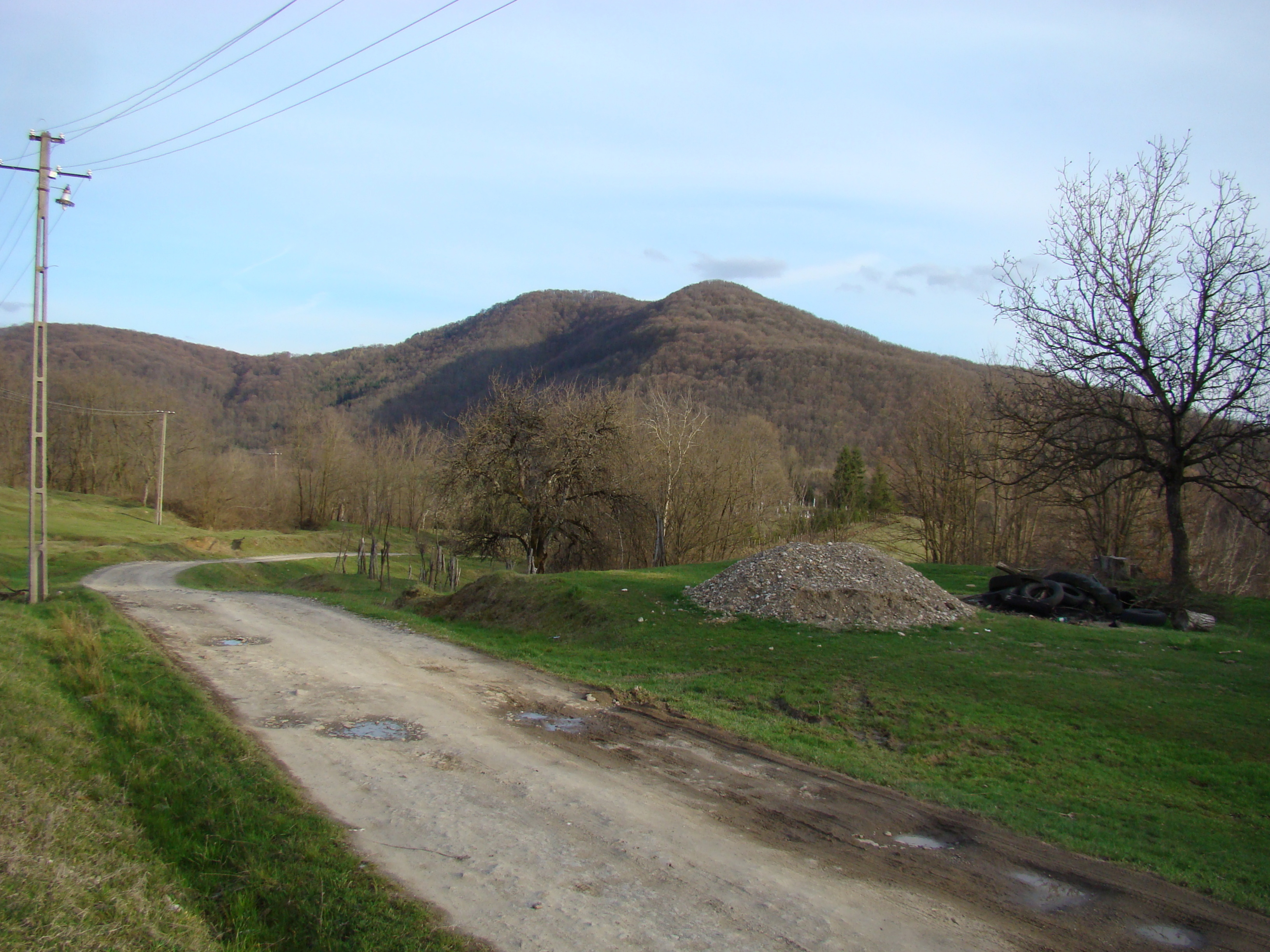

## Imagini din interior

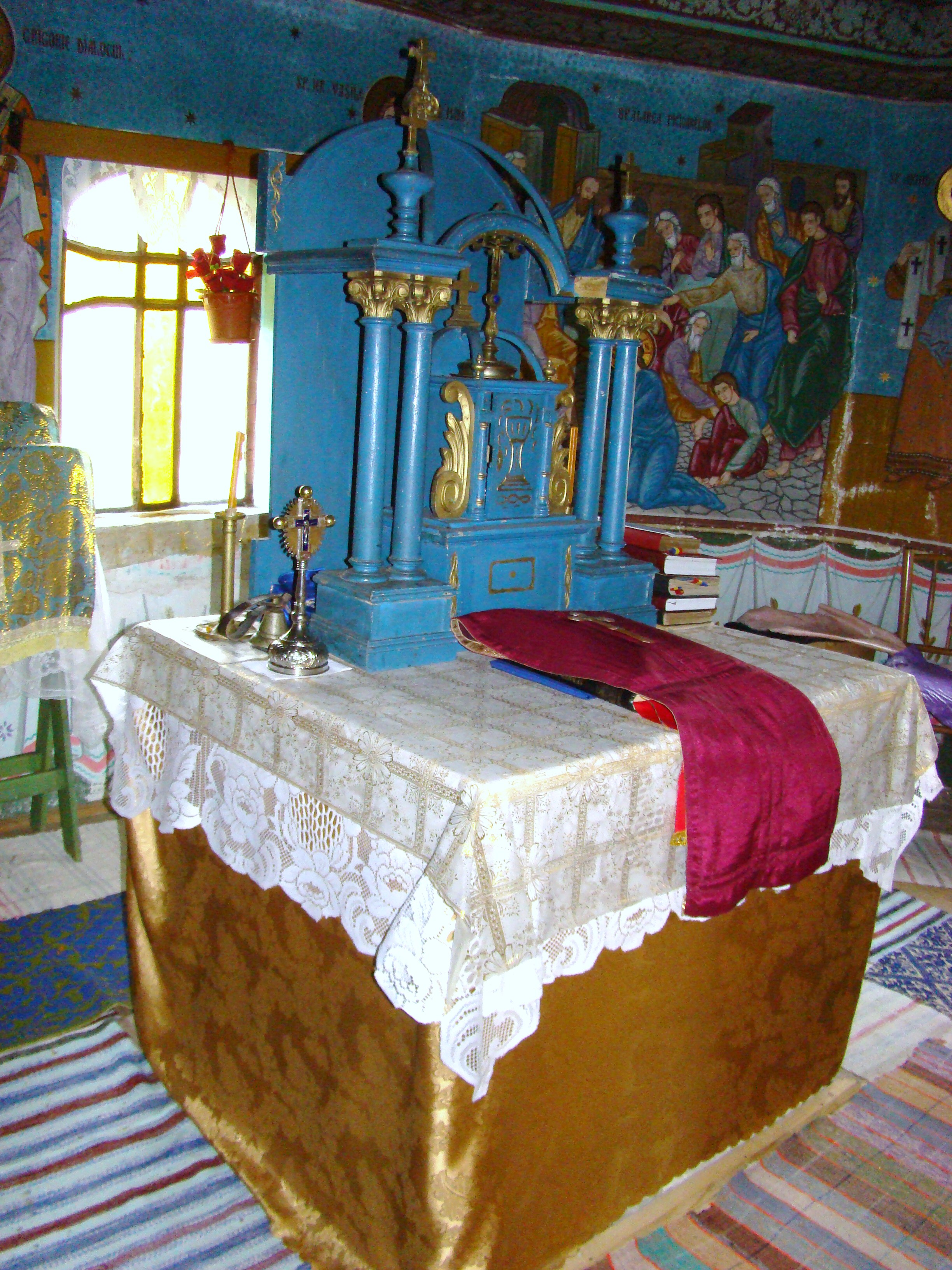
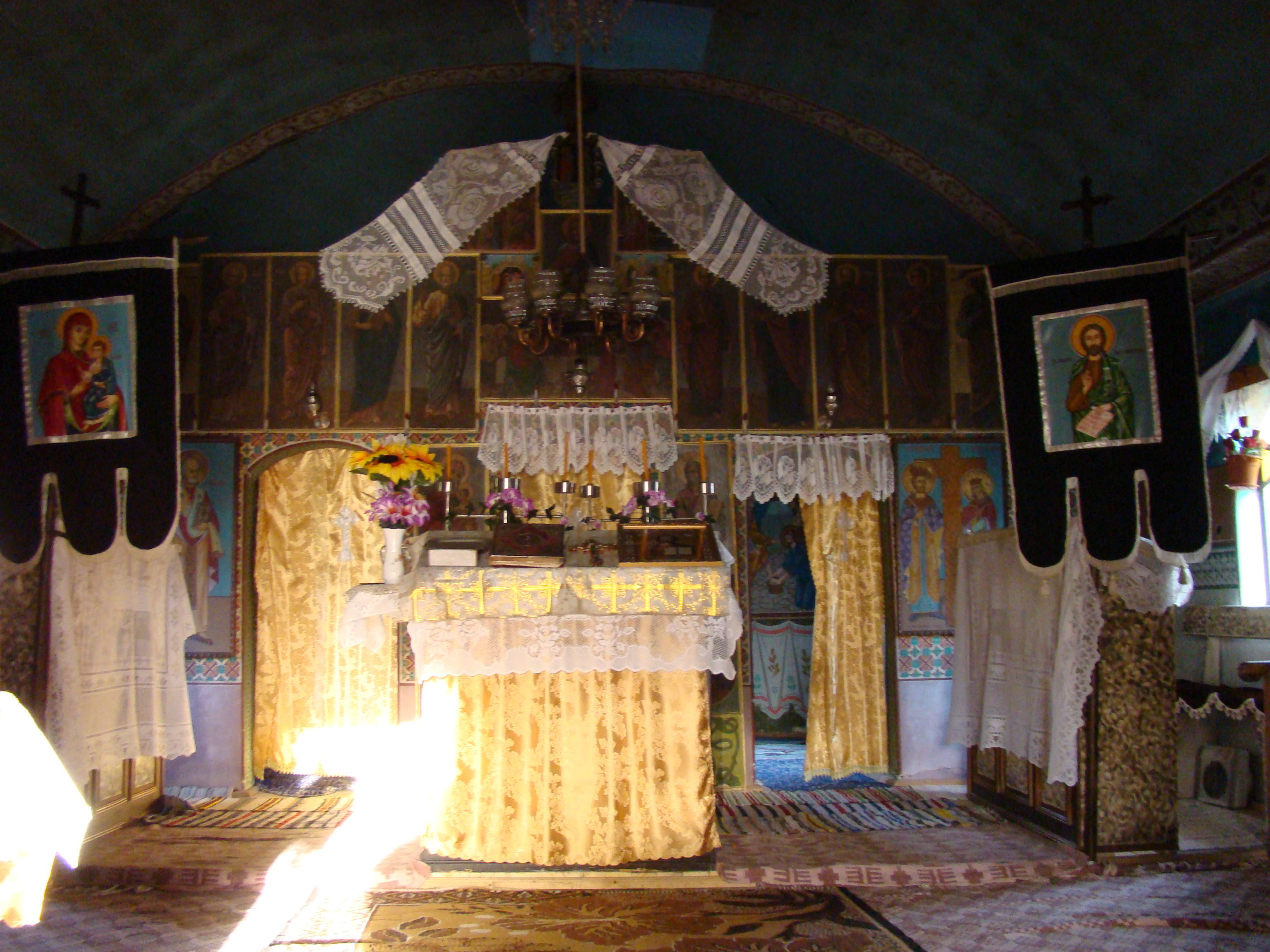
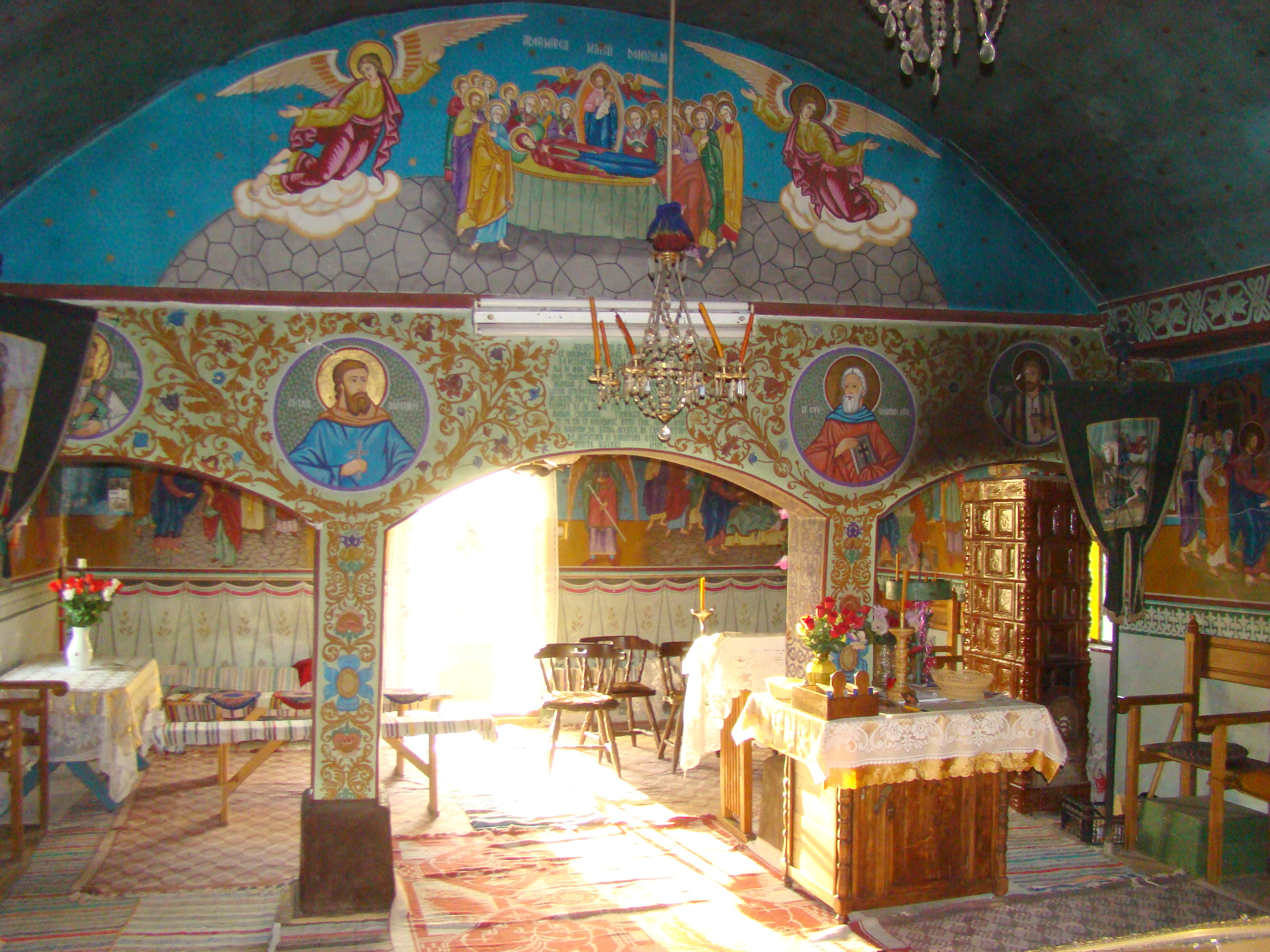
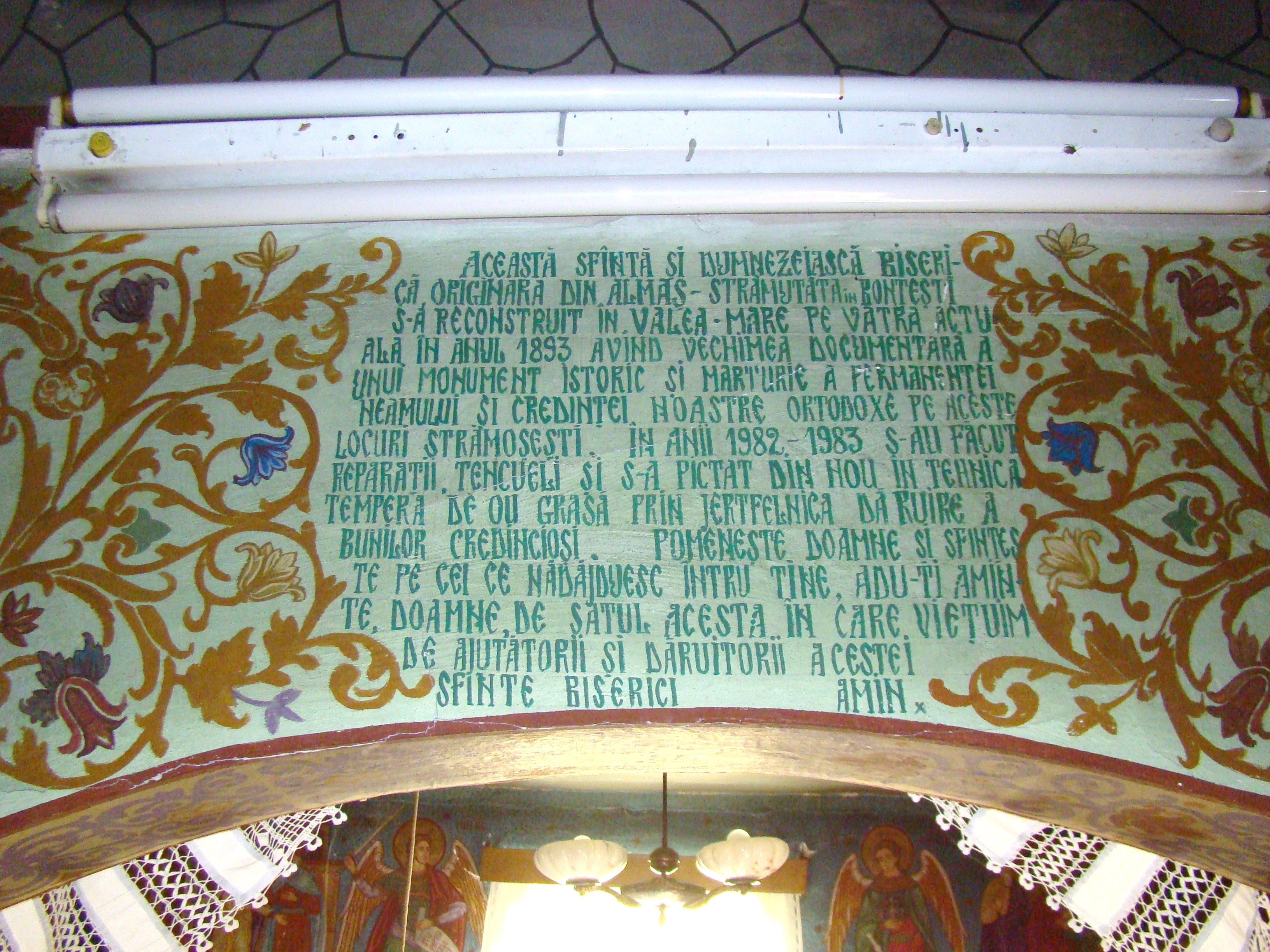
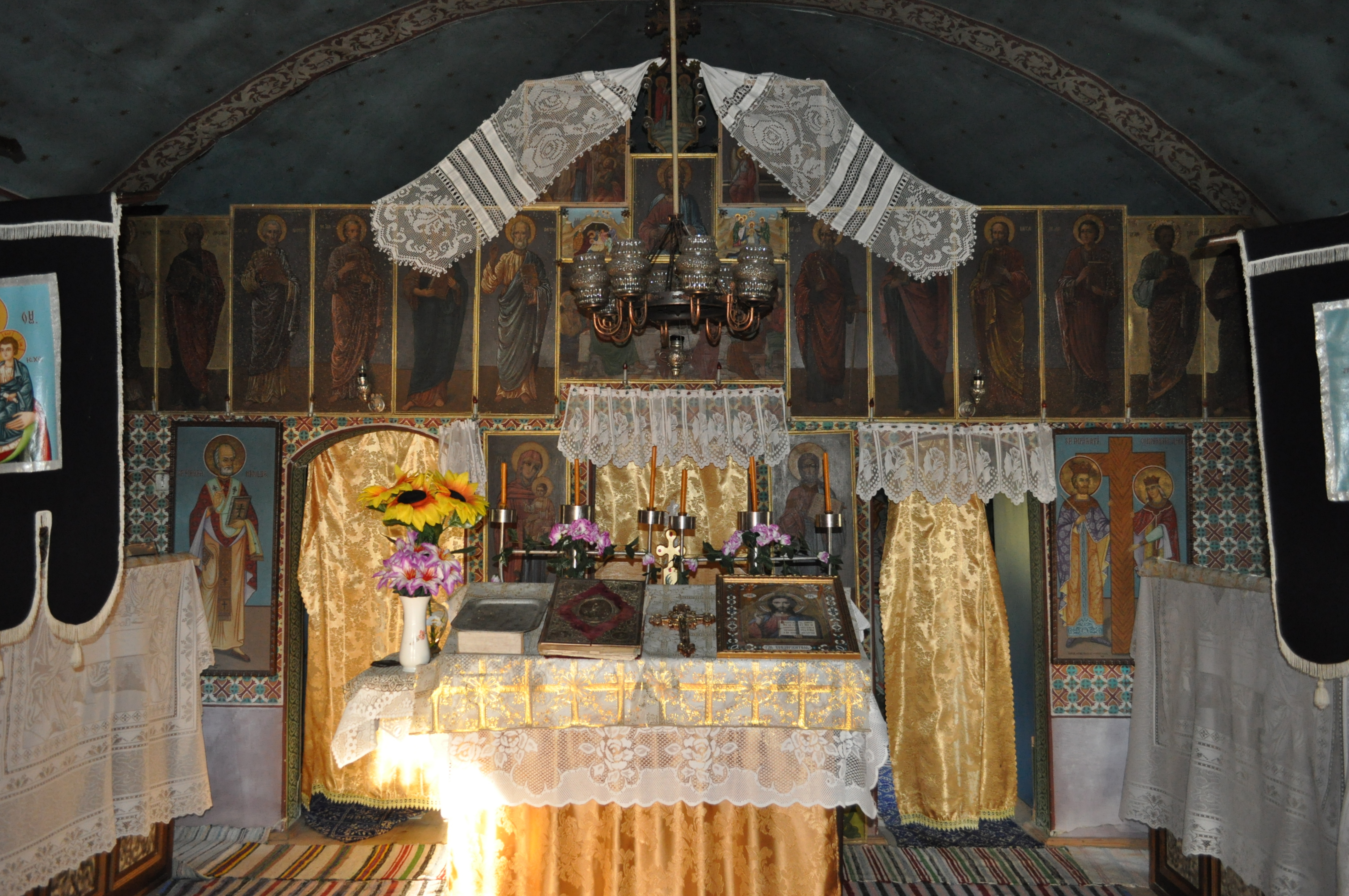
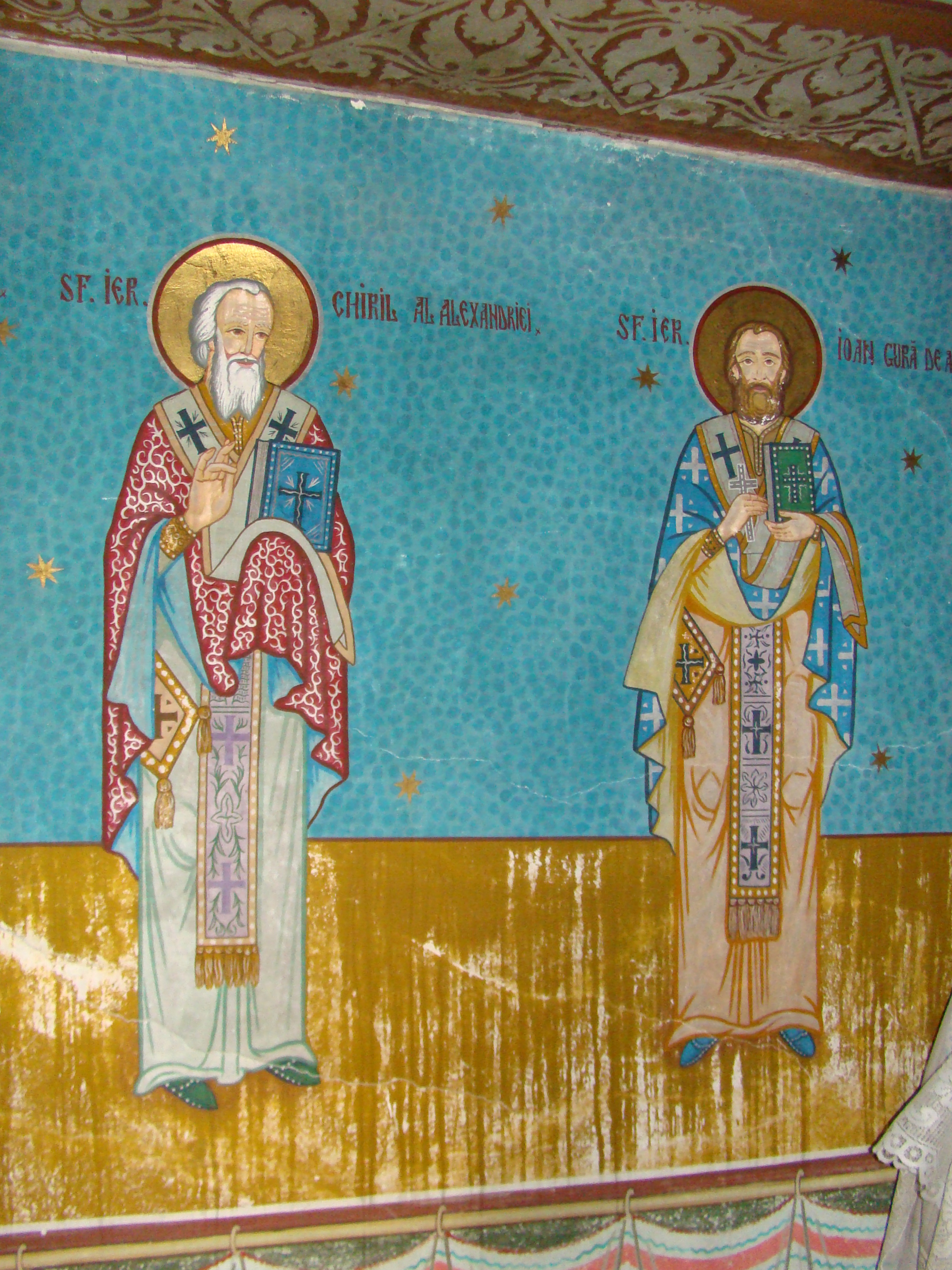
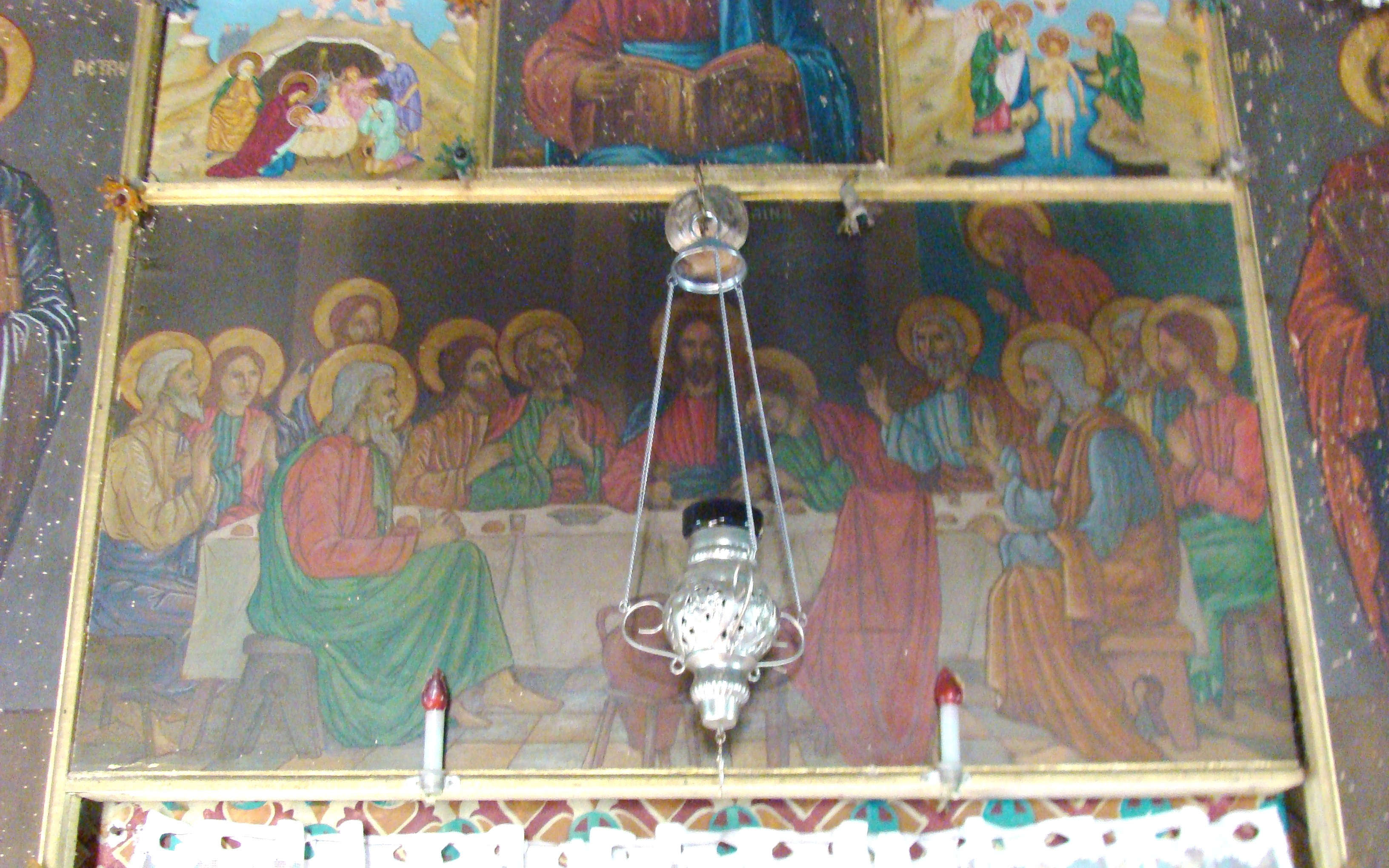
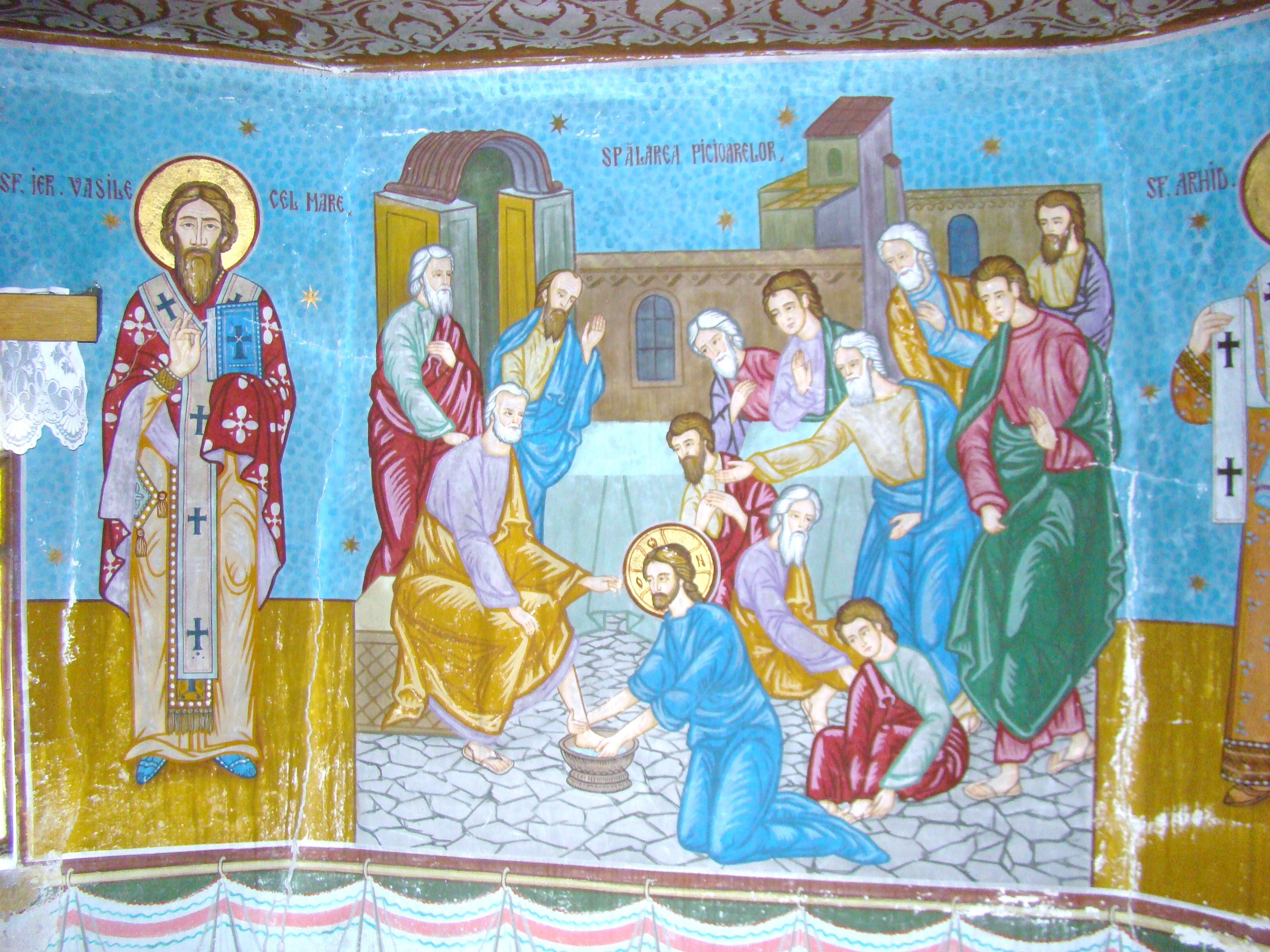
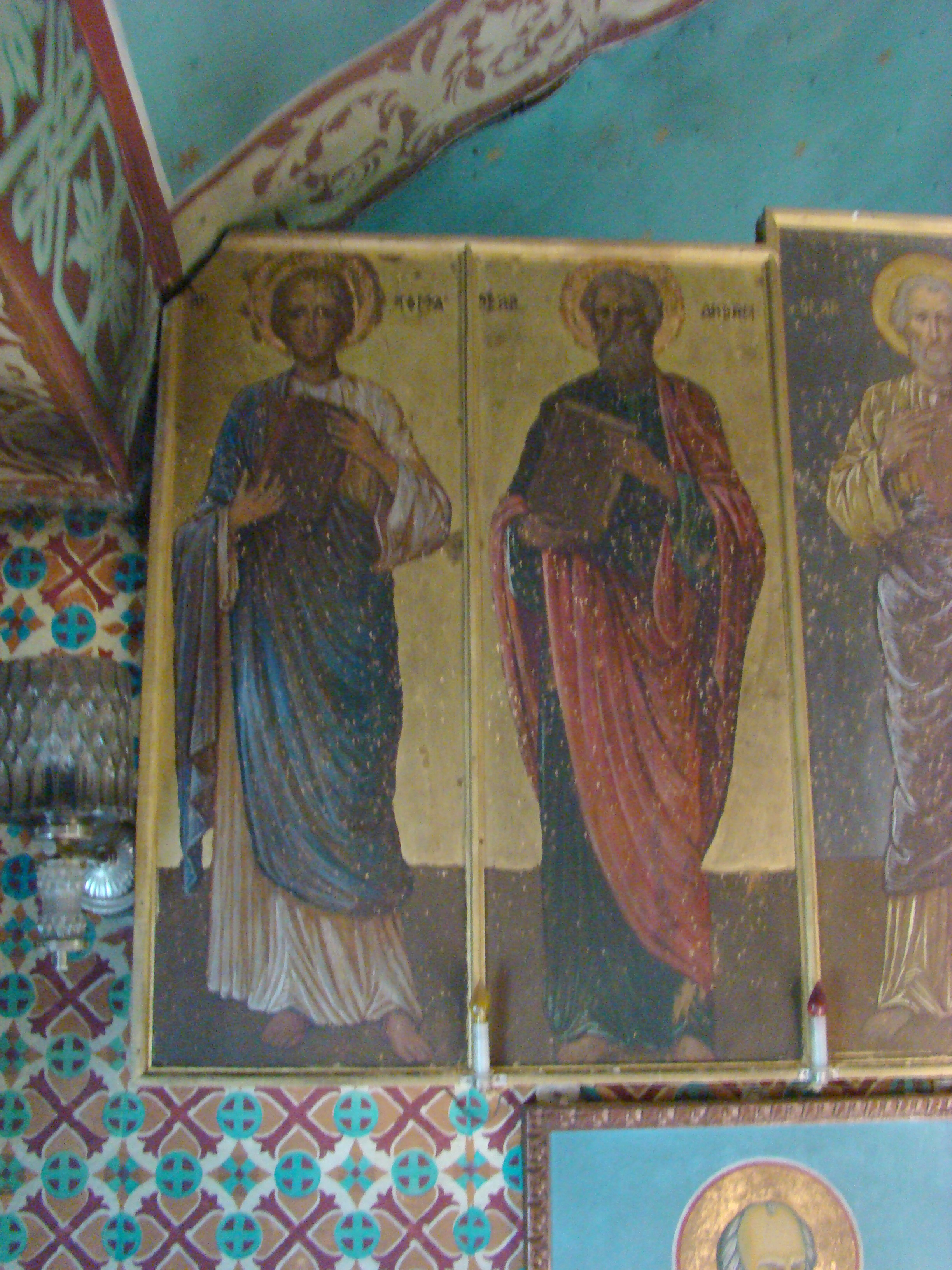
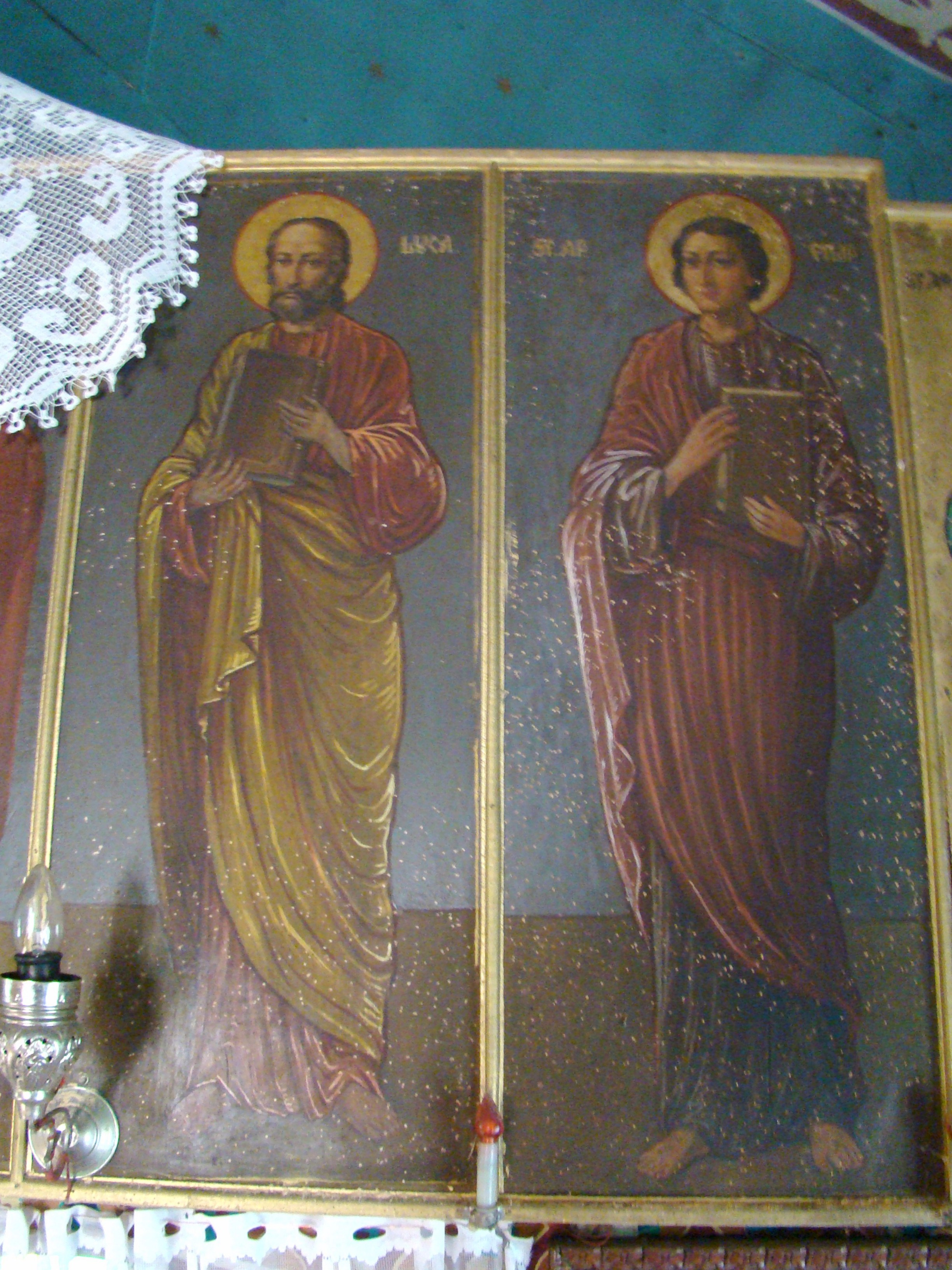
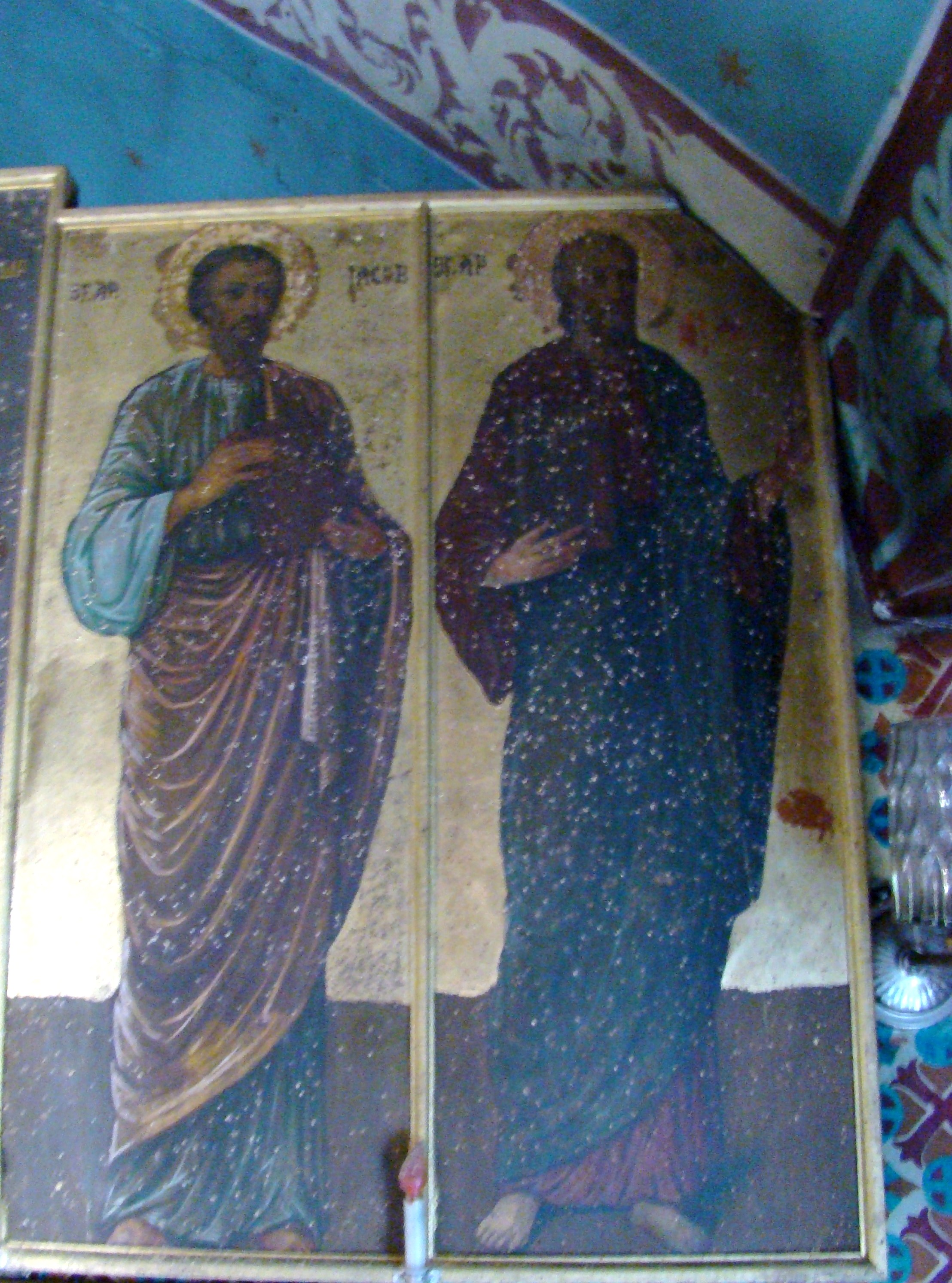
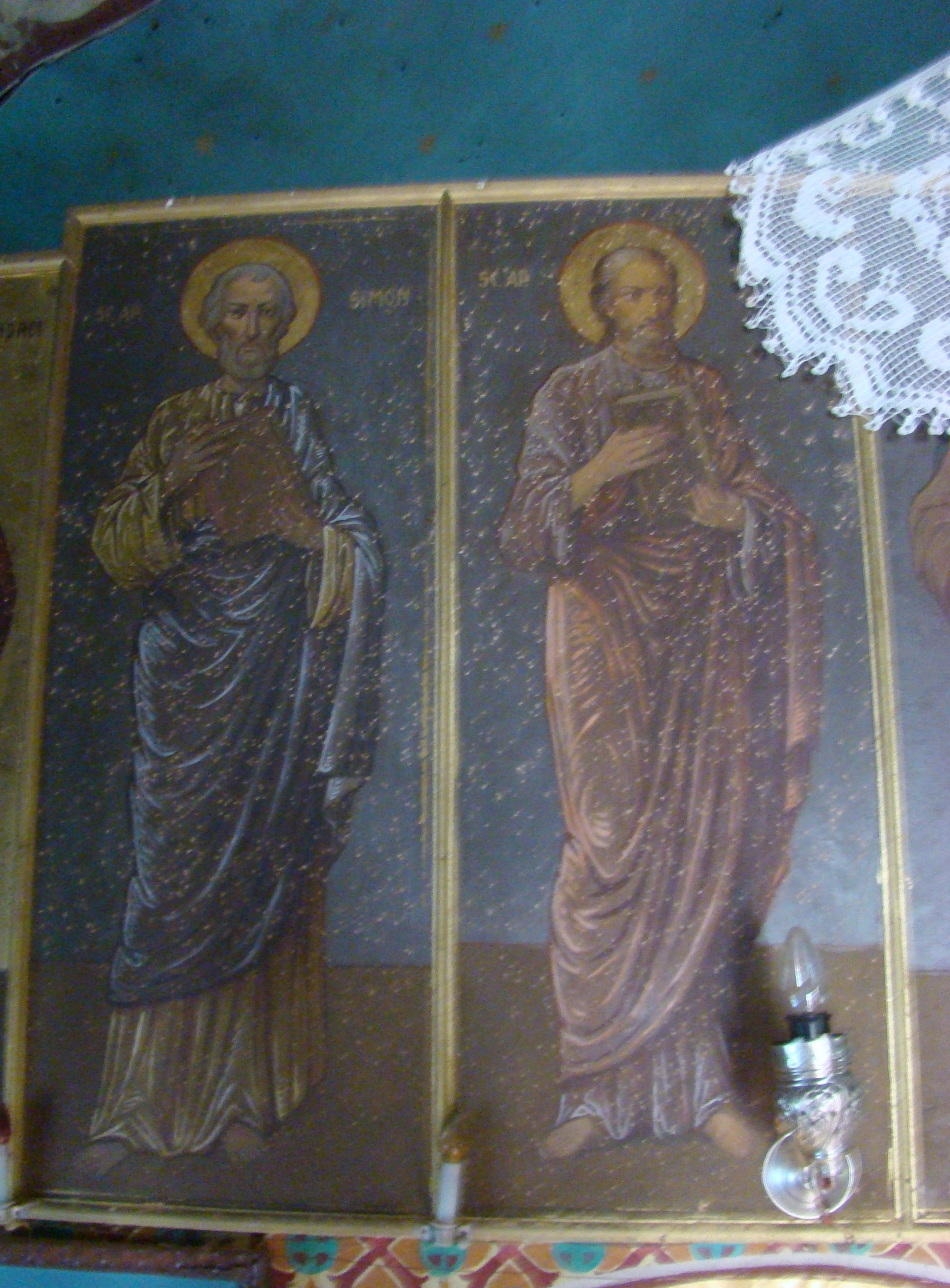
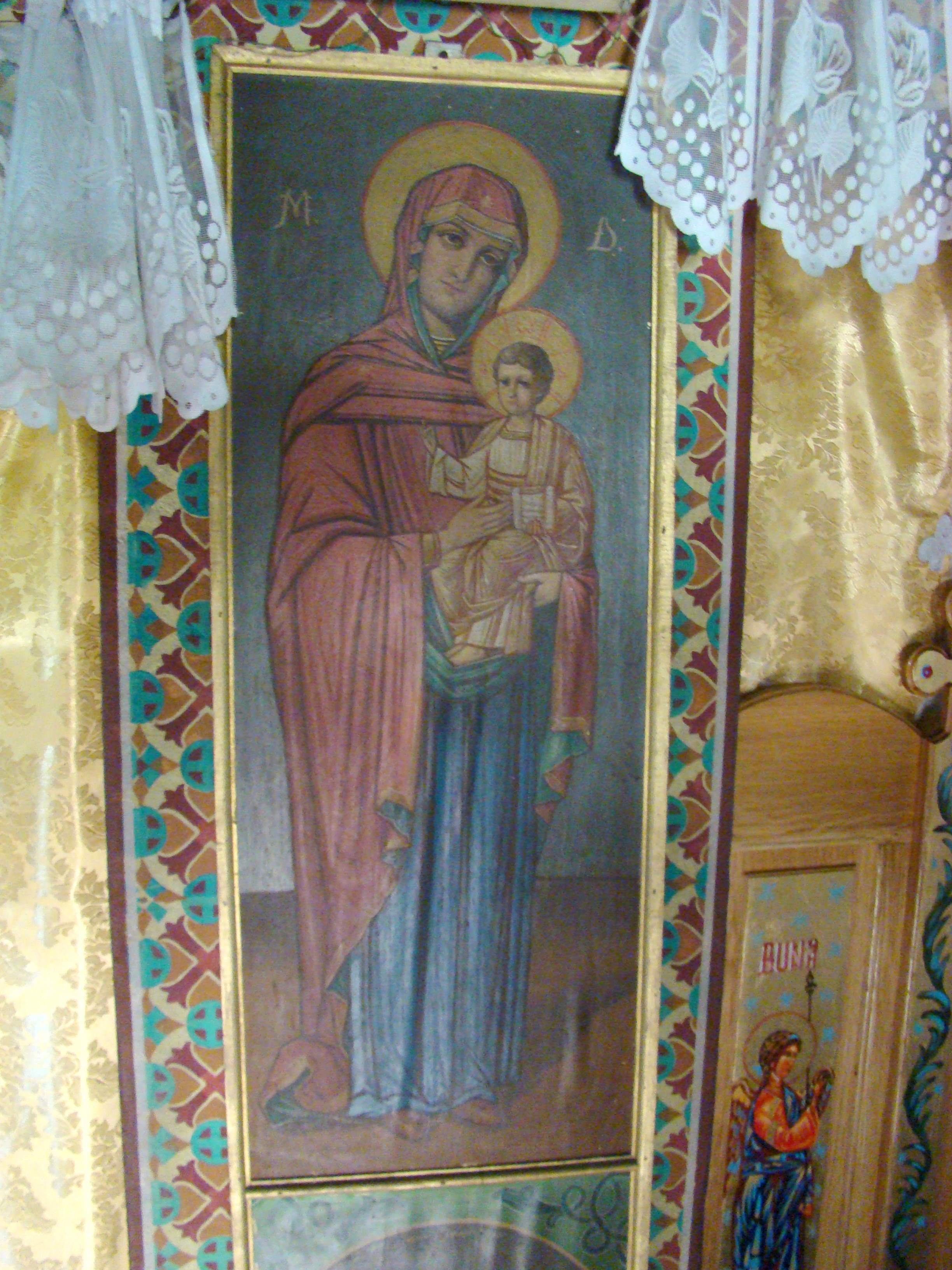
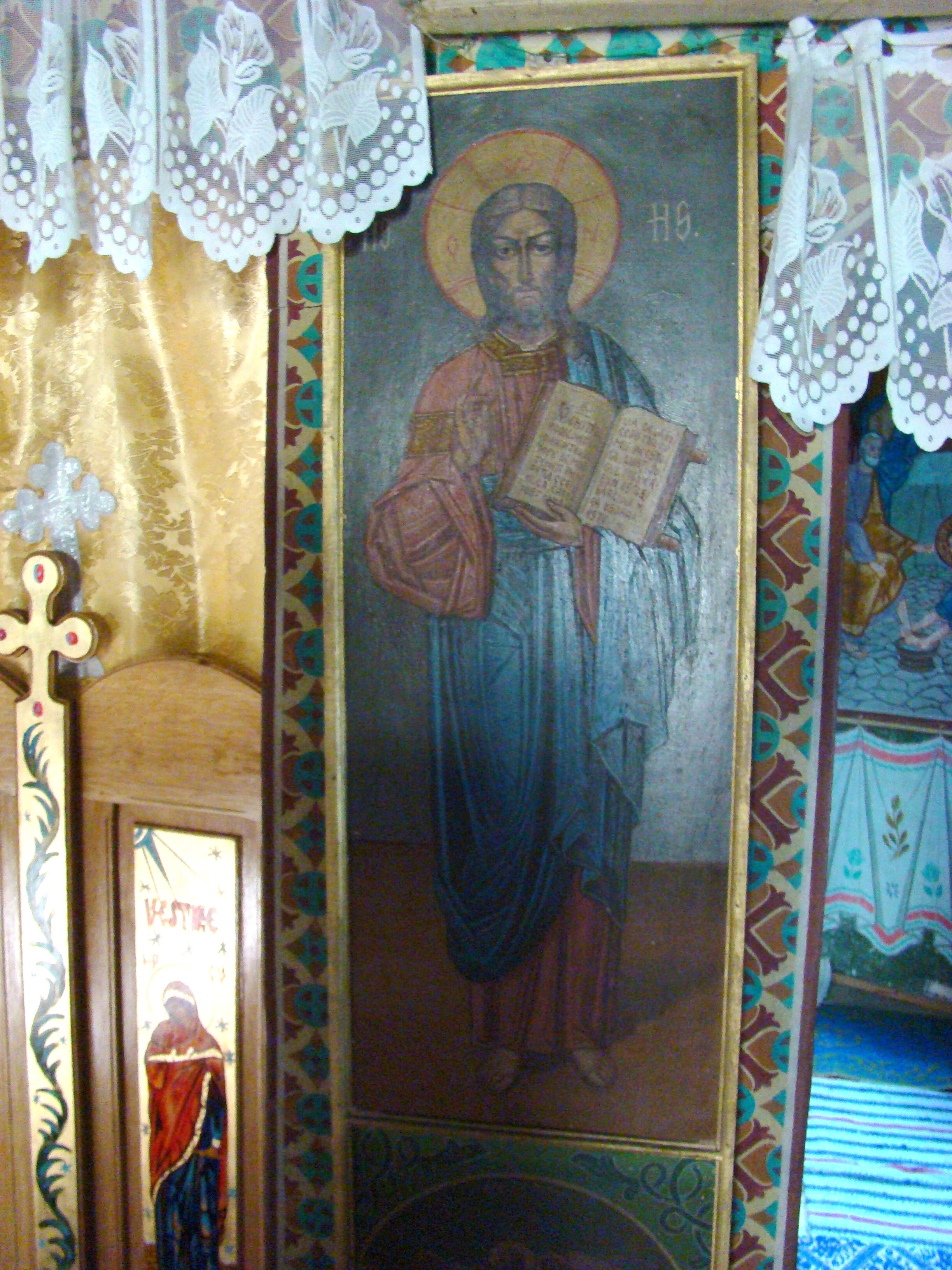
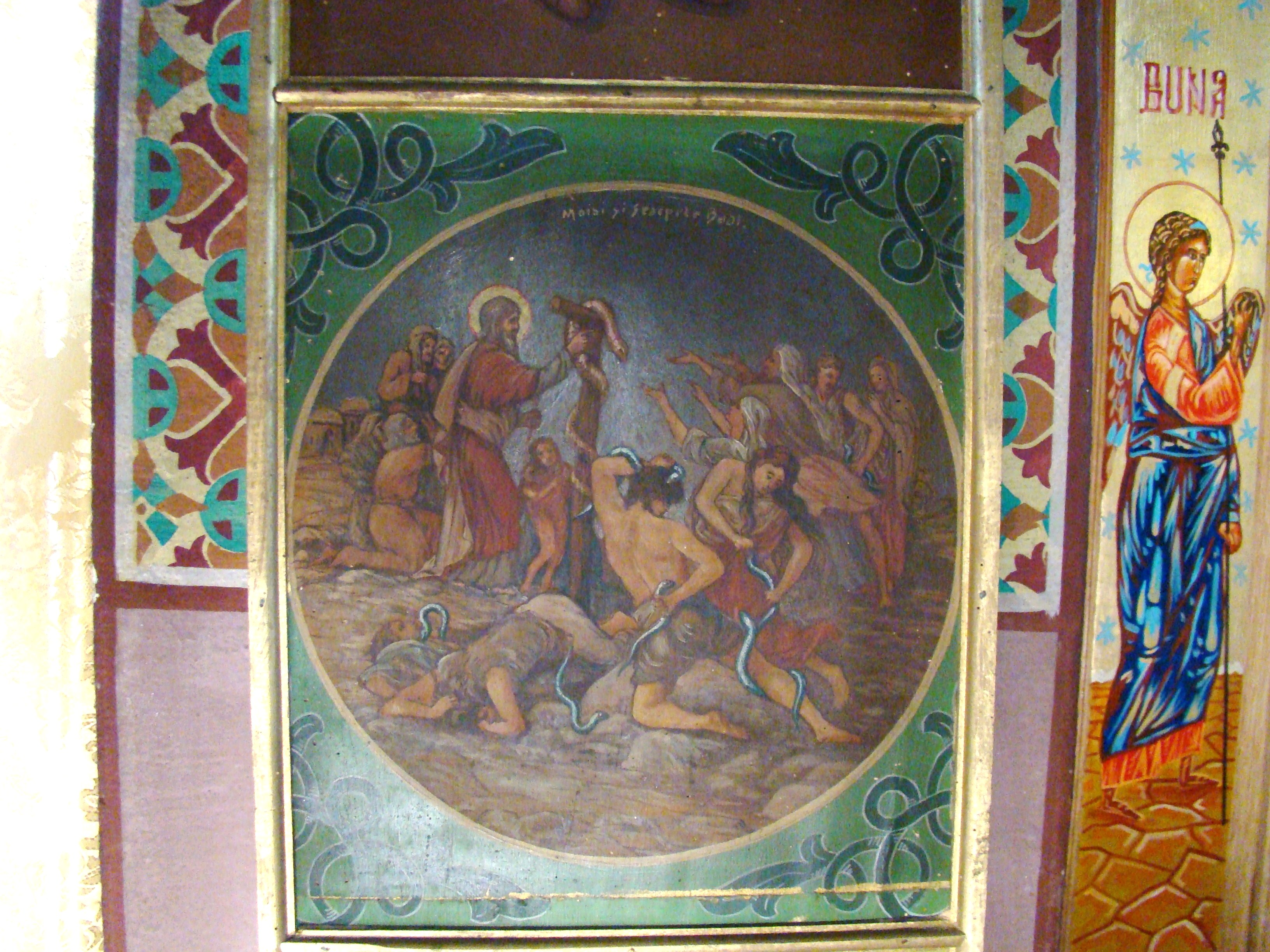
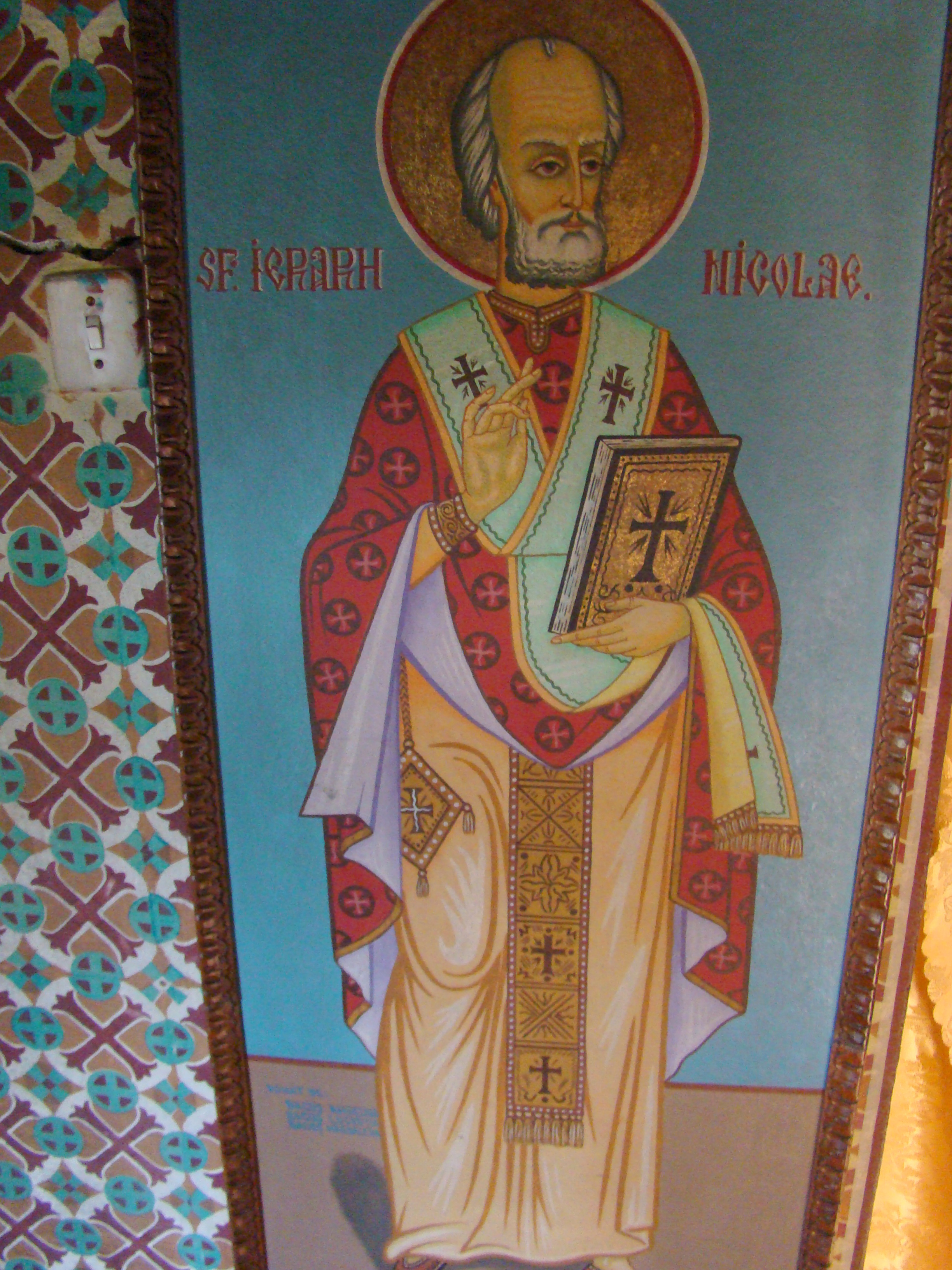
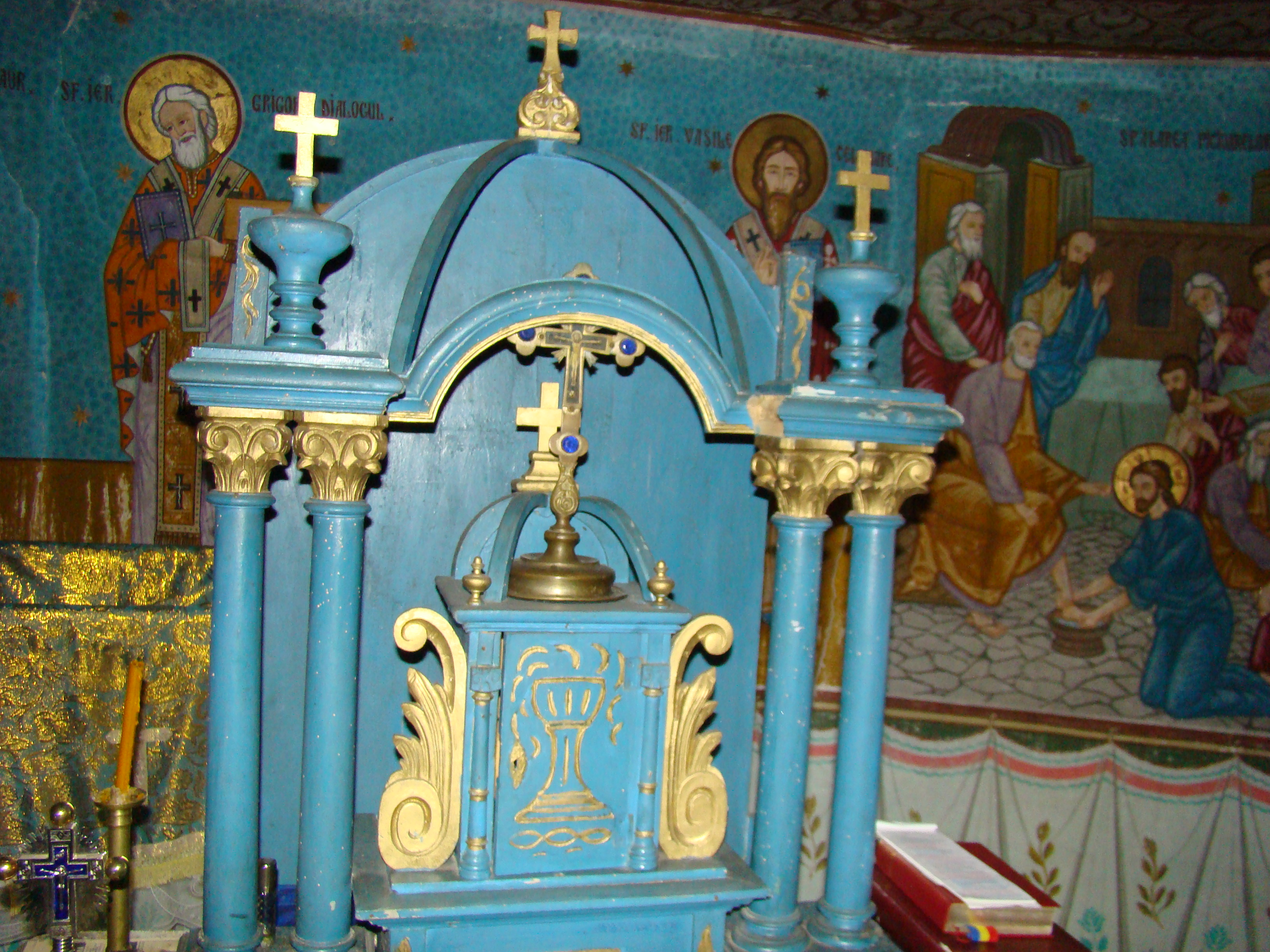
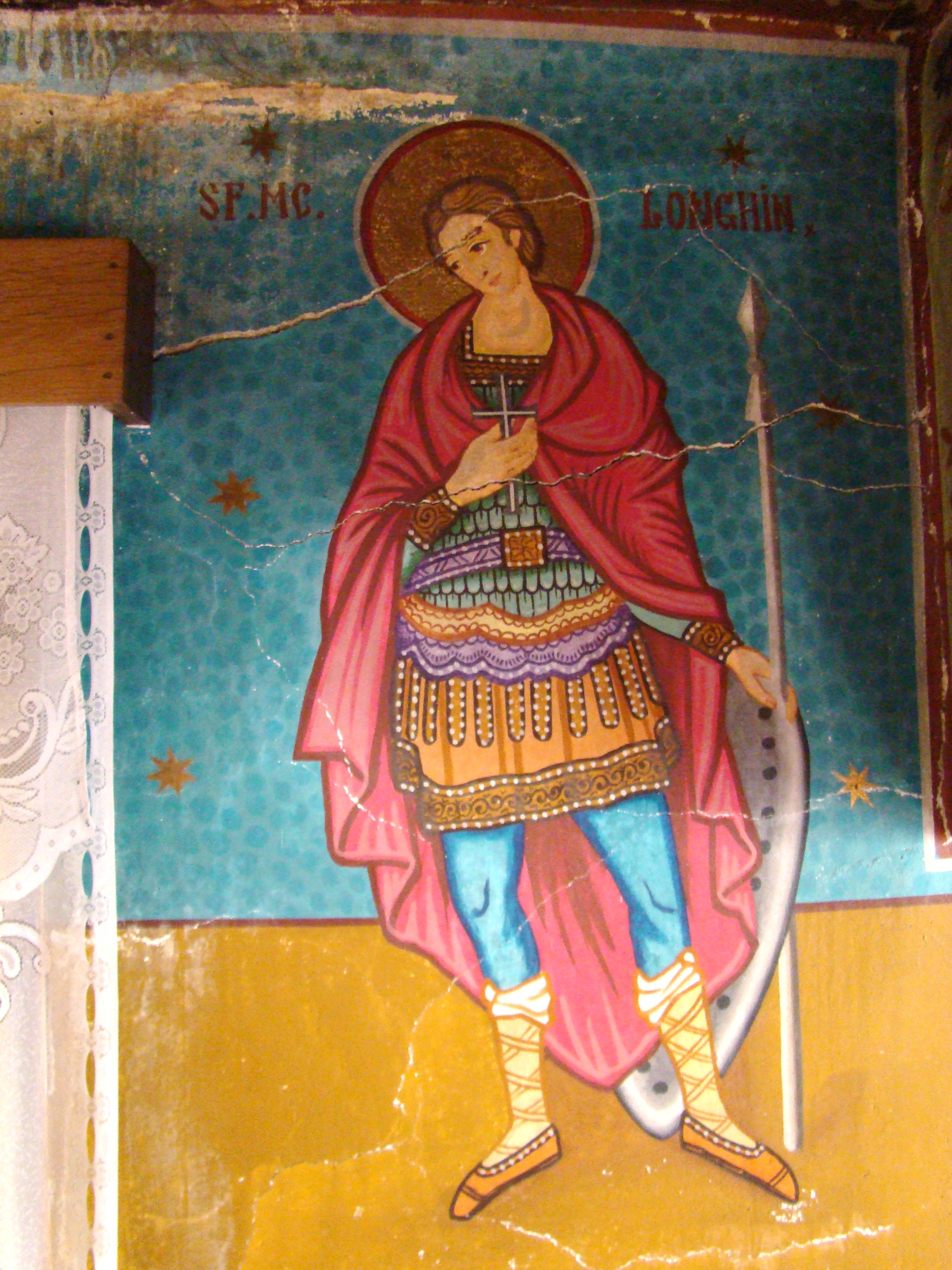
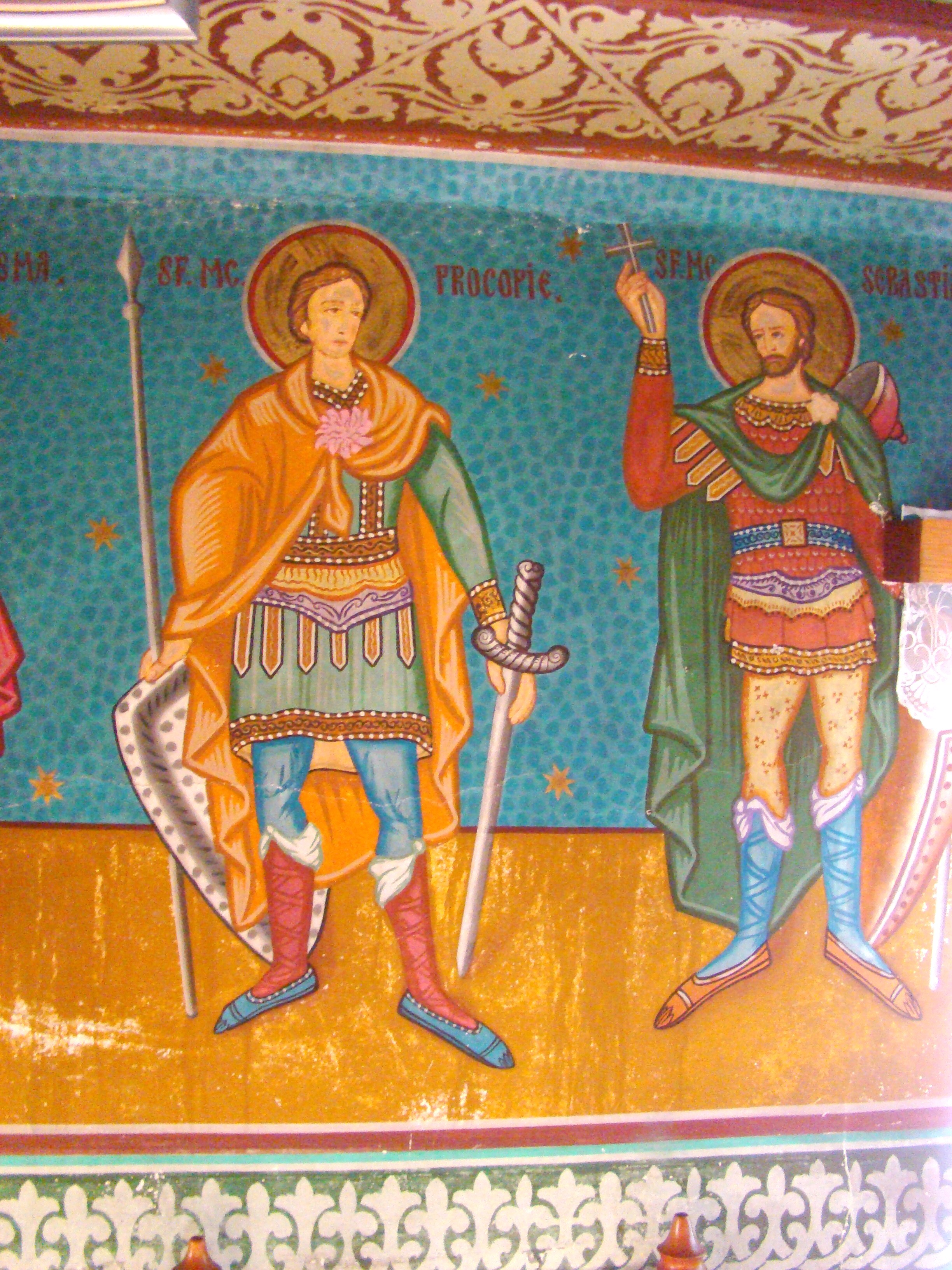
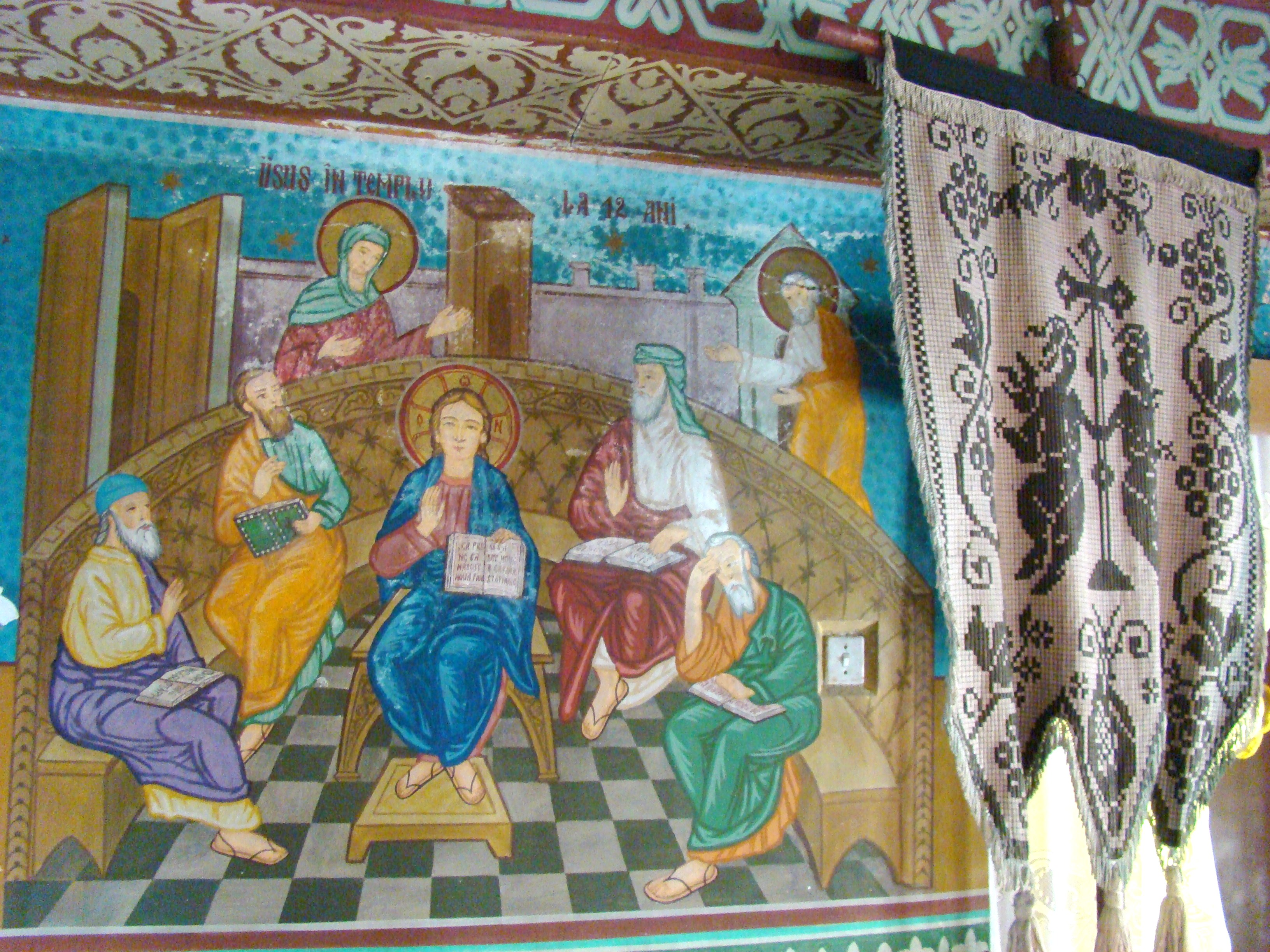
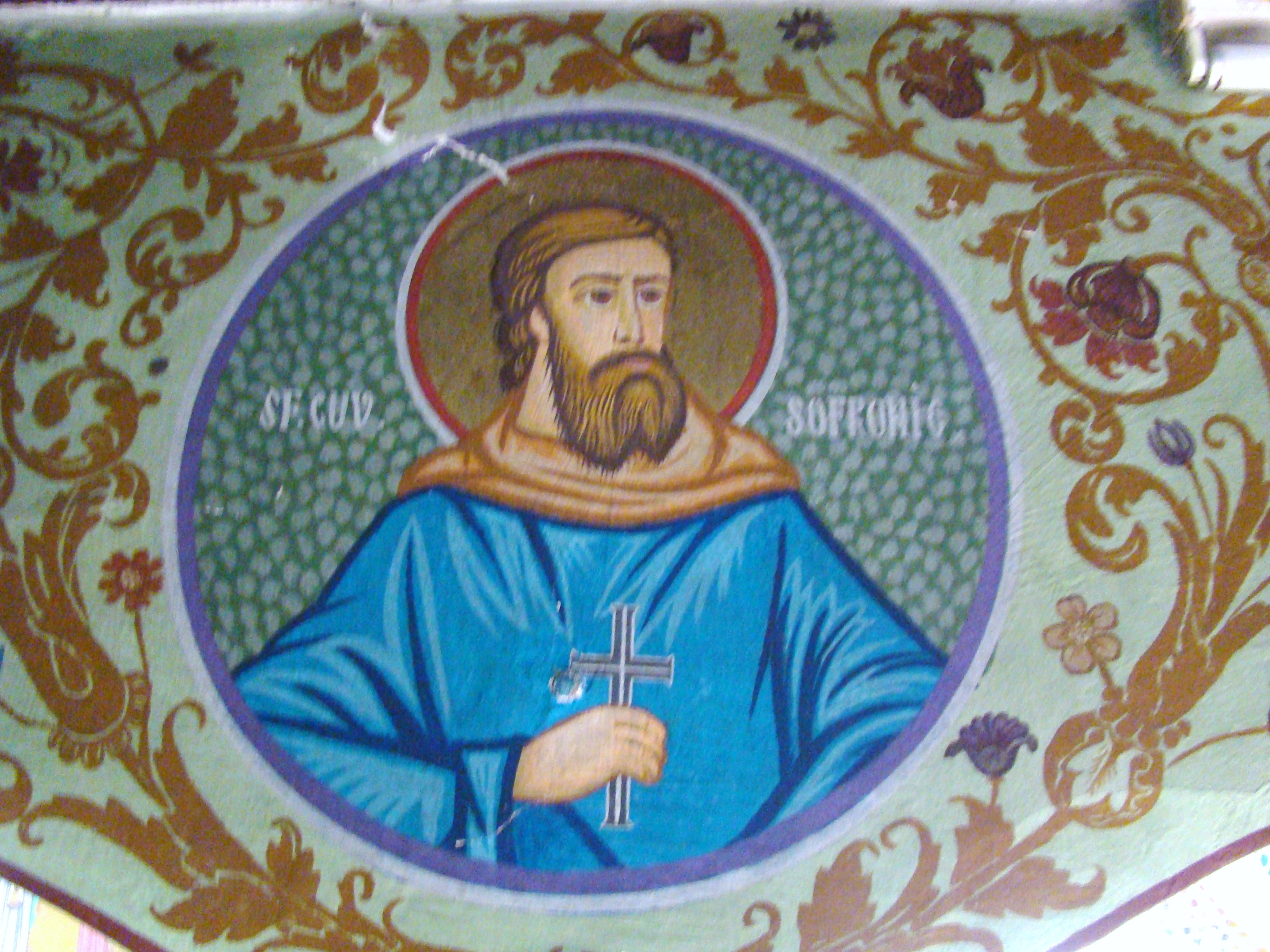
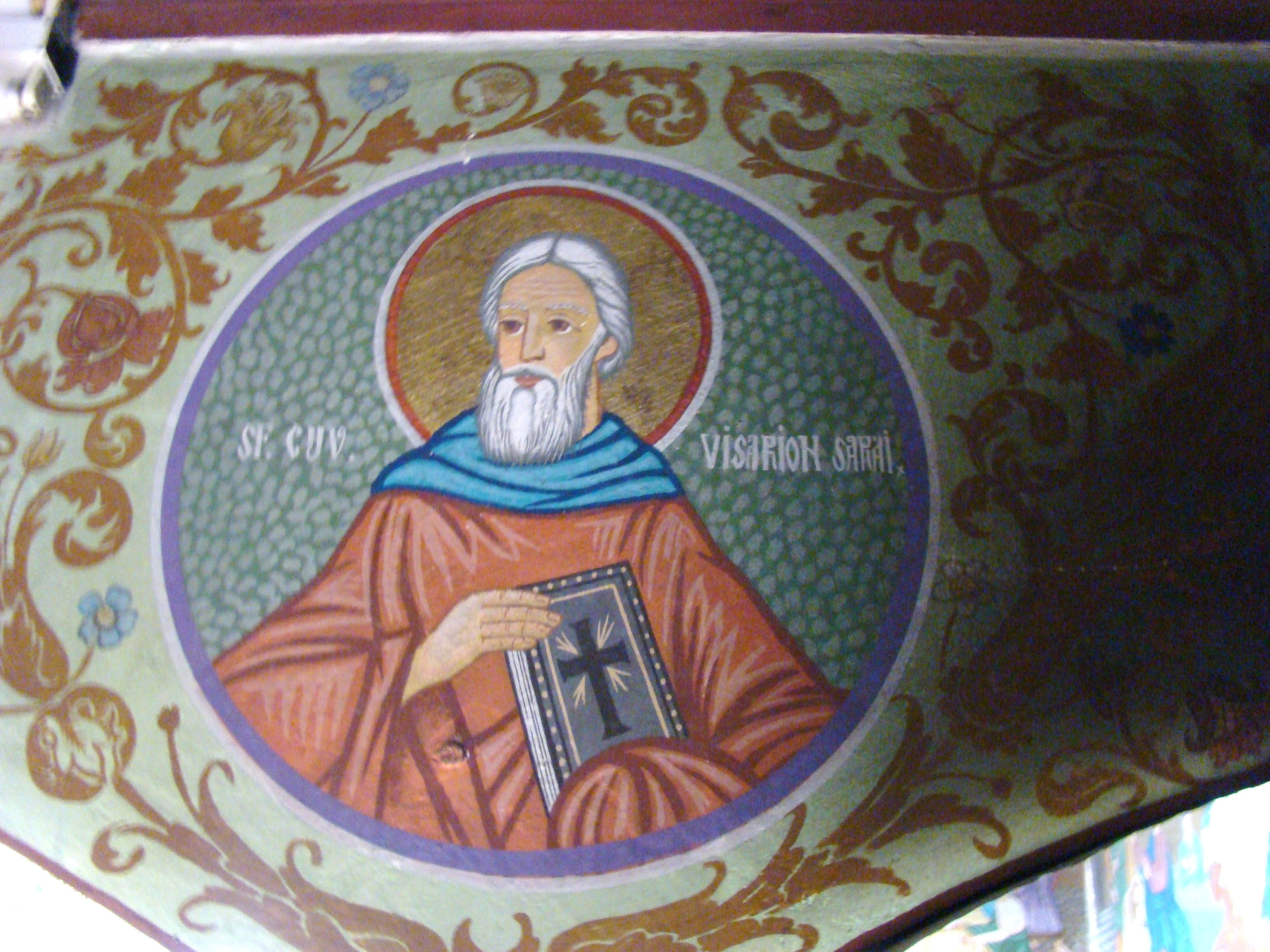
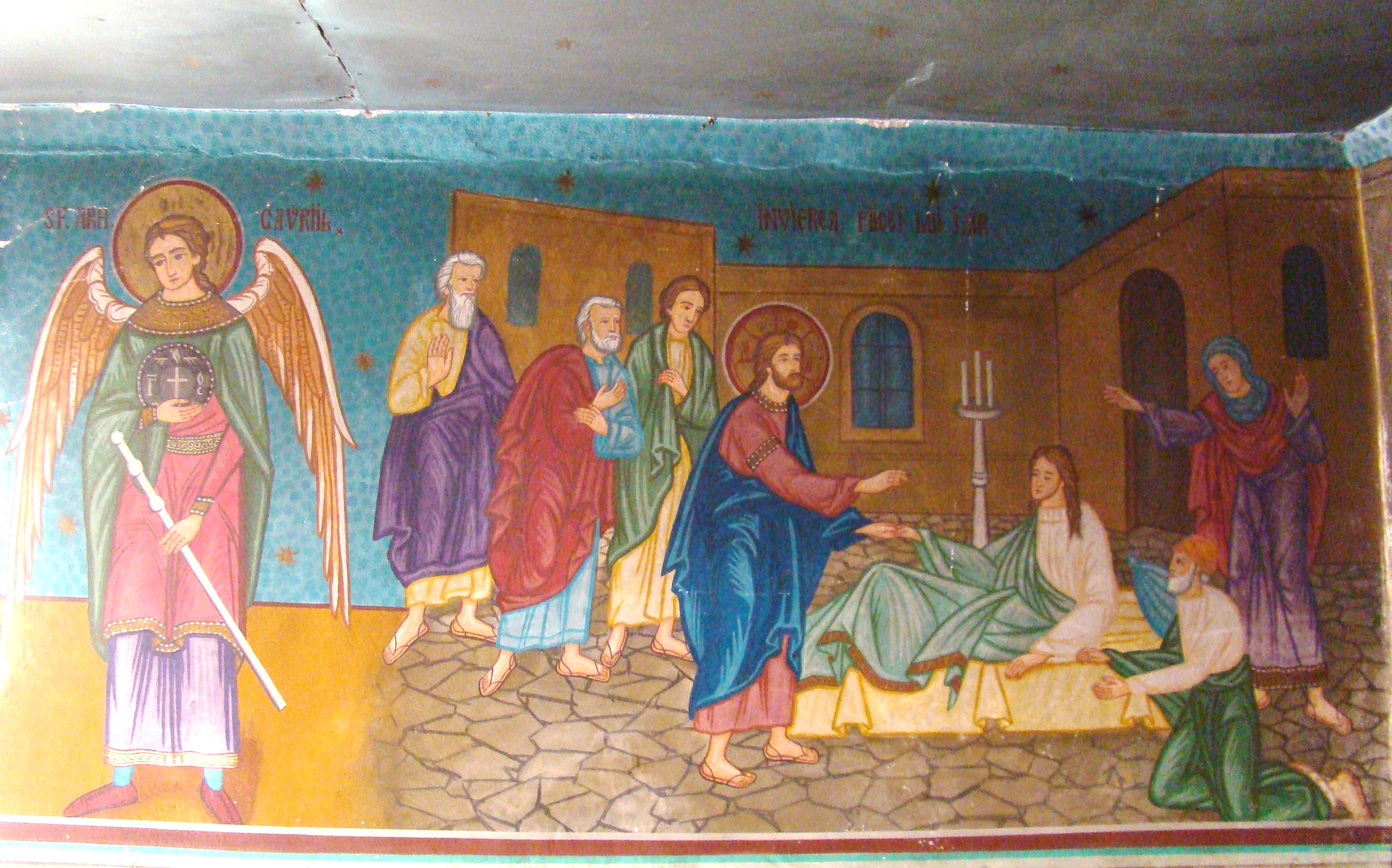
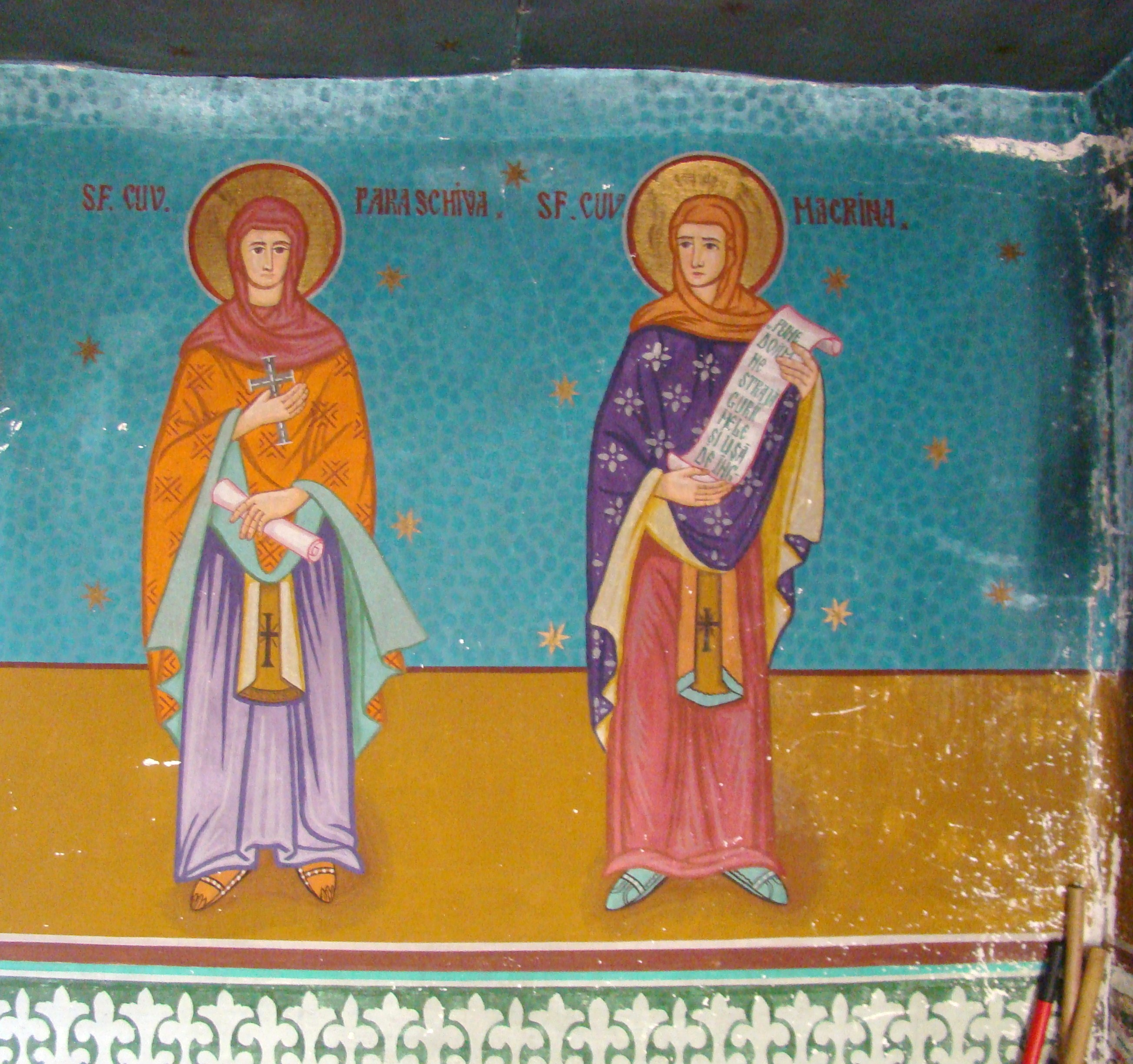
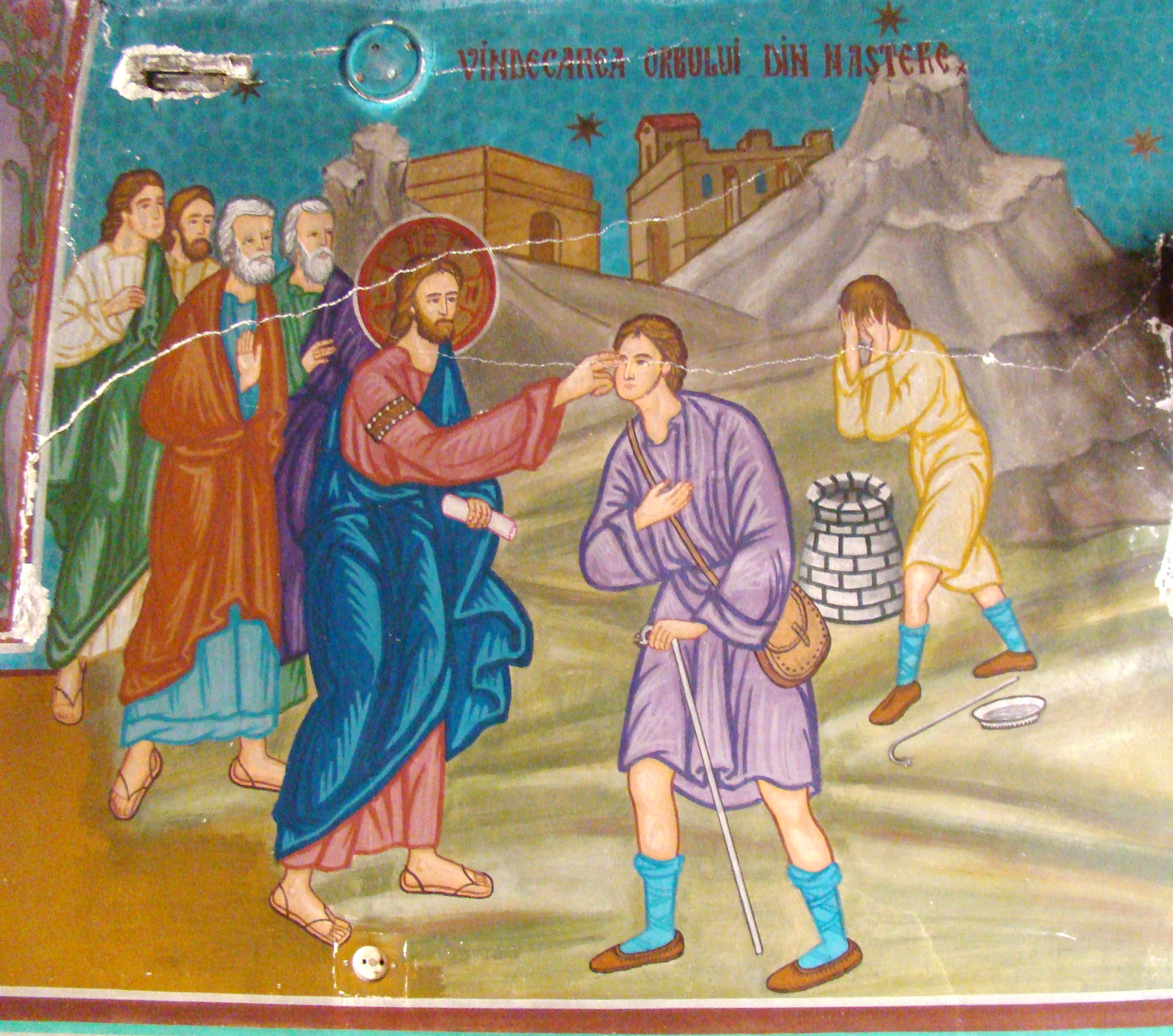
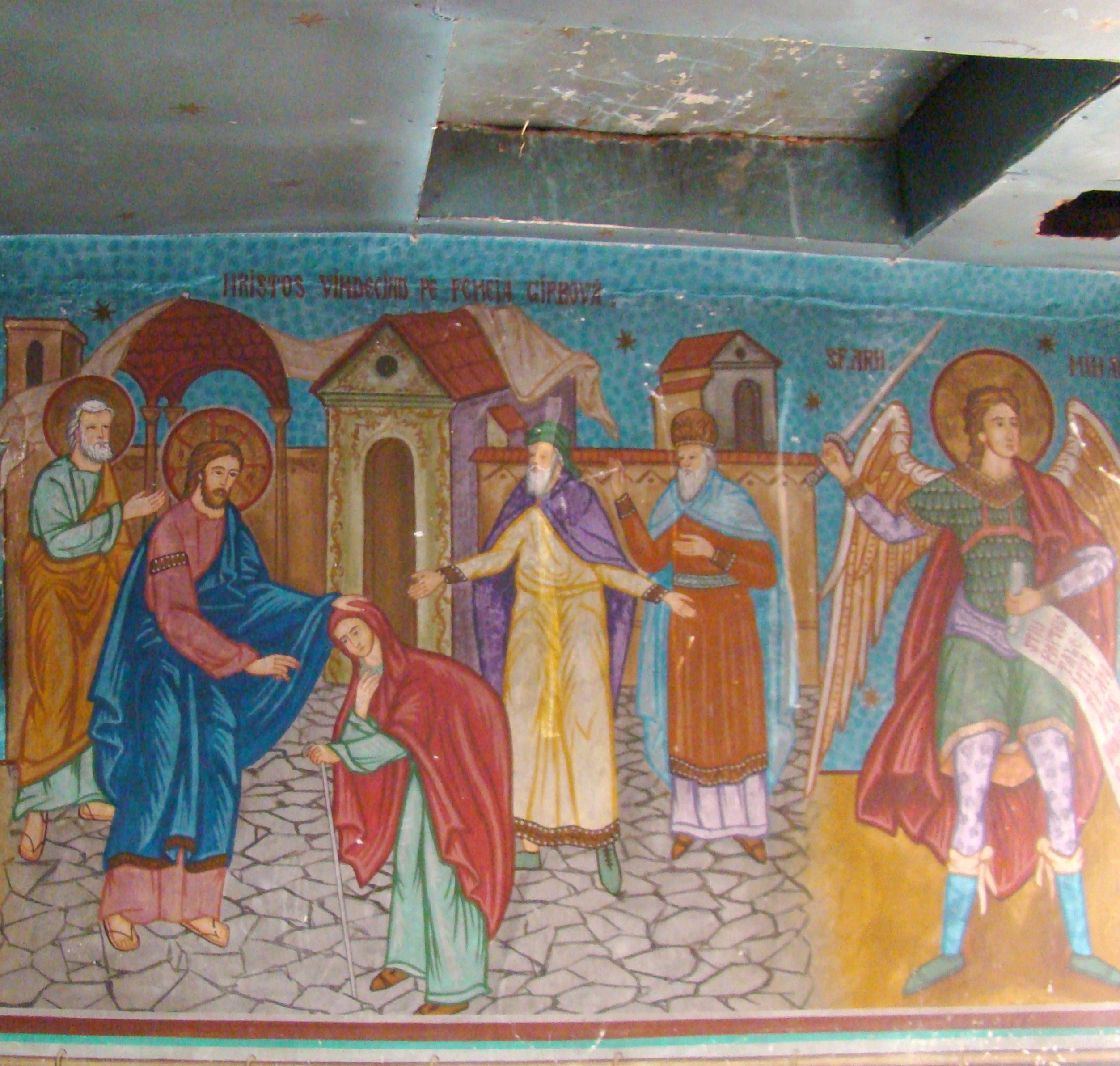
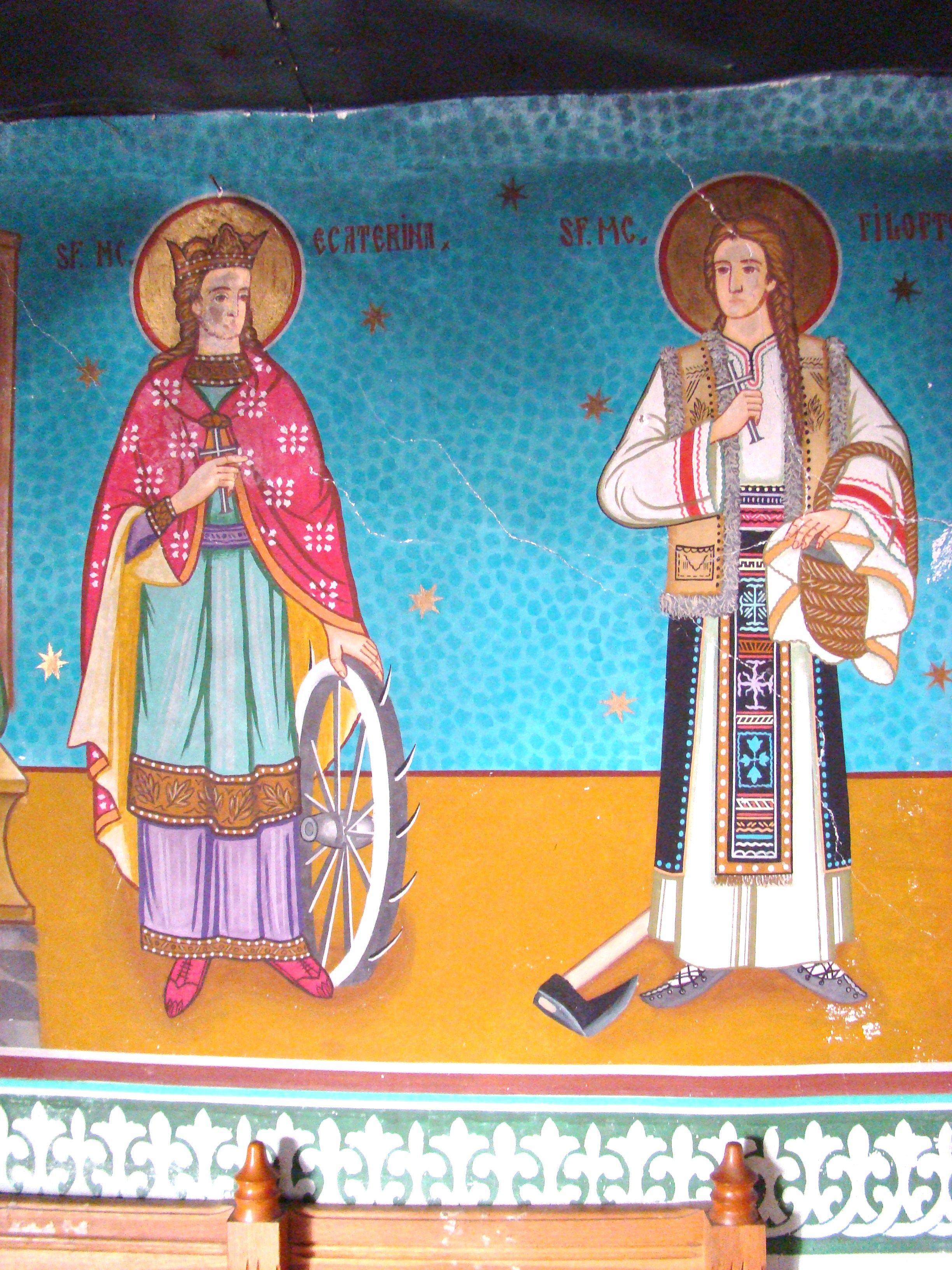
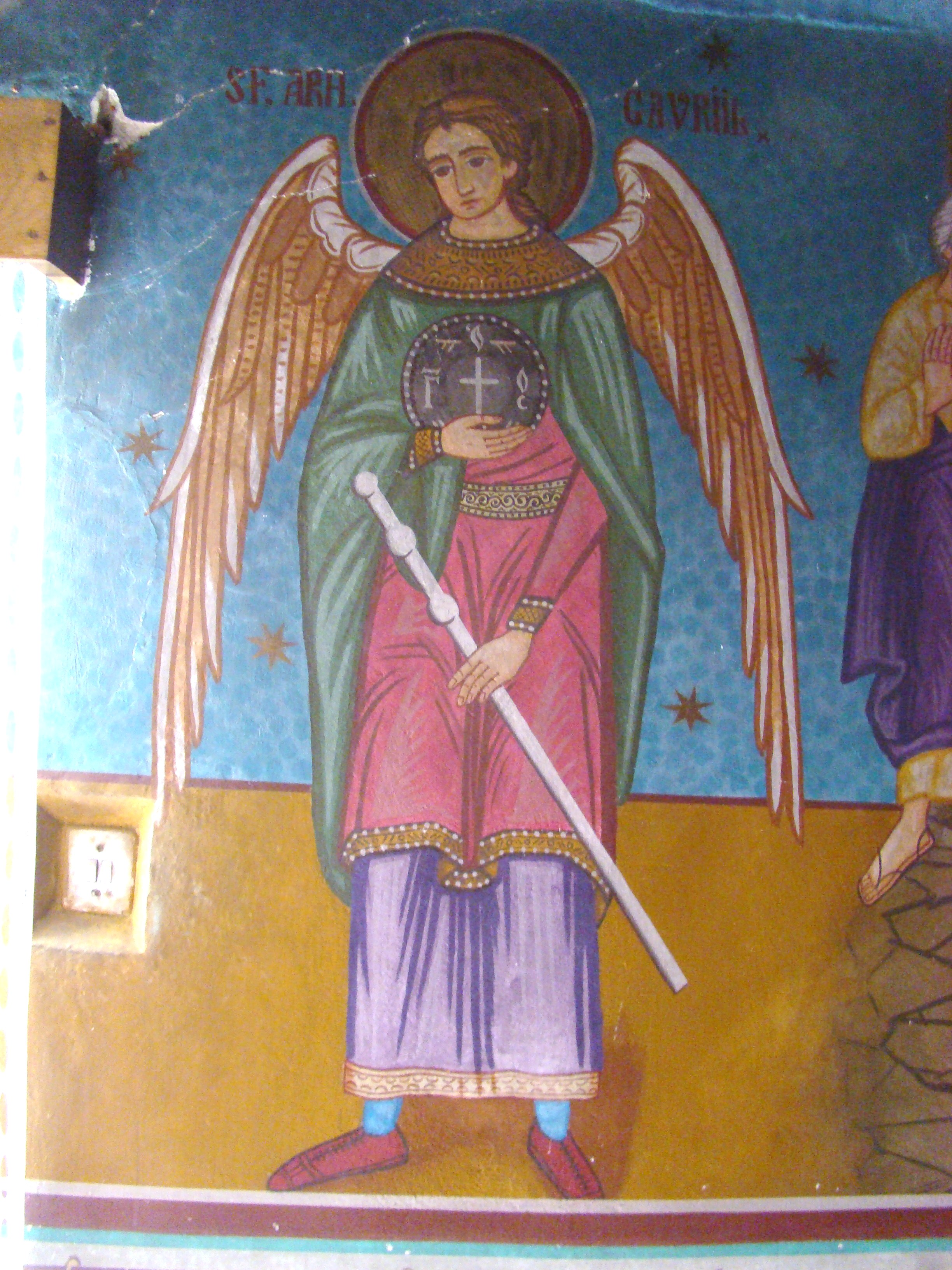
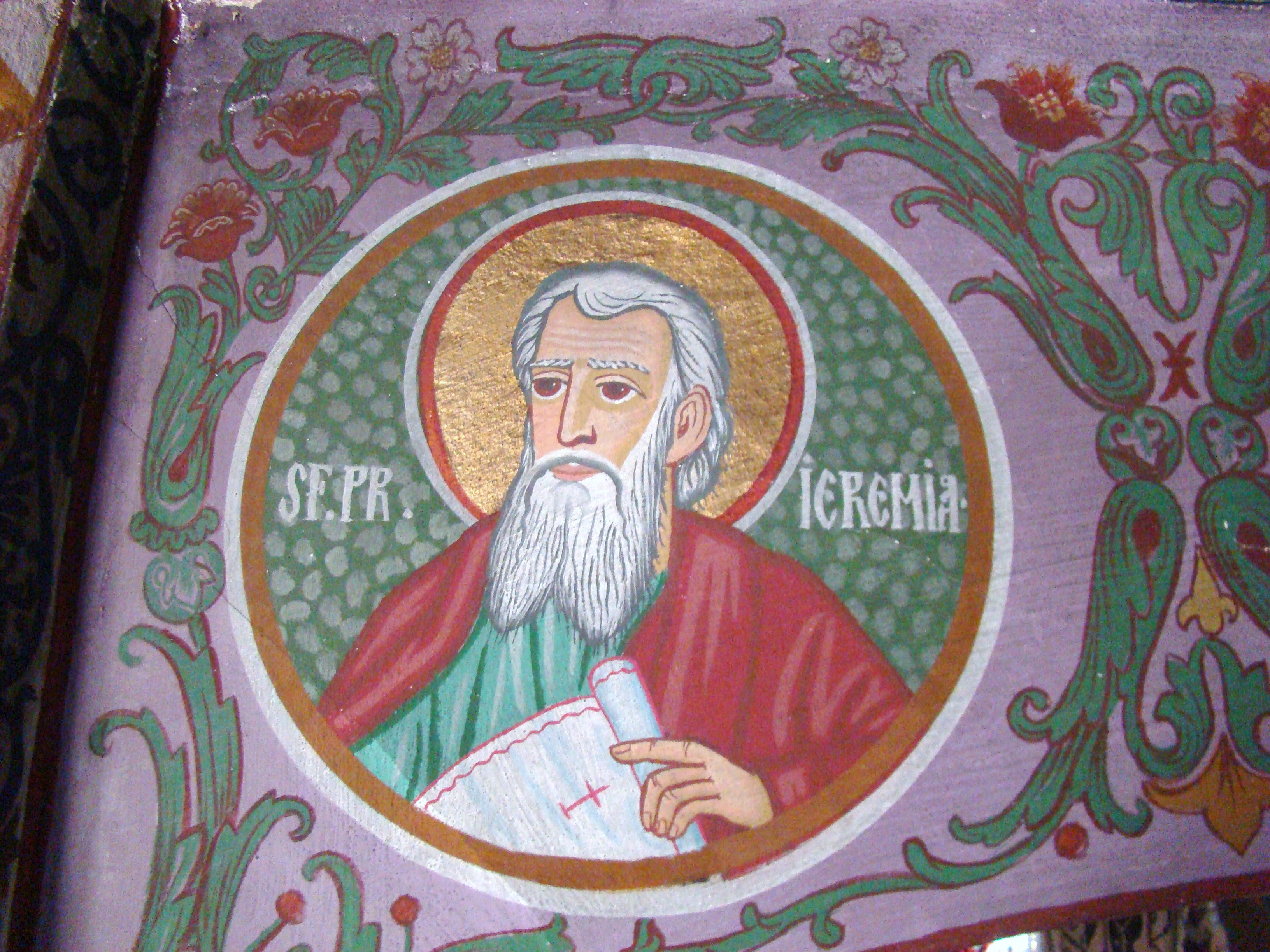
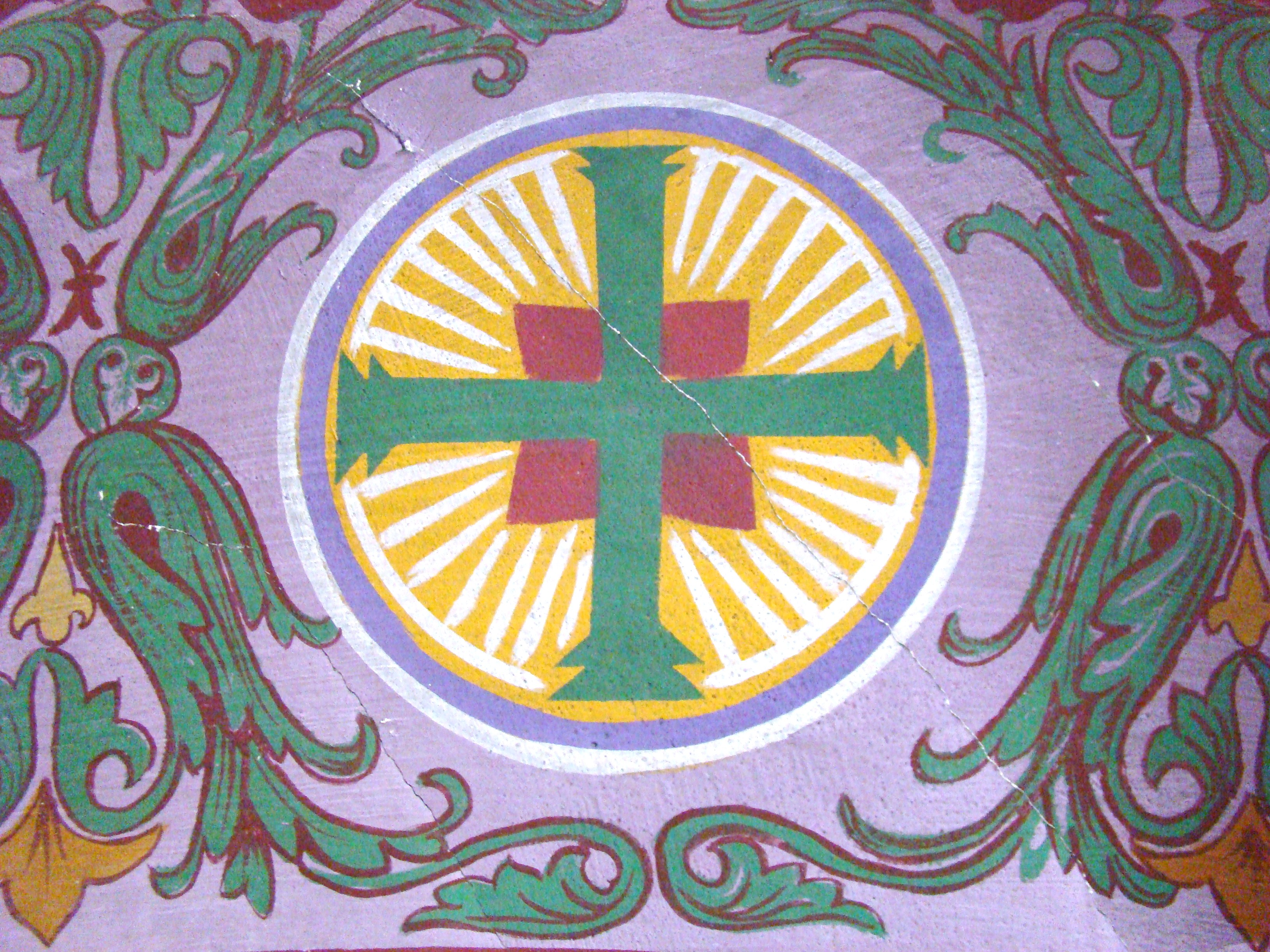
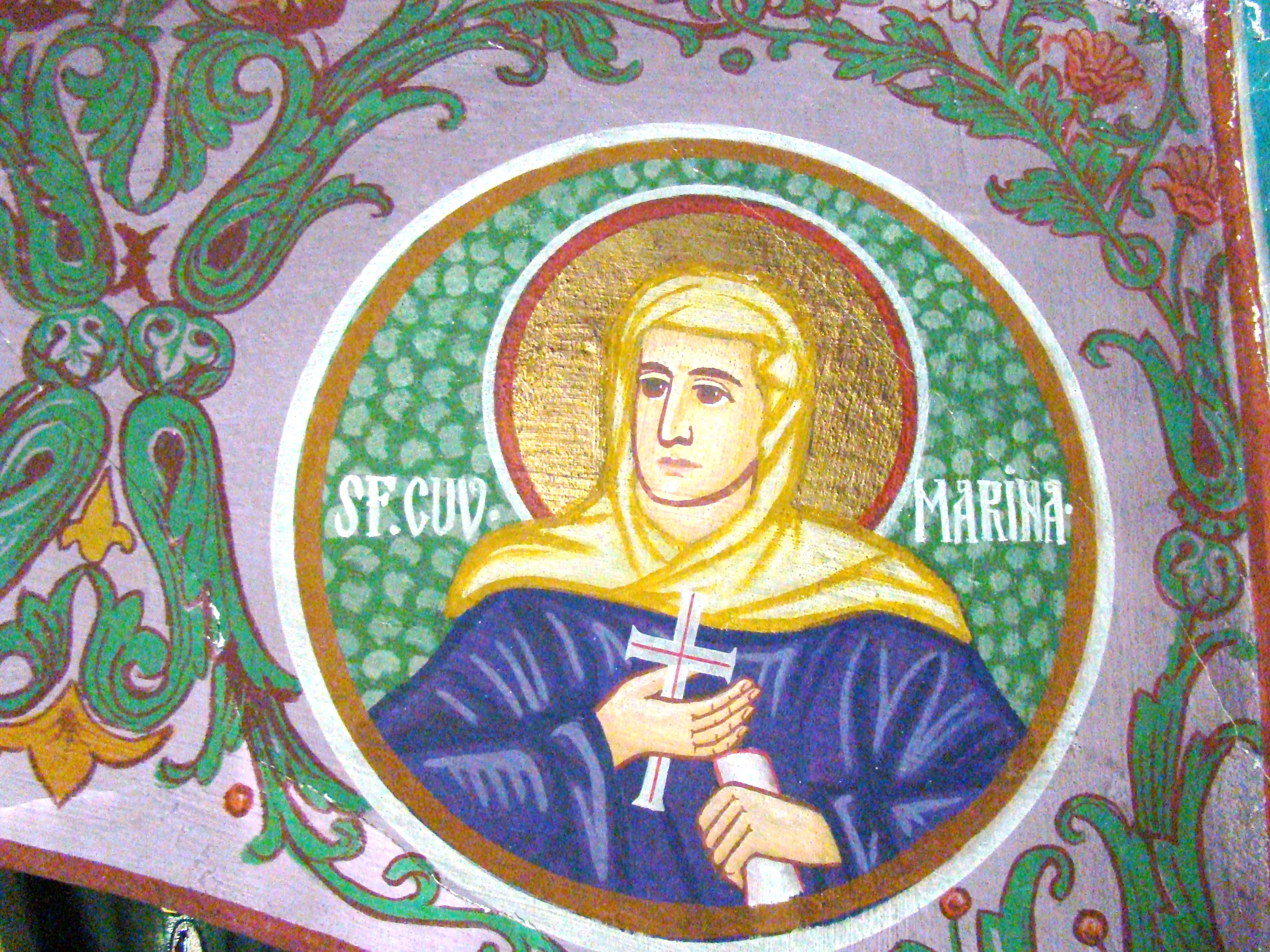
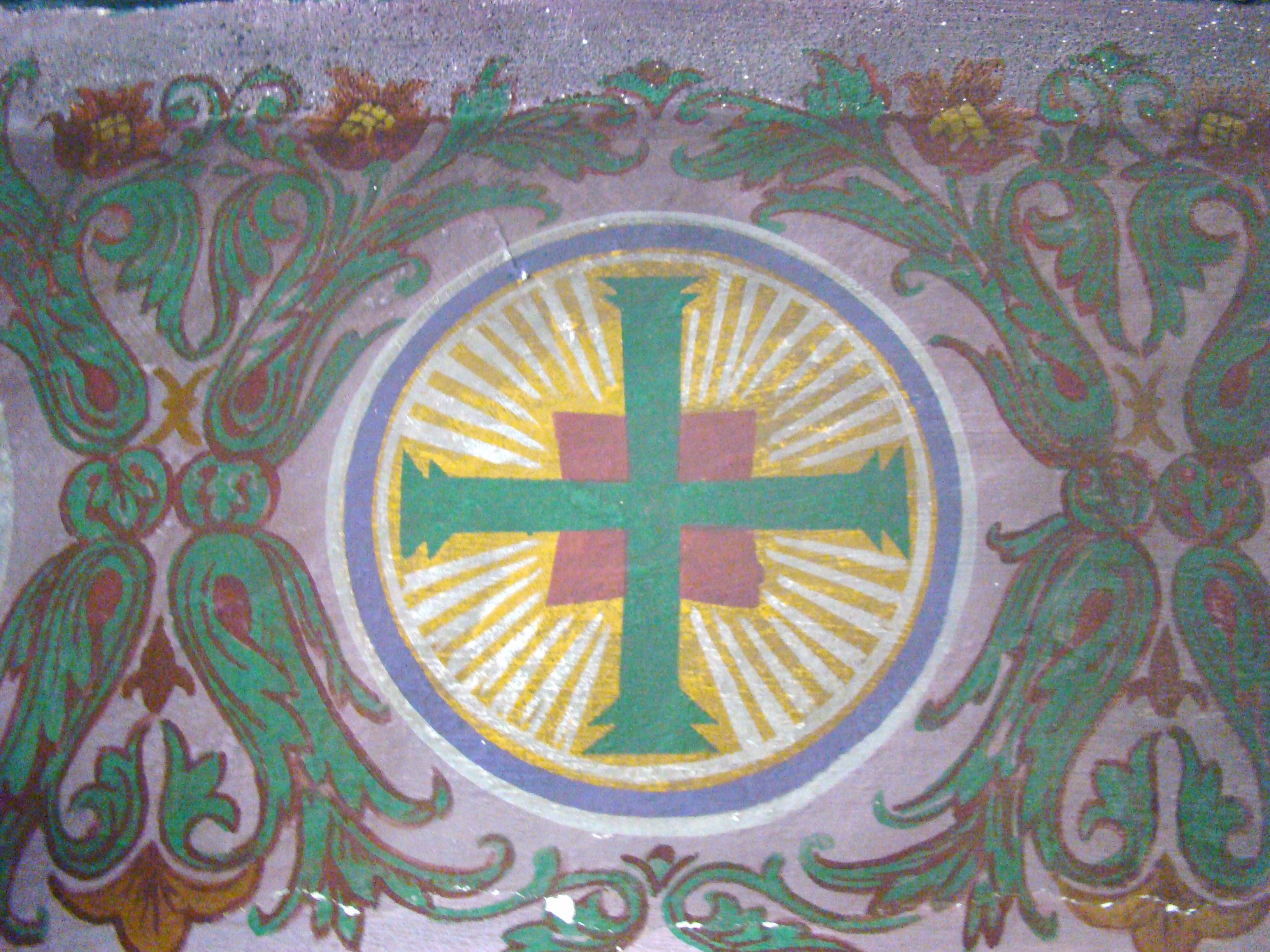
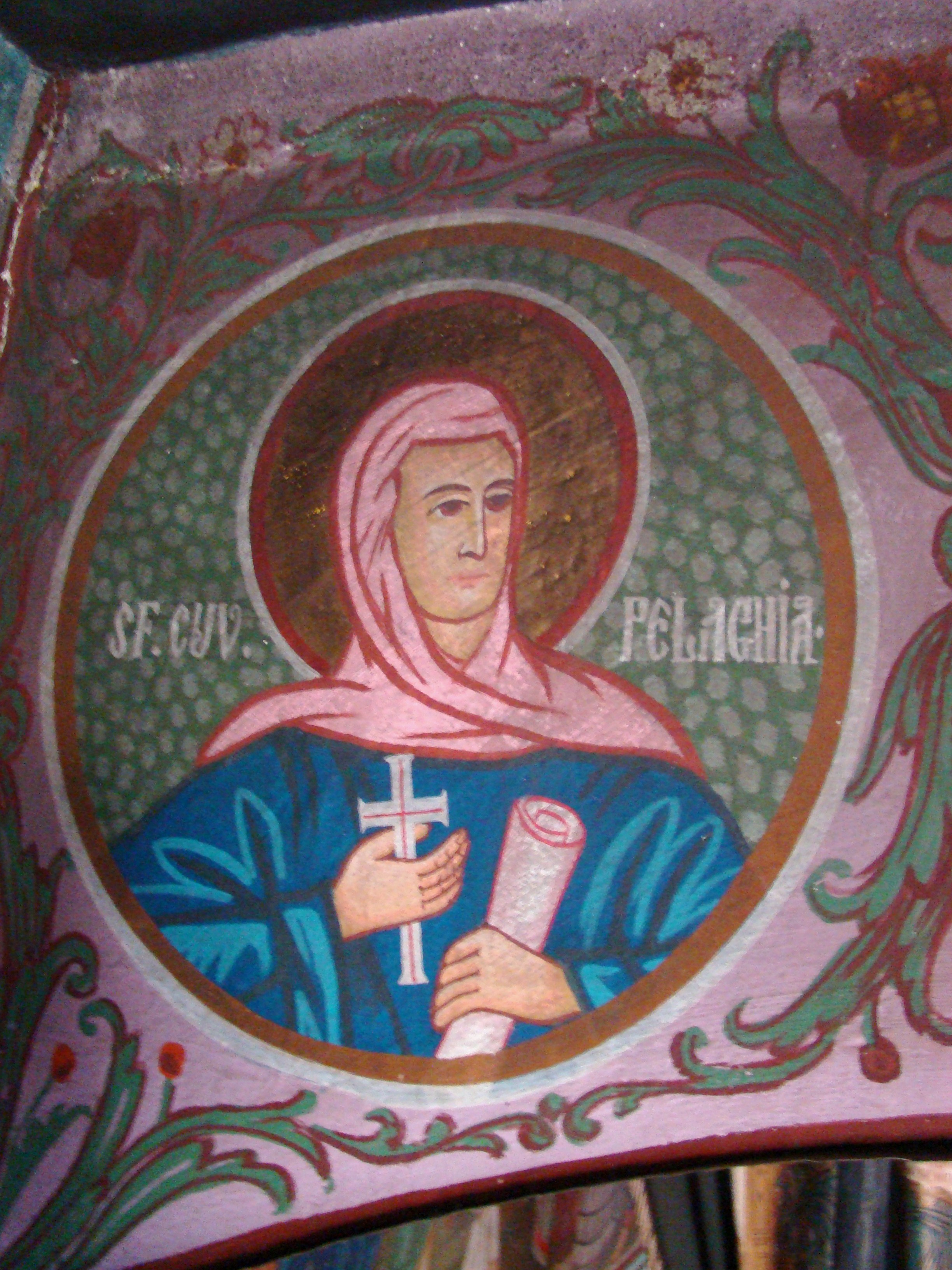
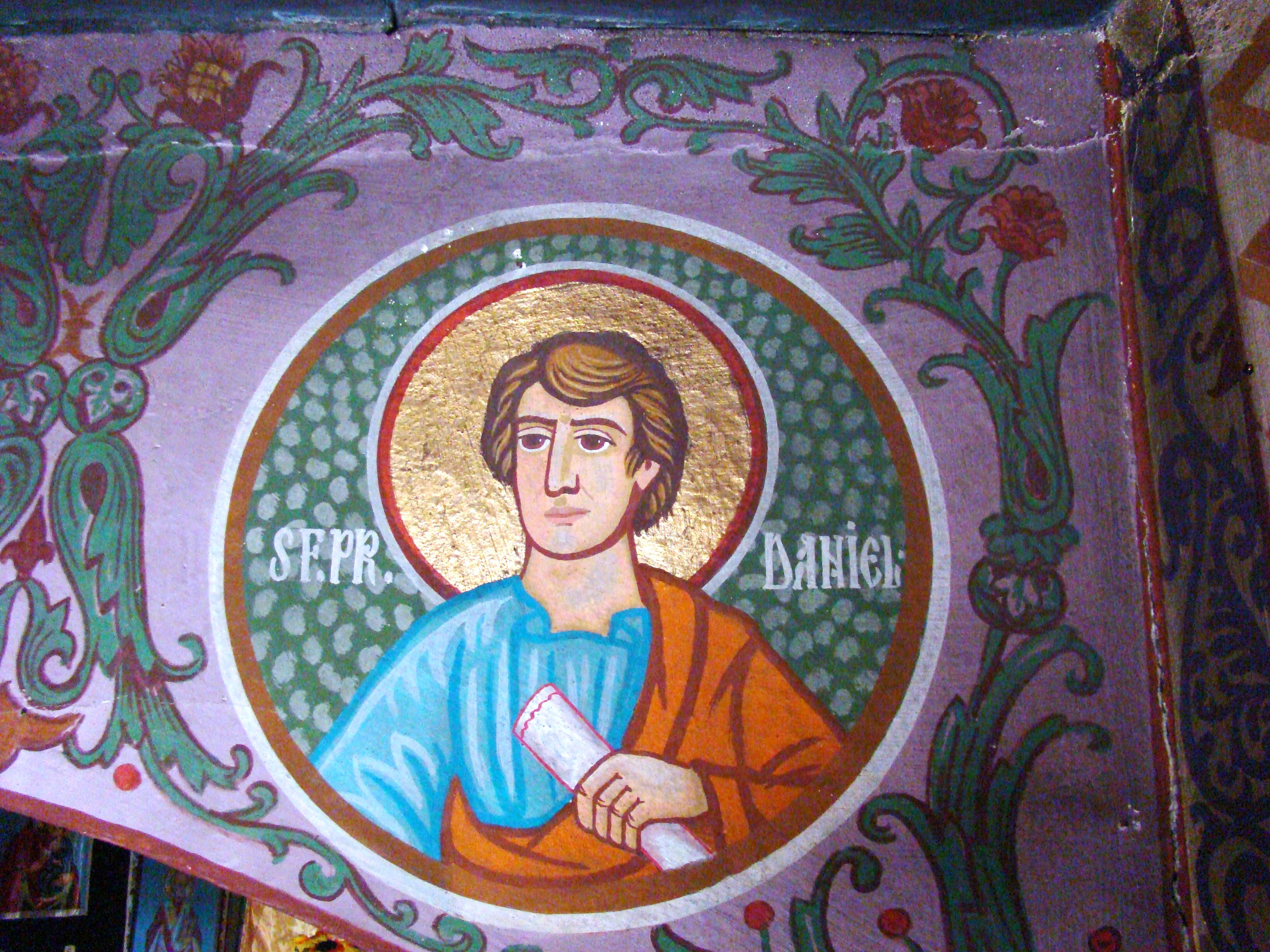
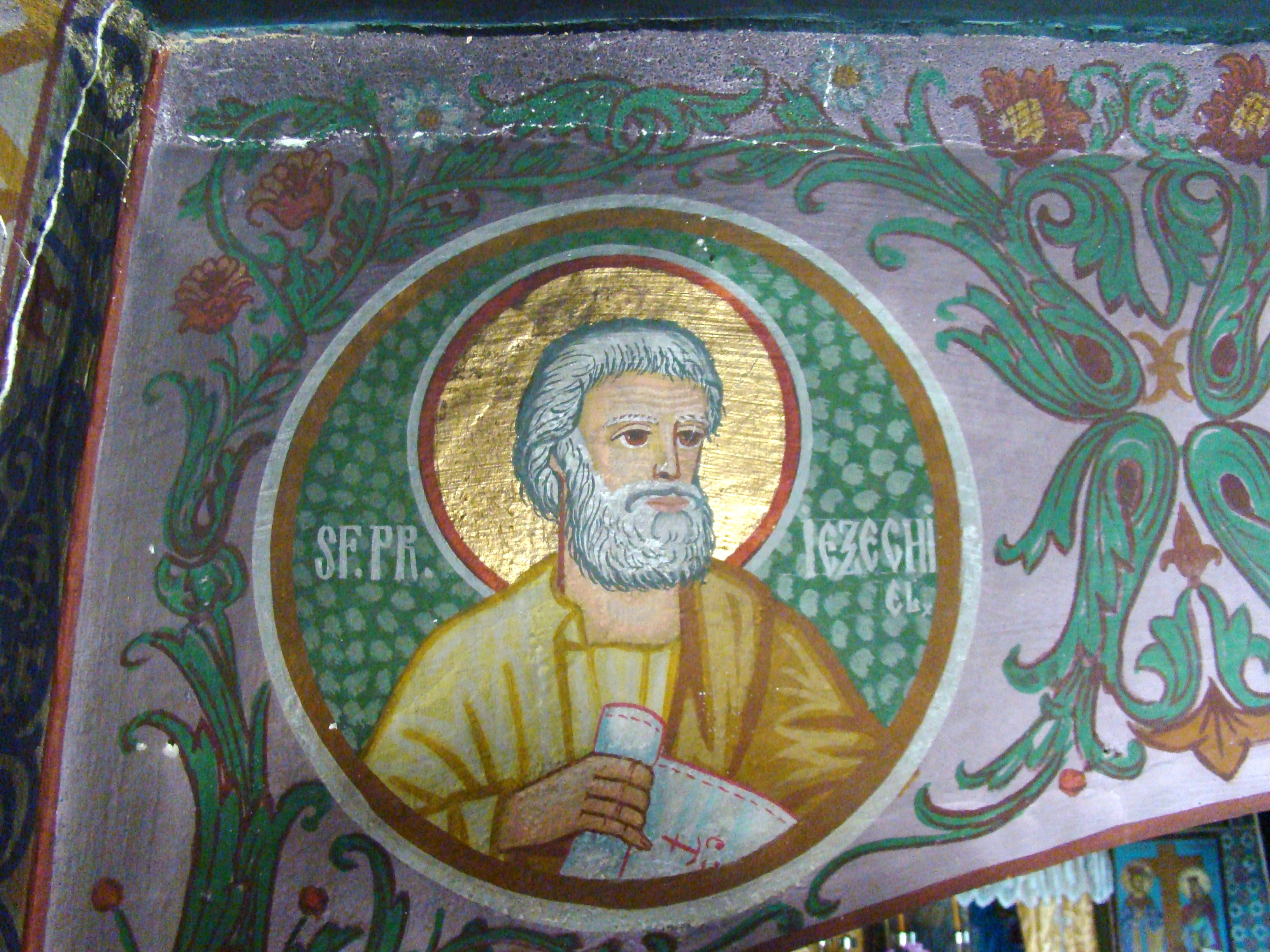
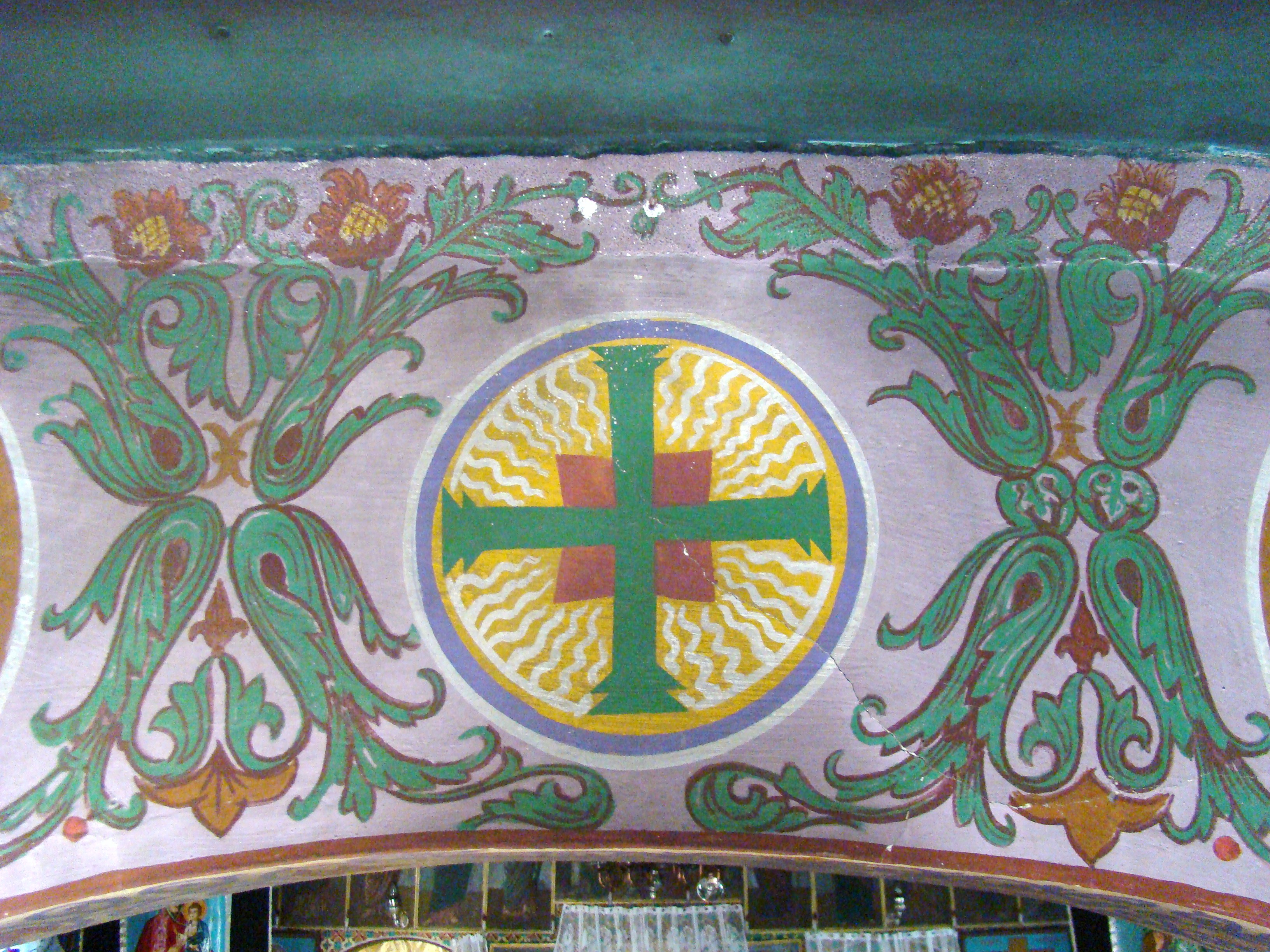